# Historia de la química

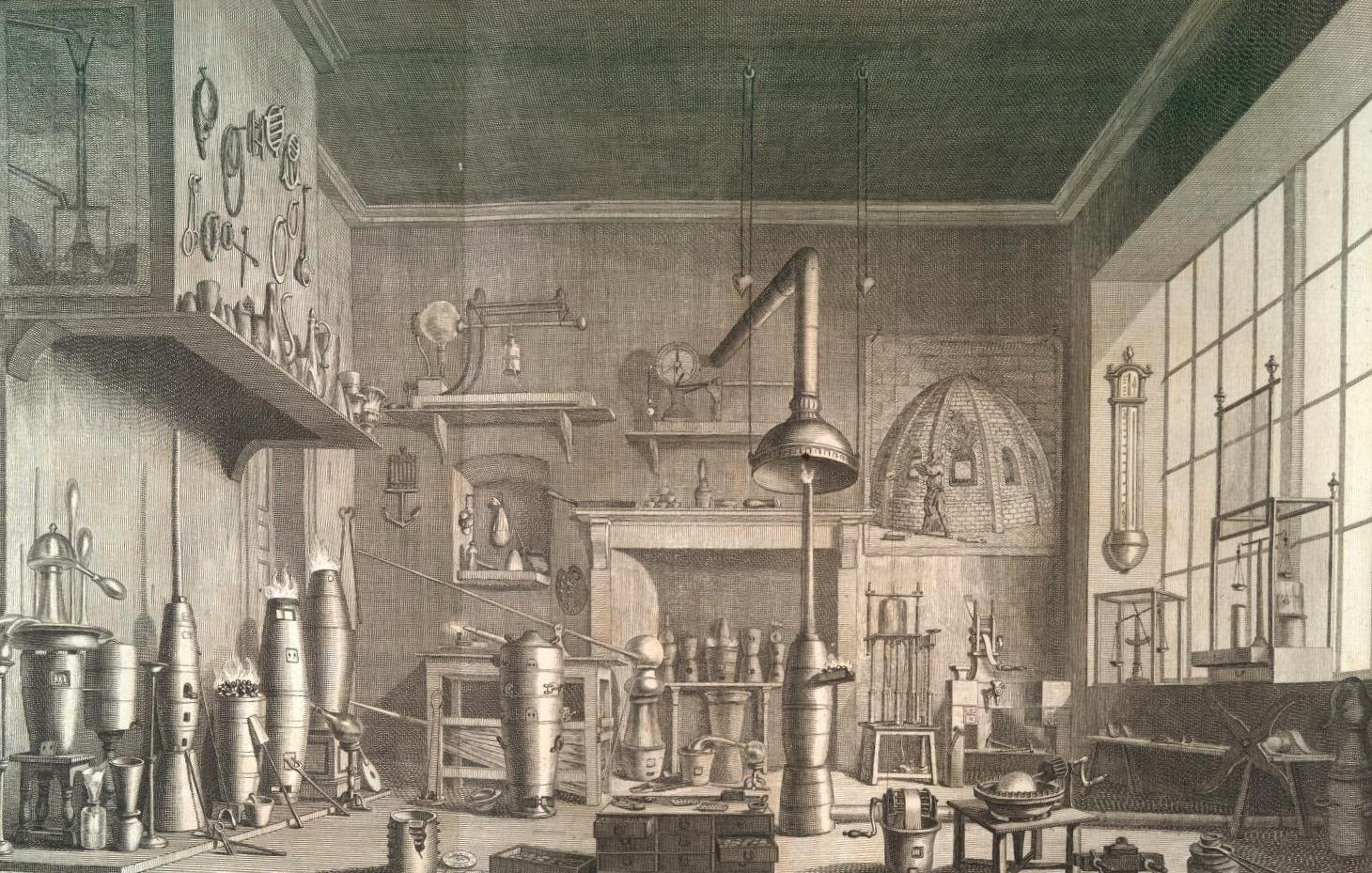
Ilustración de un laboratorio químico del

La historia de la química abarca un periodo de tiempo muy amplio, que va desde la prehistoria hasta el presente, y está ligada al desarrollo cultural de la humanidad y su conocimiento de la naturaleza. Las civilizaciones antiguas ya usaban tecnologías que demostraban su conocimiento de las transformaciones de la materia, y algunas servirían de base a los primeros estudios de la química. Entre ellas se cuentan la extracción de los metales de sus minas, la elaboración de aleaciones como el bronce, la fabricación de cerámica, esmaltes y vidrio, las fermentaciones de la cerveza y del vino, la extracción de sustancias de las plantas para usarlas como medicinas o perfumes y la transformación de las grasas en jabón.
Ni la filosofía ni la alquimia, la protociencia química, fueron capaces de explicar verazmente la naturaleza de la materia y sus transformaciones. Sin embargo, a base de realizar experimentos y registrar sus resultados los alquimistas establecieron los cimientos para la química moderna. El punto de inflexión hacia la química moderna se produjo en 1661 con la obra de Robert Boyle, The Sceptical Chymist: or Chymico-Physical Doubts & Paradoxes (El químico escéptico: o las dudas y paradojas quimio-físicas), donde se separa claramente la química de la alquimia, abogando por la introducción del método científico en los experimentos químicos. Se considera que la química alcanzó el rango de ciencia de pleno derecho con las investigaciones de Antoine Lavoisier y su esposa Marie Anne Pierrette Paulze, en las que basó su ley de conservación de la materia, entre otros descubrimientos que asentaron los pilares fundamentales de la química. A partir del siglo XVIII la química adquiere definitivamente las características de una ciencia experimental moderna. Se desarrollaron métodos de medición más precisos que permitieron un mejor conocimiento de los fenómenos y se desterraron creencias no demostradas.
La historia de la química se entrelaza con la historia de la física, como en la teoría atómica y en particular con la termodinámica, desde sus inicios con el propio Lavoisier, y especialmente a través de la obra de Willard Gibbs.
Clave de colores:

     Antes del 1500 (13 elementos): Antigüedad y Edad Media.
     1500-1800 (+21 elementos): casi todos en el Siglo de las Luces.
     1800-1849 (+24 elementos): revolución científica y revolución industrial.
     1850-1899 (+26 elementos): gracias a la espectroscopia.
     1900-1949 (+13 elementos): gracias a la teoría cuántica antigua y la mecánica cuántica.
     1950-2000 (+17 elementos): elementos "postnucleares" (del nº at. 98 en adelante) por técnicas de bombardeo.
     2001-presente (+4 elementos): por fusión nuclear.

## Antecedentes

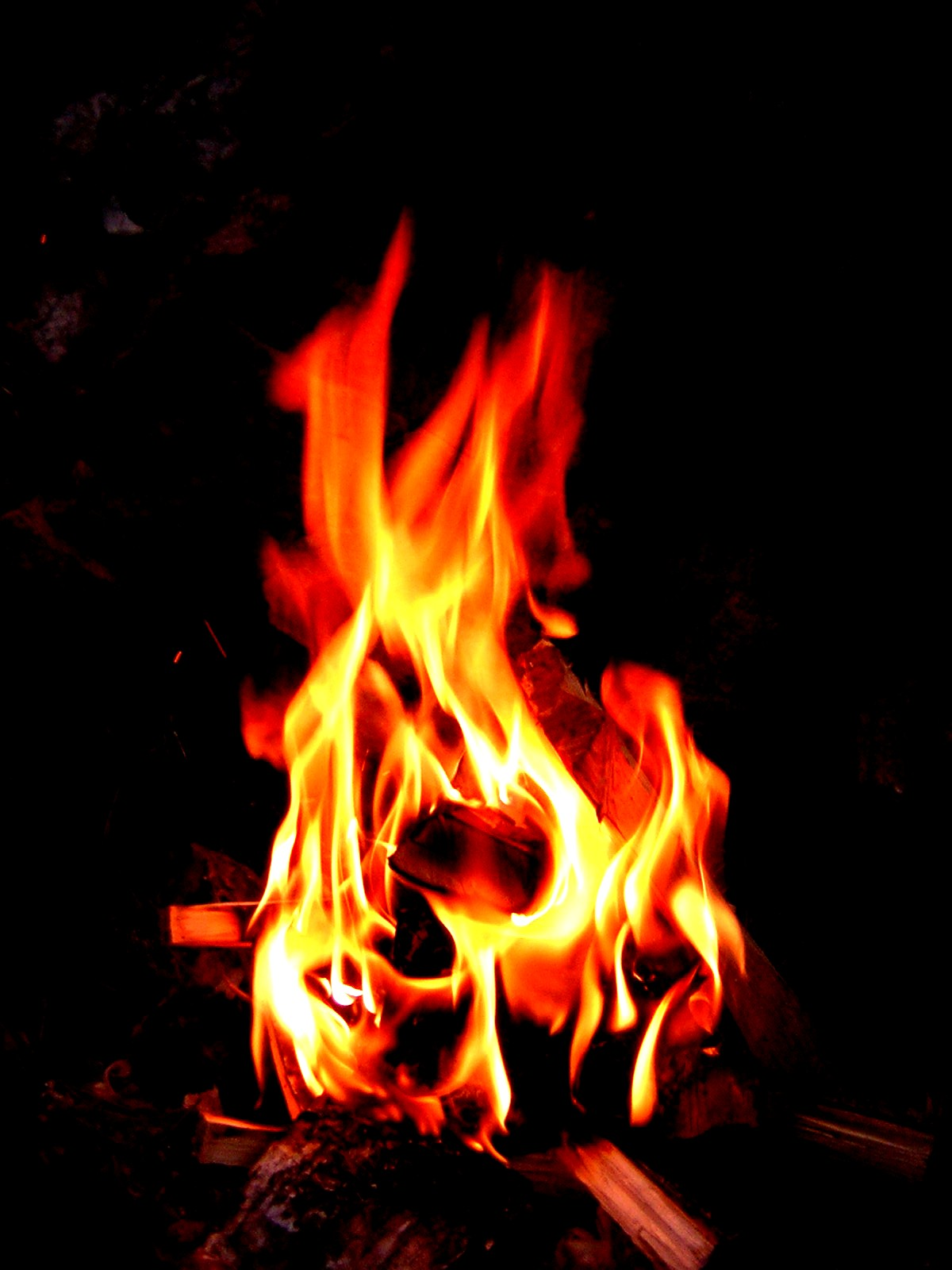
El fuego fue la primera reacción química controlada por los seres humanos, aunque su naturaleza permaneció siendo un enigma durante milenios.

La humanidad aprendió a transformar la materia en beneficio de su supervivencia y una mejora de sus condiciones de vida, en los periodos prehistóricos en pleno paleolítico y antes del último periodo glacial la humanidad descubre la primera reacción química de importancia que controlaron los seres humanos fue el fuego. Hay restos datados hace alrededor de 1,600 000 años que atestiguan el dominio del fuego, al menos desde los tiempos del Homo erectus. Este logro se considera una de las tecnologías más importantes de la historia. No solo proporcionaba calor y luz para alumbrarse, servía de protección contra los animales salvajes y después para despejar los bosques para cazar o cultivar, y además sería la base para el control de otras reacciones químicas, como las derivadas de la cocción de los alimentos (que facilitaron su digestión y disminuían la cantidad de microorganismos patógenos en ellos) y más tarde de tecnologías más complejas como la cerámica, la fabricación de ladrillos, la metalurgia, el vidrio o la destilación de perfumes, medicinas y otras sustancias contenidas en las plantas. Aunque el fuego fuera la primera reacción química usada de manera controlada, las culturas antiguas desconocían su etiología. Durante milenios se consideró una fuerza misteriosa y mística capaz de transformar unas sustancias en otras produciendo luz y calor. Al igual que se desconocían las causas del resto de transformaciones químicas, como las relacionadas con la metalurgia, aunque se dominaran sus técnicas.
Las primeras civilizaciones, como los sumerios, egipcios y los babilónicos, concentraron un conocimiento práctico en lo que concierne a las artes relacionadas con la metalurgia, cerámica y tintes, sin embargo, no desarrollaron teorías complejas sobre sus observaciones.

### Metalurgia
El primer metal empleado por los seres humanos fue el oro, que puede encontrarse en forma nativa, por lo que no necesitaba transformaciones químicas para su uso. La plata y el cobre también se pueden encontrar en forma nativa en pequeñas cantidades (además del estaño y el hierro meteórico que aparecen en cantidades exiguas) permitiendo un uso limitado de objetos metalísticos en las culturas antiguas. Las técnicas de esta metalurgia inicial se limitaban a fundir los metales con la ayuda del fuego para purificarlos y dar forma a los adornos o herramientas mediante moldes o cincelado. Pero los metales nativos son escasos, y hasta que se aprendió a extraer los metales a partir de sus minerales no se pudo generalizar el uso de los objetos metálicos, lo que sí implicó el control de reacciones químicas.

#### Metalurgia del bronce

Mapa de la difusión de la metalúrgica del Bronce Antiguo. Cuanto más oscuro el marrón más antigua es la producción de bronce en la región.

Algunos metales pueden obtenerse de sus menas simplemente calentando los minerales en una pira, principalmente el estaño y el plomo, y a mayores temperaturas, en un horno, el cobre; en un proceso de reducción conocido como fundición. Las primeras pruebas de extracción metalúrgica proceden del yacimiento de Çatalhöyük en Anatolia (Turquía), alrededor del año 6400 a. C., y los yacimientos arqueológicos de Majdanpek, Yarmovac y Plocnik, los tres en Serbia, datados en los milenios V y VI a. C. También son notables las fundiciones de cobre encontradas en el yacimiento de Belovode, con objetos como un hacha de cobre del 5500 a. C. perteneciente a la cultura de Vinča. Se han encontrado más vestigios de los primeros usos de los metales, datados en el III milenio a. C., en otros lugares como Palmela (Portugal), Los Millares (España) y Stonehenge (Reino Unido).

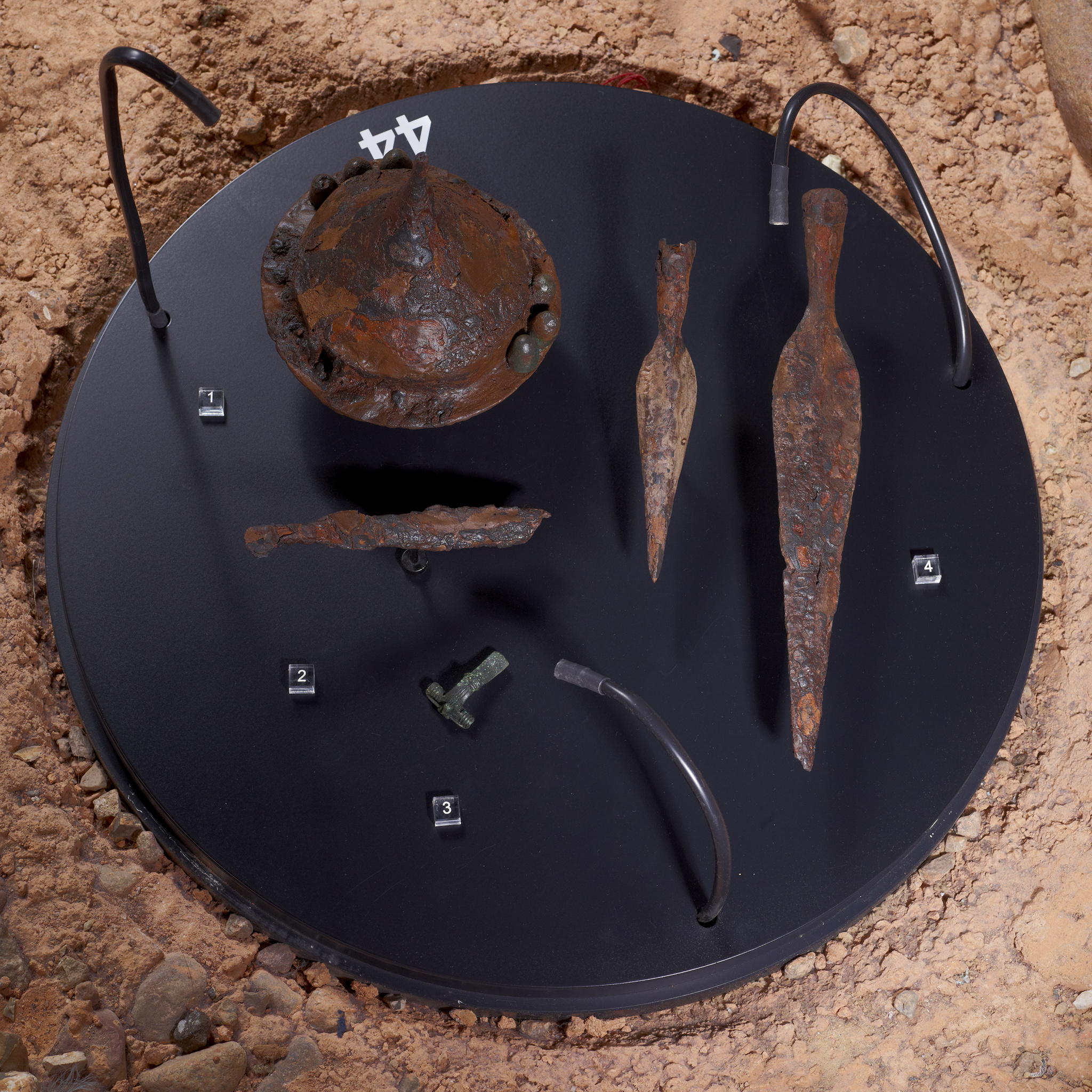
La capacidad de fabricar objetos de metal y la extensión de su uso revolucionó las sociedades antiguas.

Al principio los metales se usaban por separado o mezclados tal como se encontraban. Al mezclarse el cobre con estaño o arsénico intencionadamente se consiguieron metales de mejores cualidades, las aleaciones denominadas bronces. Con este avance tecnológico surgió la Edad del Bronce. La tecnología relacionada con el bronce fue desarrollada en el Oriente Próximo a finales del IV milenio a. C., fechándose en Asia Menor antes del 3000 a. C.; en la antigua Grecia se comenzó a utilizar a mediados del III milenio a. C.; en Asia Central el bronce se conocía alrededor del 2000 a. C. (en Afganistán, Turkmenistán e Irán), y poco después llegaría a China, desarrollándose durante la dinastía Shang. La Edad del Bronce no solo fue el periodo de mayor desarrollo de la metalurgia (en términos de expansión y diversidad) sino que influyó en muchos otros campos al extender el uso de objetos metálicos. La disponibilidad de herramientas y armas fabricadas con un metal más duro y resistente permitió el desarrollo de la agricultura y los grandes ejércitos, y se fomentaron las rutas comerciales para el intercambio tanto de los minerales escasos como de productos terminados. A partir de la Edad del Bronce los pueblos que consiguieron armas de aleaciones y metales más duros se impusieron a sus vecinos.

#### Metalurgia del hierro
La extracción del hierro de sus menas es mucho más difícil que la del cobre y el estaño, ya que requiere un proceso de fundición más complejo, que necesita carbón (una fuente de carbonoC) como agente reductor y mayores temperaturas, pero a cambio se consigue un metal más duro y tenaz que el bronce, y mucho más abundante. A diferencia de la producción del bronce que se extendió por el Viejo Mundo a partir de un foco ubicado en el Oriente Próximo las técnicas de fundición del hierro podrían haberse desarrollado multipolarmente en distintas partes del mundo. Existen restos arqueológicos con herramientas fabricadas con hierro sin níquel (prueba de que no es de origen meteórico) en Anatolia alrededor del 1800 a. C., pero también se han encontrado herramientas del periodo comprendido entre el 1800 a. C. y 1200 a. C. en el valle del Ganges en la India, y en yacimientos en África datados alrededor de 1200 a. C. Las tecnologías siderúrgicas se extendieron desde el Mediterráneo hacia el norte a partir del 1200 a. C., llegando al norte de Europa alrededor del 600 a. C., más o menos en las mismas fechas en las que llegaron a China.
La mayoría de los métodos de extracción y purificación de metales usados en la Antigüedad se describen en la obra de Plinio el Viejo, Naturalis Historia. Además de describir las técnicas intenta explicar los métodos y hace observaciones muy precisas sobre muchos minerales.

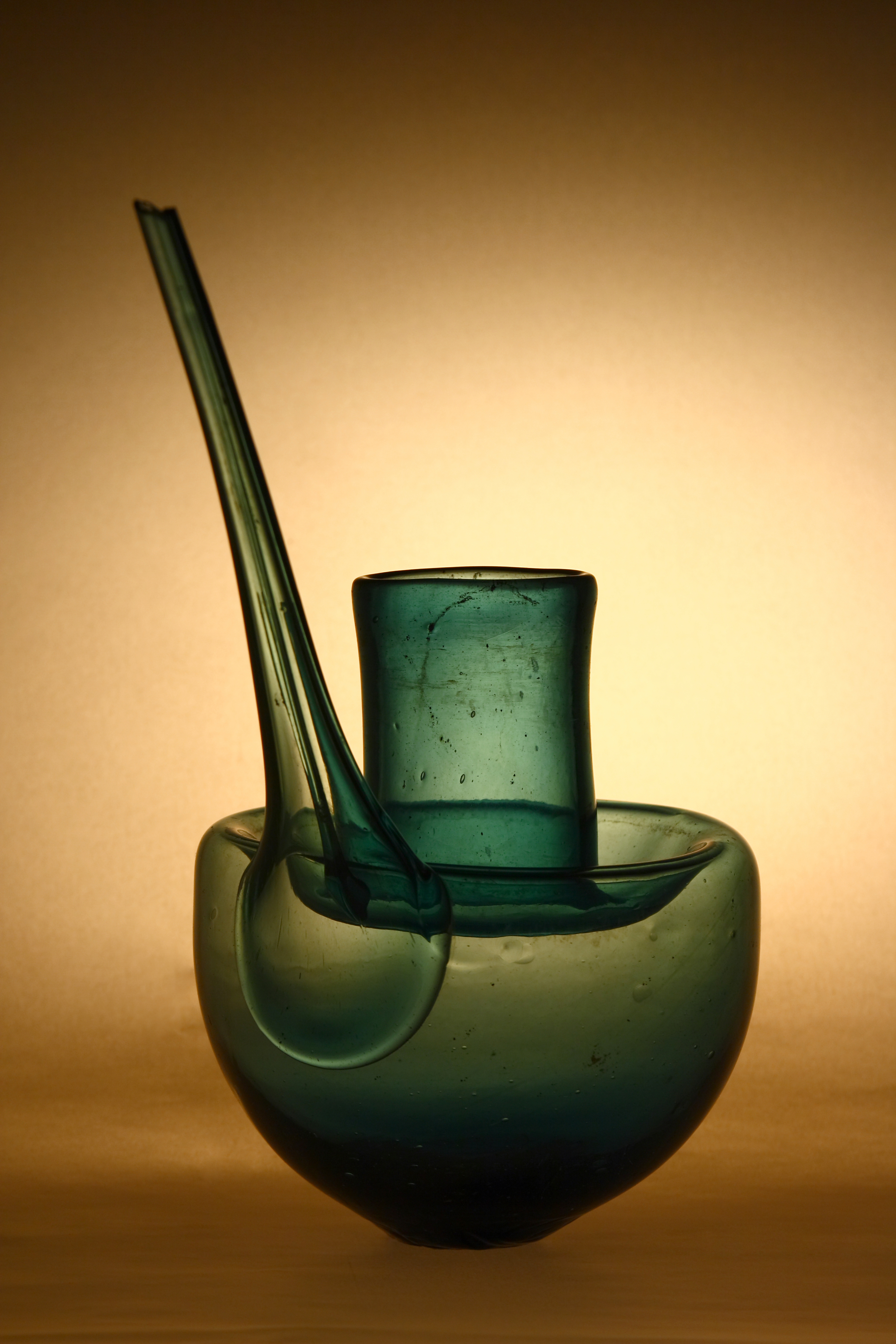
Además de sus usos cotidianos, los objetos de cerámica y vidrio formaron parte del material de laboratorio desde la antigüedad. Alambique de destilación del.

### La cerámica y el vidrio
Además de la metalurgia el uso del fuego proporcionó a los seres humanos otras dos importantes tecnologías derivadas de transformaciones físico-químicas, la cerámica y el vidrio, cuyo desarrollo ha acompañado a la humanidad desde la prehistoria hasta el laboratorio moderno. Los orígenes de la cerámica datan del Neolítico cuando el ser humano descubrió que los recipientes hechos de arcilla, cambiaban sus características mecánicas e incrementaban su resistencia frente al agua si eran calentados en el fuego. Para controlar mejor el proceso se desarrollaron diferentes tipos de hornos, y cada cultura desarrolló sus propias técnicas y formas.
En Egipto se descubrió que recubriendo la superficie con mezclas de determinados minerales (sobre todo mezclas basadas en el feldespato y la galena) la cerámica se cubría con una capa muy dura, menos porosa y brillante, el esmalte, cuyo color se podía cambiar añadiendo pequeñas cantidades de otros minerales o variando las condiciones de aireación del horno. Estas tecnologías se difundieron rápidamente. En China se perfeccionaron las tecnologías de fabricación de las cerámicas hasta dar con la porcelana en el siglo VII. Durante siglos China mantuvo el monopolio en la fabricación de la porcelana, y en Europa se desconocía como fabricarla hasta el siglo XVIII gracias a Johann Friedrich Böttger.
Relacionado con el desarrollo de la cerámica, aparece el desarrollo del vidrio a partir del cuarzo y carbonato de sodio o carbonato de potasio. Su desarrollo igualmente empezó en el Antiguo Egipto y fue perfeccionado por los romanos. Su producción masiva a finales del siglo XVIII instó al gobierno francés a premiar mediante concurso un nuevo método para la obtención del carbonato sódico ya que la fuente habitual (las cenizas de madera) no proporcionaba cantidades suficientes como para cubrir la creciente demanda. El ganador fue Nicolas Leblanc aunque su proceso cayó en desuso en favor del proceso de Solvay, desarrollado medio siglo más tarde, que impulsó enormemente el desarrollo de la industria química.

### Transformaciones orgánicas de la Antigüedad
Las sociedades antiguas usaban un reducido número de transformaciones químicas naturales como las fermentaciones del vino, la cerveza o la leche. También conocían la transformación del alcohol en vinagre, que usaban como conservante y condimento. Las pieles se curtían y blanqueaban sumergiéndolas en orina añeja (cuya urea se transforma en amoniaco cuando se almacena largo tiempo) o soluciones de palomina (que contiene ácido úrico); y también se usaba su capacidad blanqueante con las manchas persistentes de los tejidos. Además tenían conocimiento del proceso de saponificación; los primeros registros de fabricación de jabones datan de Babilonia alrededor del 2800 a. C.

## Teorías filosóficas de la Antigüedad Clásica

Esquema con los cuatro elementos griegos clásicos:
fuego • tierra • aire • agua
en relación con sus propiedades y los demás elementos.

Los filósofos intentaron racionalizar por qué las diferentes sustancias tenían diferentes propiedades (color, dureza, olor...), estaban en diferentes estados (fluidos o sólidos) y reaccionaban de diferente manera ante los cambios del medio, por ejemplo frente al agua, el fuego o al ponerse en contacto con otras sustancias. Estas observaciones les impulsaron a postular las primeras teorías sobre la química y la naturaleza de la materia. Estas teorías filosóficas relativas a la química pueden encontrarse en todas las civilizaciones antiguas. Un aspecto común de todas ellas era el intento de encontrar un número reducido de elementos primarios que se combinarían entre sí para formar todas las demás sustancias de la naturaleza. Solían tratarse de sustancias conocidas como el agua, la tierra, la madera o el aire/viento, y formas de energía como el fuego o la luz, además de conceptos abstractos como el éter o el cielo. Varias civilizaciones diferentes coincidieron en muchos de estos conceptos, incluso entre culturas sin contacto, por ejemplo los filósofos griegos, indios, chinos y mayas consideraban que el agua, la tierra y el fuego eran elementos primarios, aunque cada una de estas culturas incluía uno o dos elementos diferentes más en su propio listado.
En la Grecia Clásica alrededor del 450 a. C. Empédocles afirmó que toda la materia estaba formada por cuatro sustancias elementales: tierra, fuego, aire y agua. En sintonía con esta creencia la escuela hipocrática sostenía que el cuerpo humano estaba formado por cuatro humores. Posteriormente Aristóteles añadió a los cuatro elementos clásicos el éter, la quintaesencia, razonando que el fuego, la tierra, el aire y el agua eran sustancias terrenales y corruptibles, y que como no se percibían cambios en las regiones celestiales, las estrellas y planetas no debían estar formados por ellos sino por una sustancia celestial e inmutable. En sus obras Física y Metafísica Aristóteles desarrolla sus conceptos duales de «sustancia y accidente», «esencia y forma», «acto y potencia» para explicar los cambios de la naturaleza, incluidas las transformaciones de la materia. Sus ideas sobre la composición y transformaciones de la materia, y el resto del funcionamiento de la naturaleza, se convirtieron en las predominantes tanto en Occidente como en Oriente Medio, influyendo en sus culturas durante dos milenios.

### Filósofos jónicos o milesios
Los filósofos jónicos o milesios surgen con una visión naturalista que consideran la base del mundo perceptual se encuentra un principio material donde las explicaciones debían hacer referencia a aspectos constantes de la naturaleza y de sus procesos de transformación. Por este motivo se piensa que la pregunta de los primeros filósofos puede haberse referido al orden de surgimiento de los elementos naturales, más que al elemento último a partir de lo cual todo está constituido.
Tales de Mileto (624-547 a. C.), tenido por padre de la filosofía griega, intenta buscar la explicación causal de los fenómenos naturales, consideró el agua como el elemento primordial de donde se generan las entidades individuales idea que aparece en el libro bíblico de Génesis. La sustancia material persiste, pero cambian sus cualidades: lo húmedo, lo seco, lo frío y lo caliente. Dado que la sustancia fundamental en sí misma no cambia, solo hay transformación y no cambio en un sentido absoluto.
Anaximandro de Mileto desarrolló la idea del '[Ápeiron]'(lo ilimitado) es aquello a partir de lo cual todo se origina carece de las características de cualquiera de las cosas individuales que de allí surgen pero es al mismo tiempo el fundamento común para todos. El ápeiron se encuentran entremezclados lo caliente, lo frío y lo seco, y al separarse, dan lugar al fuego, aire, agua y tierra los cuales, a su vez, generan la naturaleza. Desarrollo el primer modelo astronómico mecánico que basa su explicación en anillos de fuego del sol, luna y las estrellas, además planteo una teoría sobre el origen de la vida la generación espontánea basado en el surgimiento de lo húmedo por la acción del Sol
Anaxímenes de Mileto consideró al aire como elemento fundamental como principio vivo, dinámico e infinito de los cuerpos simples
Pitágoras de Samos, a partir de la observación de la relación existente entre la altura de los sonidos y las longitudes de las cuerdas de la lira, dedujo la proporcionalidad numérica que rige la armonía tonal. La idea de armonía musical, aplicado a la salud es el restablecimiento de la armonía, En medicina, lo caliente y lo frío, lo húmedo y lo seco serían considerados opuestos armónicos. Las propiedades de los números, especialmente al combinarlos, resultaron tan sorprendentes que los pitagóricos buscaron constantemente analogías entre los números y las cosas, y llegaron a fundar una especie de mística numérica. Además algunos afirmaron la existencia de 10 principios o posiciones fundamentales, entre lo perfecto e imperfecto. La cosmología pitagórica es la primera conocida que desplaza a la Tierra del centro y la concibe como girando en torno a un núcleo ardiente. Tratando de solucionar uno de los tres problemas de la matemática antigua, Pitágoras encontró la demostración del teorema del cuadrado de la hipotenusa.
El pensamiento de Heraclito de Éfeso muestra una evolución con relación al de los filósofos jónicos, sostenía que el fuego era el elemento primordial que simboliza la constante evolución, incorpora la noción de devenir o flujo (teoría del fluir universal), al que consideró una realidad básica subyacente a todas las cosas, utilizando el término logos en una dimensión metafísica entendiéndose como proporciones inmutables que regulan todas las tensiones entre los elementos que generan el cambio.
La idea de que todo cambio está regulado por proporciones subyacentes es de origen pitagórico, según Heraclito, el logos implica proporciones inmutables, de carácter matemático, que regulan todas las tensiones entre los elementos que generan el cambio
Las concepciones más conocidas de Empédocles de Agrigento fue su "teoría de los cuatro elementos" (agua, aire, tierra y fuego). A diferencia de la escuela de milesia, no tratará de reducir a un elemento originario único, sino que afirma la eternidad de los cuatro elementos fundamentales. Combinando el monismo estructural y el pluralismo estructural. Por influencia de Pitágoras, la combinación de elementos para dar lugar a las entidades materiales sigue una determinada proporción, considerada como su esencia. Por influencia de Heráclito, postula una teoría del cambio basada en contrarios. Los elementos (agua, aire, tierra y fuego) se modifican por la acción de las cualidades (calor, frío, húmedo y seco).
Anaxágoras de Clazomene profundizo las ideas de Empédocles planteando la "Teoría del todo en todo". De acuerdo con esta teoría en vez de los cuatro elementos fundamentales y eternos existen infinitos elementos originarios, o semillas que se diferencian unos de otros cualitativamente, esta teoría supone la divisibilidad infinita de la materia. Para evitar la confusión entre "cualidad" y "elemento" paso del modelo de la mezcla basado en las proporciones (Empédocles) al de yuxtaposición (de partes idénticas) bajo proporciones.  Para explicar describe el Nous o inteligencia como algo infinito, autónomo y autorregulado y separado de las semillas o elementos originarios.
Platón (427-347 a. C.) y después Aristóteles (384-322 a. C.) afirmaron la teoría de los elementos peripatéticos desarrollada por un conocimiento intuitivo y no por experimentación: la materia no presenta ningún atributo, pero si se le podía infundir las cualidades o propiedades de calor, frío, sequedad y humedad. Asumiendo que los elementos en realidad eran propiedades por las cuales los objetos eran reconocidos y diferenciados. Por lo que adoptó el doble dualismo es decir por la combinación de dos de estas cuatro propiedades se podrían obtener distintos tipos de objetos:

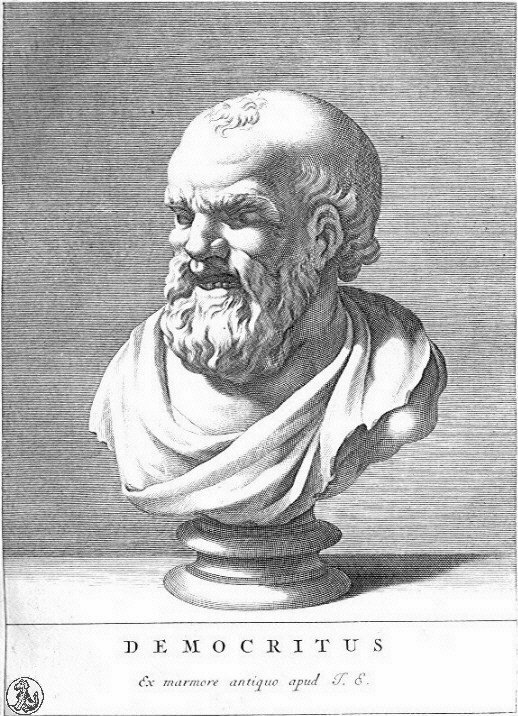
Demócrito fue el filósofo atomista griego más renombrado.

1. Agua = frío + húmedo
2. Aire = húmedo + caliente
3. Tierra = frío + seco
4. Fuego = seco + caliente

### Primeros atomistas
Las teorías iniciales sobre el atomismo se remontan a la Antigua Grecia y la Antigua India. El atomismo griego se inició con los filósofos Leucipo de Mileto y su discípulo Demócrito alrededor del 380 a. C., que propusieron que la materia estaba compuesta por diminutas partículas indivisibles e indestructibles, denominadas por ello átomos (del griego ἄτομος «sin partes», «que no se dividen»). Afirmaciones similares fueron realizadas por el filósofo indio Kanada en sus textos de la escuela Vaisesika en un periodo cercano. También los jainistas de la época tenían creencias atomistas.
Alrededor del 300 a. C. Epicuro postuló un universo formado por átomos indestructibles en el cual el ser humano debía alcanzar el equilibrio. El filósofo Lucrecio trató de explicar la filosofía epicúrea al público romano en su obra del 50 a. C., De rerum natura (Sobre la naturaleza de las cosas). En esta obra Lucrecio presenta los principios del atomismo, las teorías sobre la naturaleza de la mente y el alma, y explicaciones para los sentidos y el pensamiento, el desarrollo del mundo y los fenómenos naturales.
Al contrario del concepto moderno de atomicismo, esta teoría primitiva estaba enfocada más en la naturaleza filosófica de la naturaleza, con un interés menor por las observaciones empíricas y sin interés por los experimentos químicos.
Tanto los atomistas griegos y romanos como los de la India carecían de datos empíricos que respaldaran sus creencias. Sin estas pruebas, a sus adversarios les resultó fácil negar sus tesis. En Occidente el atomismo nunca consiguió formar parte de la opinión mayoritaria de la época. Aristóteles se opuso a la existencia de los átomos en el 330 a. C. y su autoridad en el pensamiento occidental hizo que las ideas atomistas quedaran postergadas durante siglos, hasta bien entrada la Edad Moderna.

## Alquimia

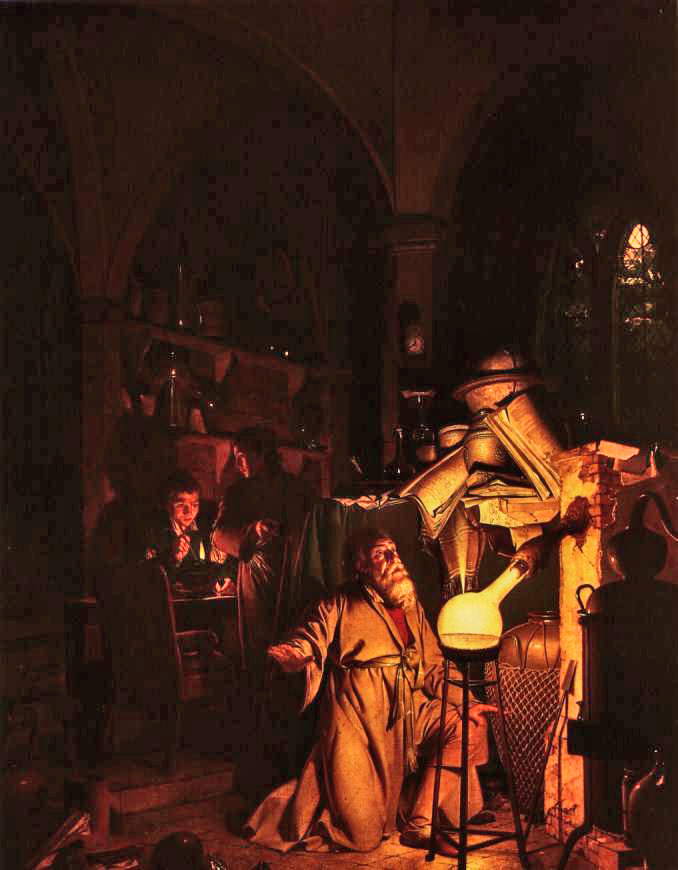
El alquimista descubriendo el fósforo (1771) de Joseph Wright.

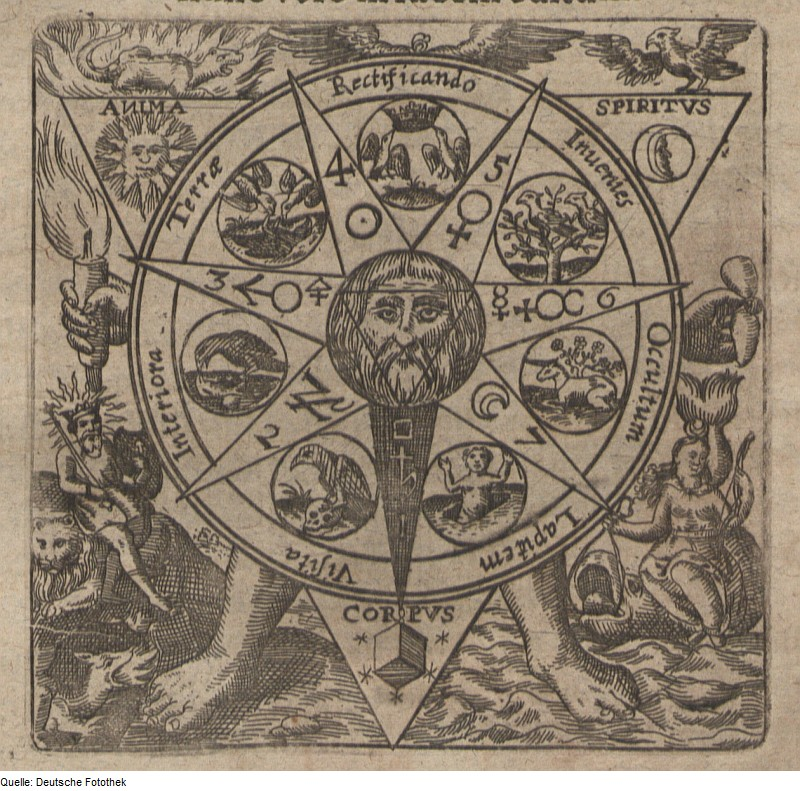
Emblema alquímico con los cuatro elementos clásicos además de los tria prima de Paracelso y los astros conocidos.

La alquimia (del árabe الخيمياء [al-khīmiyā]) es una antigua práctica protocientífica y una disciplina filosófica que combinaba elementos de la química, la metalurgia, la física y la medicina con la astrología, la semiología, el misticismo y el espiritualismo. La alquimia fue practicada en Mesopotamia, el Antiguo Egipto, Persia, la Antigua Grecia, el imperio romano, los califatos islámicos medievales y en la India, China y Europa hasta el siglo XVIII, por una compleja diversidad de escuelas y sistemas filosóficos que abarcaron al menos 2500 años.

### La piedra filosofal y el esoterismo
La alquimia se define como la búsqueda hermética de la piedra filosofal (una sustancia legendaria capaz de transmutar los metales en oro o de otorgar la inmortalidad y la omnisciencia), cuyo estudio estaba impregnado de misticismo simbólico y era muy diferente de la ciencia moderna. Los alquimistas trabajaban para hacer transformaciones a nivel esotérico (espiritual) y exotérico (práctico). Estos aspectos exotéricos protocientíficos de la alquimia fueron los que contribuyeron a la evolución de la química en el Egipto greco-romano, la Edad de Oro del islam y después en Europa. La alquimia y la química comparten su interés por la composición y las propiedades de la materia, y con anterioridad al siglo XVIII no había distinción entre ambas disciplinas.
En el mundo helénico, la alquimia en principio proliferó en combinación con la magia y el ocultismo como una forma de estudio de las sustancias naturales para transmutarlas en oro y descubrir el elixir de la eterna juventud. La alquimia fue descubierta y practicada ampliamente en el mundo árabe después de la conquista de los musulmanes, y desde ahí, fue difuminándose hacia todo el mundo medieval y la Europa Renacentista a través de las traducciones latinas.

Una de las principales aportaciones de la alquímica fue el desarrollo del instrumental de laboratorio. Imagen de la obra De distillatione (1608).

La alquimia aportó a la química la invención y desarrollo de gran parte del instrumental de laboratorio. Los primeros alquimistas occidentales, que vivieron en los primeros siglos de nuestra era, ya inventaron algunos equipamientos y procesos usados posteriormente por la química. El baño maría, o baño de agua para calentar controladamente, lleva el nombre de María la Judía considerada una de las fundadoras de la alquimia. En sus obras también aparecen las primeras descripciones del tribikos (un tipo de alambique de tres brazos) y del kerotakis (un dispositivo para recoger vapores). Cleopatra la Alquimista describió los métodos de fundición y destilación de la época, algunos le atribuyen la invención del primer alambique. Cuando la disciplina se desarrolló en el mundo islámico, la infraestructura experimental que estableció Jabir ibn Hayyan influiría en los procedimientos de los demás alquimistas islámicos, y posteriormente en Europa cuando se tradujeron al latín sus textos.
En su búsqueda de la piedra filosofal los alquimistas descubrieron y aprendieron a purificar muchas sustancias químicas como el alcohol, el amoníaco, la sosa cáustica, el vitriolo, el ácido muriático (clorhídrico), el ácido nítrico, el ácido cítrico, el ácido acético, el ácido fórmico, el arsénico, el antimonio, el bismuto y el fósforo, entre otras.

### Elementos y metales de la alquimia
El sistema de elementos que usó la alquimia medieval fue desarrollado principalmente por el alquimista persa Jābir ibn Hayyān y se enraizaba en la tradición de los elementos griegos de la antigüedad clásica. Su sistema constaba de los cuatro elementos de Empédocles y Aristóteles: aire, tierra, fuego y agua a los que se añadían dos elementos filosóficos: el azufre, caracterizado por el principio de combustibilidad, «la piedra que arde»; y el mercurio que representaba las propiedades metálicas. Estos últimos eran considerados por los primeros alquimistas como expresiones idealizadas de los componentes irreductibles del universo, y fueron la principal contribución de la alquimia filosófica.
En la Edad Media en Occidente existía tradicionalmente una relación entre la alquimia y la astrología de estilo greco-babilónico. En esa época se conocían siete metales (que salvo el mercurio no se consideraban elementos) y también se conocían siete astros en torno a la Tierra (puesto que imperaba el geocentrismo), por lo que se relacionaba cada metal y sus propiedades con un astro. La identificación entre ambos llegaba hasta el punto de que el símbolo del planeta también se usaba para representar al metal. Las asociaciones eran las siguientes:
| - Sol — oro; - Luna — plata; - Mercurio — mercurio; | - Venus — cobre; - Marte — hierro; | - Júpiter — estaño; - Saturno — plomo. |

En los últimos siglos de la Edad Media, en torno a 1250, Alberto Magno consiguió aislar el arsénico, aunque sus compuestos eran ya conocidos desde la antigüedad. Posteriormente el alquimista suizo Paracelso influido por la alquimia musulmana amplió también a siete los elementos en su lista alternativa, añadiendo a los cuatro tradicionales tres elementos alquímicos adicionales, denominados tría prima, tres principios metálicos para representar las propiedades de la materia: el azufre para la combustibilidad, el mercurio para la volatilidad y la estabilidad, y la sal para la solidez. Razonaba que los cuatro elementos de la teoría elemental aristotélica se manifestaban en los cuerpos como tres principios. Paracelso los consideraba principios fundamentales y los explicaba recurriendo al ejemplo de la madera ardiendo en el fuego. El mercurio que era el principio de la cohesión debía irse para que la madera se descompusiera, y como era volátil se desvanecía con el humo. El calor que se desprendía con las llamas provenía del azufre (la combustibilidad) y las cenizas que quedaban era la sal que implicaba la solidez.

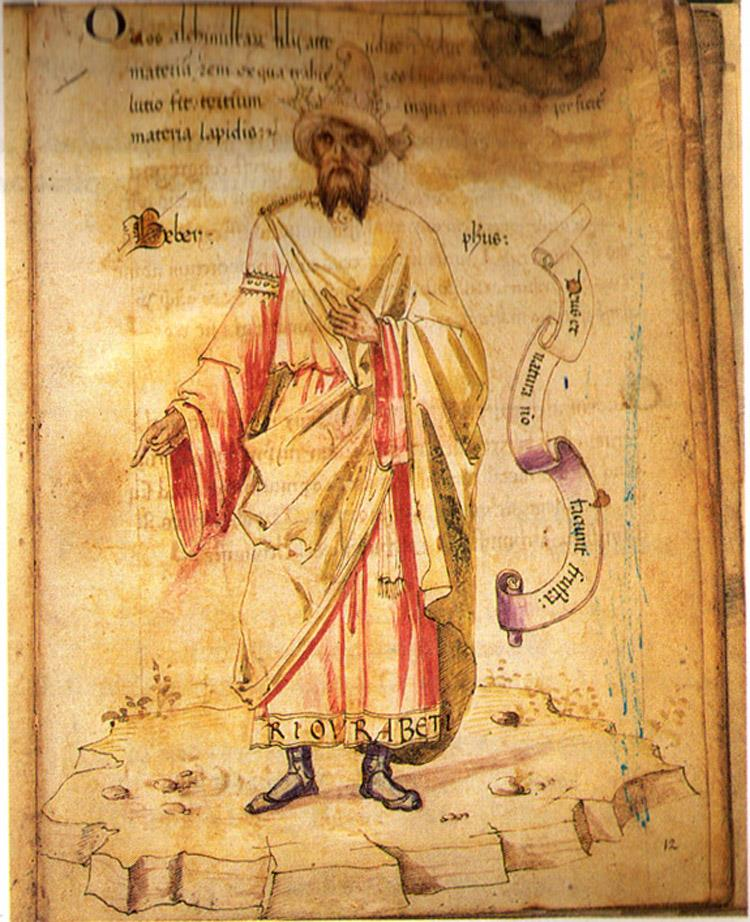
Jābir ibn Hayyān (Geber), alquimista persa que puso los cimientos de la química con sus experimentos.

### Alquimia en el mundo islámico
En el mundo islámico se continuó la tradición clásica al traducirse al árabe las obras de los antiguos griegos y egipcios y fueron la cultura más próspera en todos los ámbitos científicos de la época. El desarrollo del método científico moderno fue lento y progresivo, y el principio del método científico en química comenzó entre los alquimistas musulmanes medievales, iniciado por el persa del siglo IX, Jābir ibn Hayyān (conocido como "Geber" en Europa), que se considera uno de los padres de la química. Él introdujo un enfoque sistemático y experimental a la investigación científica en el laboratorio, a diferencia de los antiguos griegos y egipcios cuyas obras se basaban en elucubraciones principalmente alegóricas y a veces ininteligibles. También inventó el alambique tal como lo conocemos y de él procede su nombre actual (al-anbiq), descubrió y analizó muchas sustancias químicas, estableció la distinción entre ácidos y álcalis, y fabricó cientos de medicinas. Además redefinió la teoría de los elementos clásicos, identificando también como elementos al mercurio y al azufre.
Otros renombrados eruditos musulmanes de la época como Abū al-Rayhān al-Bīrūnī, Avicena y al-Kindi criticaron y rechazaron las teorías de la alquimia, particularmente la transmutación de los metales; y al-Tusi enunció una versión de la conservación de la masa, al afirmar que un cuerpo material podía cambiar pero no desaparecer. Al-Razi fue el primero en rechazar a la teoría aristotélica de los cuatro elementos clásicos y marcó el camino de la química usando el laboratorio en el sentido moderno, además de diseñar y describir más de veinte instrumentos, algunos de los cuales siguen usándose actualmente como el crisol o la retorta de destilación.
La alquimia del mundo islámico influyó posteriormente en Europa al ser traducidos al latín sus textos, sobre todo a partir del siglo XII, junto a los clásicos grecolatinos que habían desaparecido de Occidente. Por ejemplo Paracelso (1493-1541), reformó la teoría de los cuatro elementos siguiendo sus enseñanzas, y con solo un vago conocimiento de la química y la medicina oriental fundó un híbrido entre alquimia y ciencia al que denominó iatroquímica.

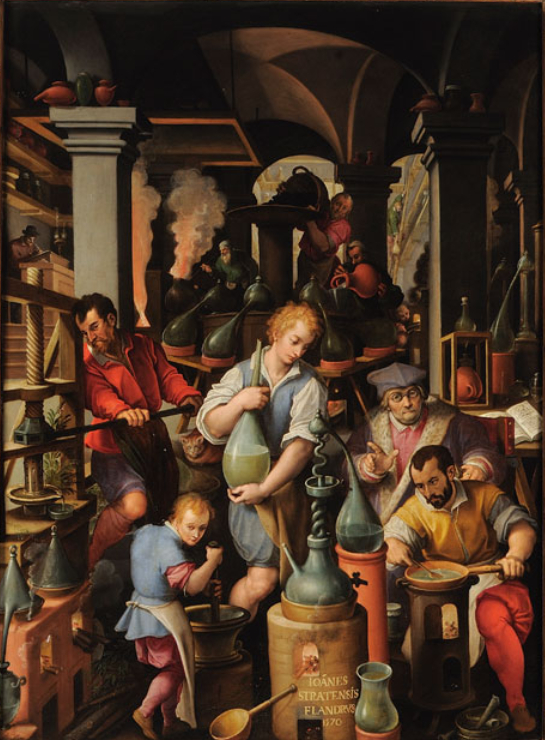
El laboratorio del alquimista, de Giovanni Stradano (1570).

### Problemas de la alquimia
Desde el punto de vista moderno, la alquimia presentaba varios problemas. En primer lugar su objetivo no era la ampliación del conocimiento de un modo racionalista como actualmente entendemos una ciencia, sino que su fin era encontrar materias míticas como la piedra filosofal, y los descubrimientos experimentales se producían de forma colateral. Además carecía de un sistema para nombrar los nuevos compuestos que se descubrían, y su lenguaje era esotérico y vago hasta el punto que sus términos significaban cosas diferentes para distintas personas. De hecho según The Fontana History of Chemistry (Brock, 1992):

El lenguaje de la alquimia pronto desarrolló un vocabulario técnico arcano y reservado diseñado para ocultar información a los no iniciados. En gran medida este lenguaje es incomprensible para nosotros hoy, aunque aparentemente los lectores del cuento del criado del canónigo de Geoffrey Chaucer y la audiencia de El alquimista de Ben Jonson eran capaces de interpretar lo suficiente como para reírse de ello.

El experimento del alquimista se incendia de Hendrick Heerschop (1626-1627).

El cuento «El criado del canónigo» de los Cuentos de Canterbury (de finales del siglo XIV) expone el lado más fraudulento de la alquimia, la pretensión de fabricar oro a partir de materias más baratas. También Dante Alighieri, un siglo antes, muestra su rechazo a este fraude al meter a todos los alquimistas en el infierno de su Divina Comedia.
La alquimia tampoco disponía de un método científico lógico y consensuado para hacer los experimentos reproducibles. De hecho muchos alquimistas incluían entre las anotaciones de sus métodos información irrelevante como los niveles de la marea o las fases de la Luna. La naturaleza esotérica y el vocabulario codificado de la alquimia al parecer servían sobre todo para ocultar que en realidad no tenían demasiadas certezas. Ya en el siglo XIV se evidenciaban las grietas en la fachada de la alquimia, y mucha gente se mostraba escéptica. Para haber avanzado habría necesitado un método normalizado que permitiera a otros reproducir los experimentos, y haberlos registrado de un modo claro que permitiera exponer lo que se sabía y lo que se desconocía.
En 1317, el papa Juan XXII de Aviñón ordenó la expulsión de todos los alquimistas de Francia por falsificar moneda. En 1403 se aprobó una ley en Inglaterra donde se penaba con la muerte la «multiplicación de metales». A pesar de todo la alquimia no desapareció, ya que parte de las clases privilegiadas y la realeza seguía creyendo que se podía descubrir la piedra filosofal y el elixir de la vida en su provecho. Durante el Renacimiento la alquimia exotérica siguió siendo popular en la forma de la iatroquímica de Paracelso, mientras que la alquimia espiritual también florecía fiel a sus raíces platónicas, herméticas y gnósticas. Así que la búsqueda de la piedra filosofal no fue abandonada a pesar de los escasos avances de la alquimia, y siguió siendo practicada por eruditos y médicos respetados hasta principios del siglo XVIII. Algunos practicantes de la alquimia de inicios de la era moderna actualmente son reconocidos por sus grandes contribuciones a la ciencia como Jan Baptist van Helmont, Robert Boyle e Isaac Newton.

## SiglosXVIIyXVIII: inicios de la química

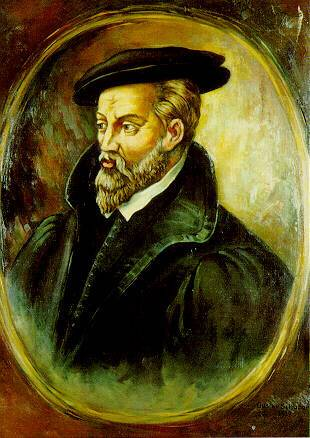
Georgius Agrícola, autor de De re metallica.

Laboratorio, De re metallica (1556).

Los intentos prácticos de mejorar el refinado de las menas minerales y la extracción de los metales a partir de ellas fue una importante fuente de información para los químicos del siglo XVI. Entre ellos destaca Georgius Agrícola (1494-1555), que publicó la gran obra De re metallica (Sobre los metales) en 1556. En su obra se describen los procesos de la época en minería, extracción de los metales y metalurgia, ya muy complejos y desarrollados. Por ejemplo la obra describe la diversidad de tipos de altos hornos usados para la fundición de las menas minerales. Aborda el tema eliminando el misticismo que tenía asociado anteriormente, creando una base práctica que otros pudieran desarrollar, y estimuló el interés por los minerales y su composición. No es casual que mencione y use como referencia en numerosas ocasiones al autor de la antigüedad Plinio el Viejo y su obra Naturalis Historia. Se ha calificado a Agrícola como el padre de la metalurgia.
En 1605, Francis Bacon publicó The Proficience and Advancement of Learning (La capacidad y progreso del aprendizaje), una obra científico-filosófica que contiene una descripción de cómo debería ser la práctica experimental que posteriormente se conocería como el método científico. En 1605 Michal Sedziwój publicó el tratado alquímico Novum Lumen Chymicum (La nueva luz de la química), que propone por primera vez la existencia en el aire de un «alimento para la vida», que posteriormente se reconocerá como el oxígeno (al principio aire desflogistizado). En 1615 Jean Beguin publicó Tyrocinium Chymicum (La práctica de la química), el primer libro de texto de química, donde aparece la primera ecuación química. En 1637 René Descartes publicó Discours de la méthode (El discurso del método), un ensayo que basa la investigación científica en los cálculos matemáticos y la desconfianza en los hechos no probados.
La obra del químico neerlandés Jan Baptist van Helmont, Ortus medicinae (El origen de la medicina) publicada póstumamente en 1648, se considera la principal obra de transición entre la alquimia y la química, e influyó notablemente en Robert Boyle. El libro contiene el resultado de numerosos experimentos y enuncia una versión inicial de la ley de conservación de la masa. Baptist van Helmont, que trabajó en el periodo inmediatamente posterior a Paracelso y su iatroquímica, indicó que existían otras materias «insustanciales» además del aire, y acuñó para ellas el nombre de «gas» (del griego cáos). Además de por la introducción de la palabra gas en el vocabulario científico y ser el fundador de la química neumática, experimentando con reacciones entre gases, Jan Baptist van Helmont también es recordado actualmente por sus ideas sobre la generación espontánea.
En 1669 el alquimista alemán Hennig Brandt descubrió el fósforo a partir de la orina. Para lograrlo destiló una mezcla de orina y arena (50 cubos). Al evaporar la urea obtuvo un material blanco que brillaba en la oscuridad y ardía con una llama brillante.

### Robert Boyle

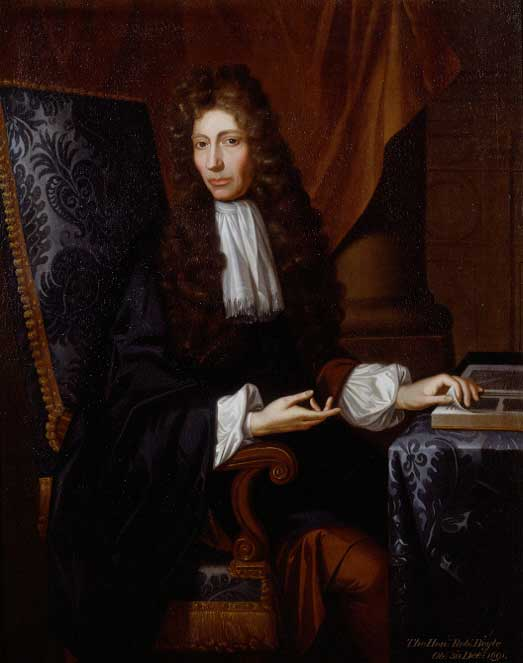
Robert Boyle, uno de los cofundadores de la química moderna por mejorar los métodos experimentales que separarían la química de la alquimia.

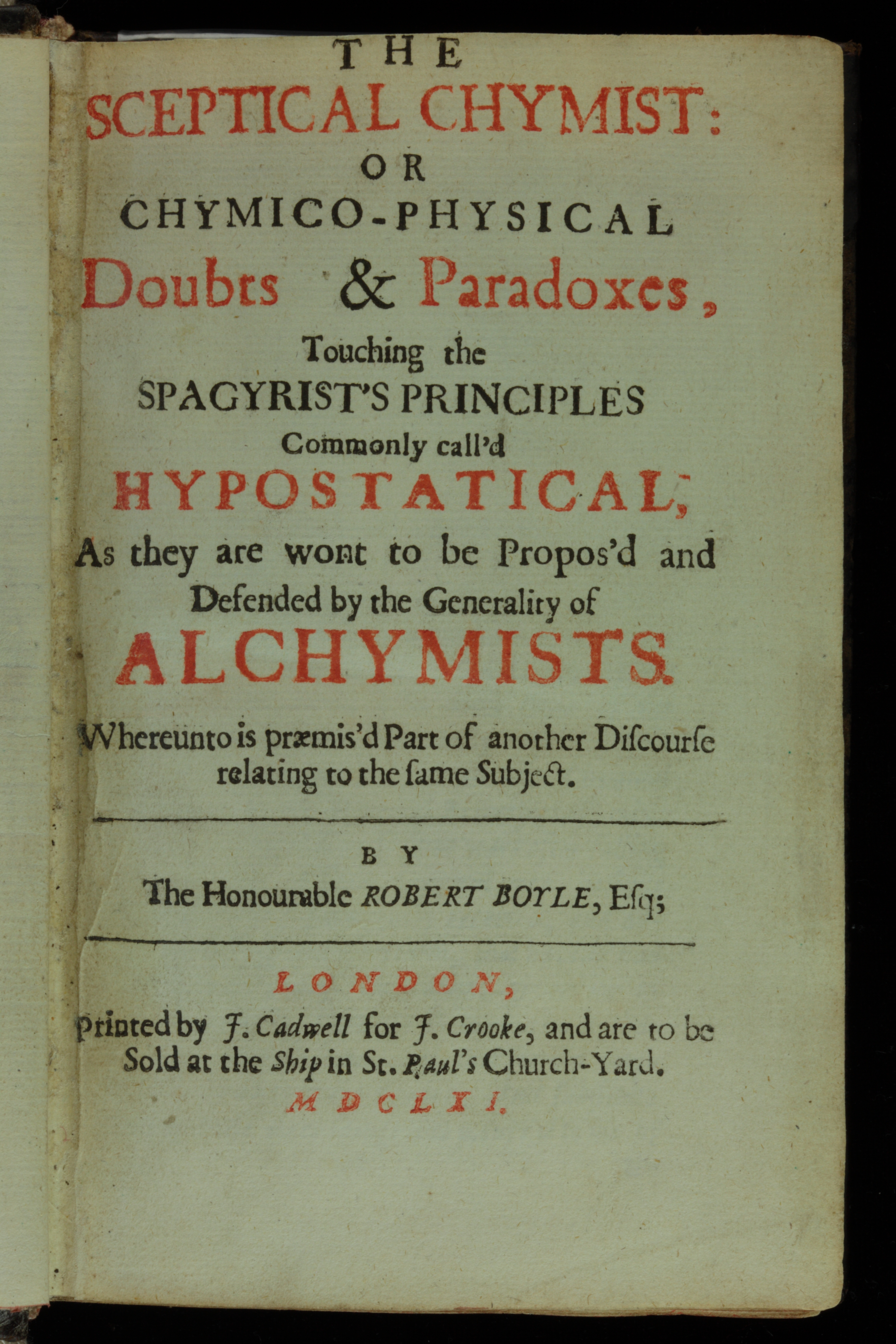
Portada de El químico escéptico, 1661, Chemical Heritage Foundation.

Se considera que el químico inglés Robert Boyle (1627-1691) apartó definitivamente a la química de la alquimia al mejorar su método experimental. Aunque su investigación tiene sus raíces claramente en la tradición alquímica, actualmente se reconoce a Boyle como el primer químico moderno, y por ello uno de los fundadores de la química moderna, y uno de los pioneros del método científico experimental moderno. Se le conoce principalmente por la ley de Boyle que presentó en 1662, aunque Boyle no fue su descubridor original. La ley describe la relación inversamente proporcional que existe entre la presión y el volumen de un gas, si se mantiene constante la temperatura en un sistema cerrado.
Se reconoce como un hito científico la publicación de la obra de Boyle The Sceptical Chymist: or Chymico-Physical Doubts & Paradoxes (El químico escéptico: o las dudas y paradojas quimio-físicas) en 1661, que se considera un pilar fundamental del campo de la química. En la obra Boyle presenta su hipótesis de que todos los fenómenos son el resultado de la colisión de las partículas en movimiento. Boyle apela a los químicos para que experimenten y afirma que los experimentos contradicen que los elementos químicos se limiten a los cuatro elementos clásicos. También declaró que la química debería dejar de estar subordinada a la medicina o la alquimia, y debería alzarse al estatus de ciencia por sí misma. Destaca su defensa de la experimentación científica rigurosa. Boyle creía que todas las teorías deberían probarse experimentalmente antes de ser consideradas ciertas. Su obra además contiene algunas de las primeras ideas modernas sobre átomos, moléculas y reacciones químicas, por lo que marcó el inicio de la historia de la química moderna.
Boyle también trató de purificar las sustancias químicas para obtener reacciones reproducibles. Fue un defensor de la filosofía mecánica propuesta por René Descartes para explicar y cuantificar las propiedades e interacciones de las sustancias químicas. Boyle era un atomista, pero prefería la palabra corpúsculo a átomo. Puntualizó que la división más pequeña de la materia a la que se mantenían las propiedades era a nivel de los corpúsculos. Además realizó numerosas investigaciones con una bomba de aire. Observó que al sacar el aire las llamas se extinguían y se morían los animales situados dentro, y también hacía descender los niveles del barómetro. Boyle repitió los tres experimentos de van Helmont, y fue el primero en usar indicadores que cambiaran de color con la acidez. Por todo ello Boyle ayudó a asentar los pilares de la revolución química con su filosofía corpuscular mecánica.

### Teoría del flogisto

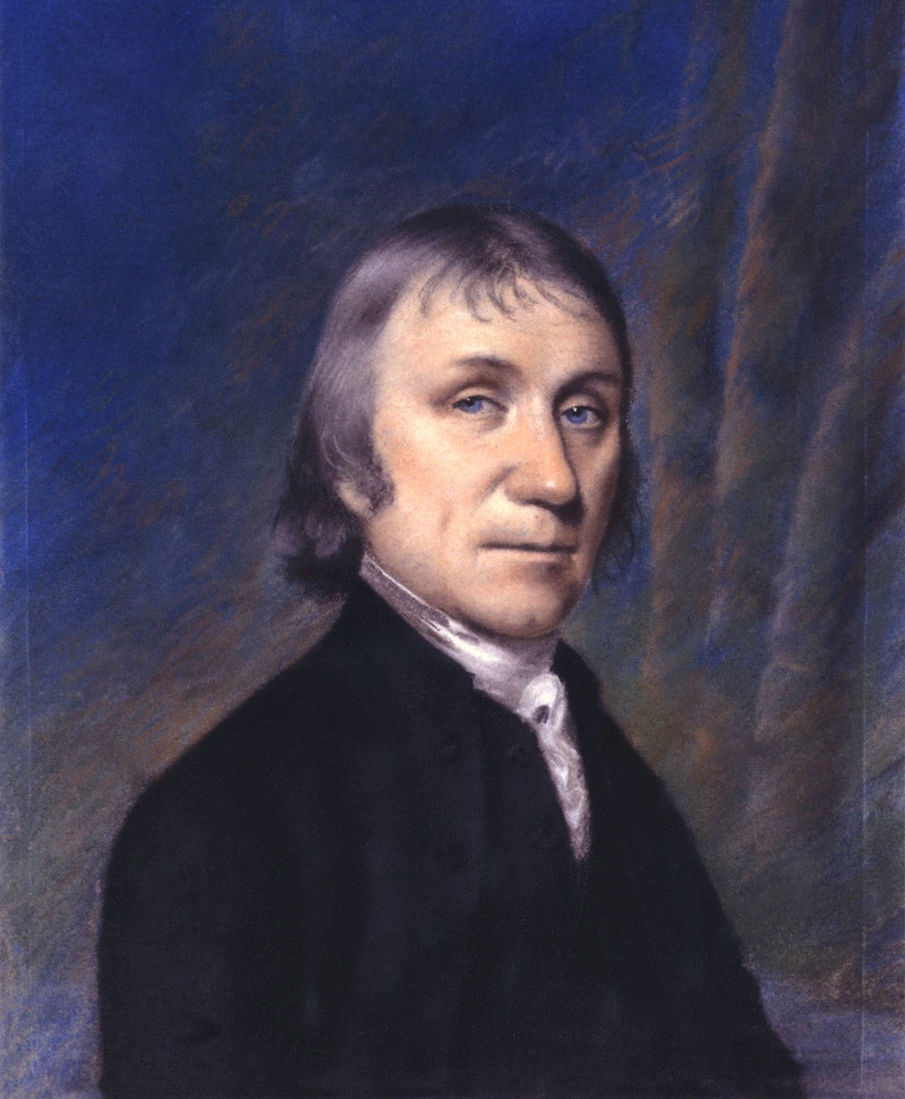
Joseph Priestley, codescubridor del oxígeno, al que denominó «aire desflogistizado»

A finales del siglo XVII y principios de XVIII se propuso la teoría del flogisto para intentar explicar los procesos de combustión y óxido-reducción mediante la pérdida o transferencia, respectivamente, de un supuesto fluido denominado flogisto. La teoría fue propuesta inicialmente por Johann Becher y desarrollada por Georg Stahl, ambos químicos alemanes. Becher postuló otra reforma de la teoría de los cuatro elementos en la que solo la tierra y el agua serían componentes de las materias, en distintas proporciones, y el fuego y el aire serían meramente agentes de las transformaciones. A su vez existirían tres tipos distintos de tierras, cada una de ellas portadora de una propiedad: el aspecto vítreo, la fluidez o volatilidad, y el carácter inflamable. Para esta última Georg Stahl acuñó el término flogisto en 1702. Toda sustancia susceptible de sufrir combustión contendría cierta cantidad de flogisto, y el proceso de combustión consistiría básicamente en la pérdida de dicha sustancia.
Se conocía desde la antigüedad que algunas sales metálicas podían ser transformadas de nuevo en los metales de partida. Stahl explicó este proceso suponiendo que los metales estaban formados por una cal y un principio inflamable carente de masa, el flogisto, por lo que la calcinación, es decir, la formación de la cal, se podía explicar, al igual que la combustión, como un desprendimiento de flogisto, el cual se liberaba del metal y dejaba la cal al descubierto en las cenizas. El proceso inverso, la reducción de la cal al metal, podía ser igualmente explicada como una adición de flogisto. Si una sustancia rica en flogisto, como el carbón, era puesta en contacto con una cal metálica, podía transferirle su flogisto y dar lugar a la formación del metal.
Joseph Priestley usó la teoría del flogisto en sus experimentos de química pneumática para explicar las transformaciones de los gases. Priestley denominó al residuo de aire que quedaba tras un proceso de combustión «aire flogistizado» (en realidad, una mezcla de nitrógeno y dióxido de carbono), pues pensaba que durante la combustión dicho aire había absorbido todo el flogisto que tenía capacidad de albergar, y por eso cesaba la combustión. Siguiendo esta línea de razonamiento, cuando Priestley calentó la cal roja de mercurio y recogió un tipo de aire que podía mantener más tiempo la combustión lo denominó «aire desflogistizado». Posteriormente Lavoisier lo llamaría oxígeno.
La teoría del flogisto fue popular durante el siglo XVIII hasta que Antoine Lavoisier la refutó en su obra Réflexions sur le phlogistique, pour servir de suite à la théorie de la combustion et de la calcination (Reflexiones sobre el flogisto, para formar parte de la teoría de la combustión y la calcinación) publicada en 1777. Según Stahl cualquier sólido liberaba flogisto bajo la acción del fuego, luego tras la combustión perdería masa o la mantendría (según el flogisto tuviera masa o no). Sin embargo, Lavoisier hizo experimentos calcinando metales y después de la calcinación en algunos el peso del residuo (los óxidos) era mayor que el cuerpo inicial. En estos casos el flogisto tendría un peso negativo, lo que resultaba absurdo, y demostraba la inconsistencia de la teoría del flogisto.

### Descubrimientos delsigloXVIII

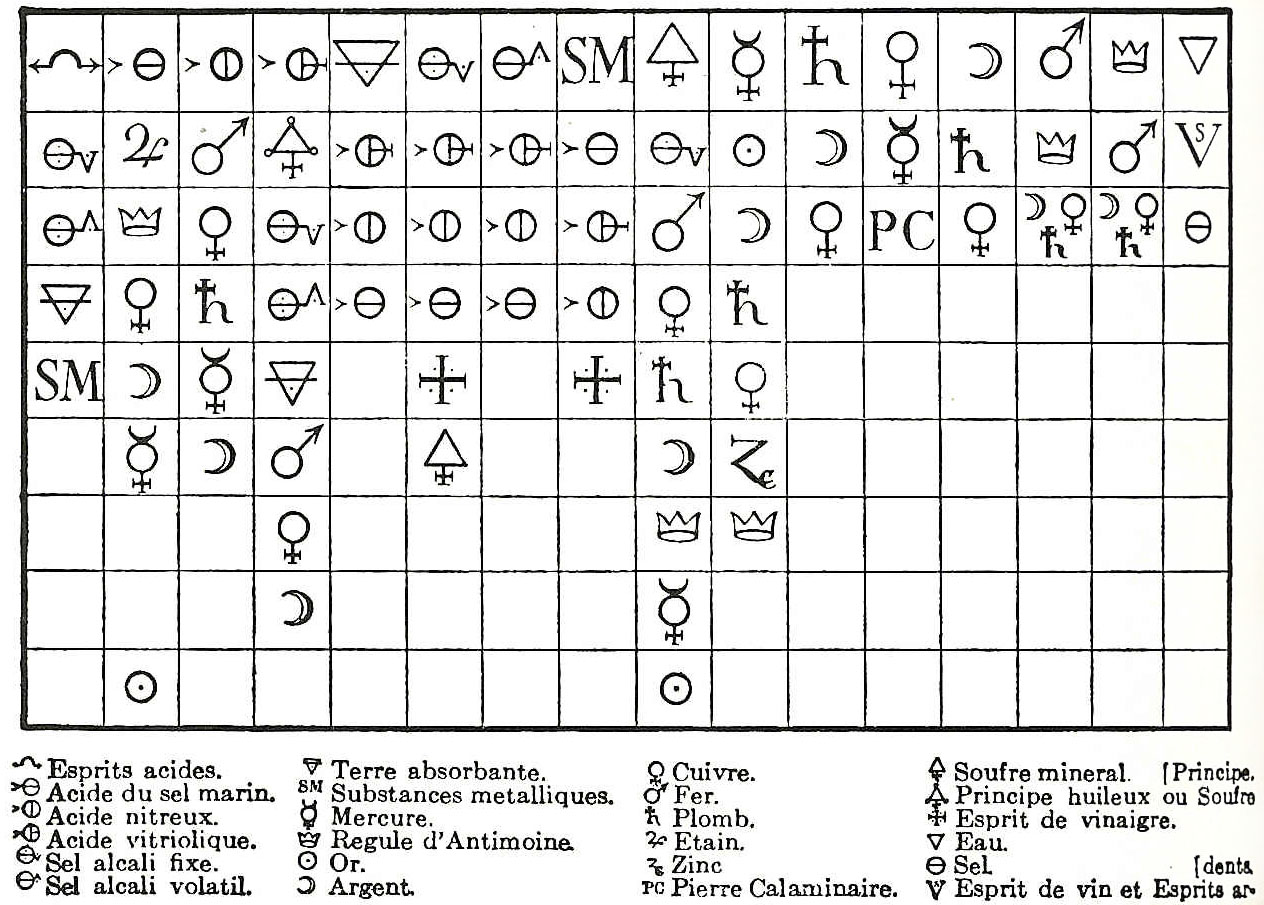
Tabla de afinidades, de E. F. Geoffroy (1718). En la cabecera de cada columna una sustancia seguida de todas con las que se puede combinar.

En el siglo XVIII se multiplicaron los descubrimientos de nuevos elementos, gracias al cambio en los métodos de investigación. Un hecho sin precedentes desde la antigüedad, ya que en los dos milenios anteriores se habían descubierto solo cinco (arsénico, antimonio, zinc, bismuto y fósforo). Alrededor de 1735 el químico sueco Georg Brandt analizó un pigmento azul oscuro encontrado en la mena del cobre descubriendo lo que posteriormente conoceríamos como cobalto. En 1748 el español Antonio de Ulloa publicó la descripción de un nuevo metal, el platino. En 1751 un discípulo de Stahl, Axel Fredrik Cronstedt, identificó en una impureza del mineral del cobre otro nuevo metal, el níquel. A Cronstedt se le considera uno de los fundadores de la mineralogía moderna. En 1766 el químico inglés Henry Cavendish aisló el hidrógeno, al que llamó «aire inflamable». En 1773 el sueco Carl Wilhelm Scheele descubrió el oxígeno, al que llamó «aire de fuego», aunque al no publicar inmediatamente su hallazgo dio tiempo a Joseph Priestley a publicarlo 1774, tras haber descubierto el mismo gas independientemente al cual llamó «aire deflogistizado». En 1783 los hermanos españoles Juan José y Fausto Elhuyar consiguieron aislar el wolframio a partir del mineral wolframita.
En este siglo también se descubrieron destacados compuestos. En 1754 el escocés Joseph Black aisló el dióxido de carbono, al que llamó «aire invariable». En 1757 el francés Louis Claude Cadet de Gassicourt, mientras investigaba los compuestos del arsénico creó el líquido fumante de Cadet, que posteriormente se sabría que contenía óxido de cacodilo, y por ello es considerado el primer compuesto organometálico que se logró sintetizar. Y además en 1758 Joseph Black formuló el concepto de calor latente para explicar los cambio de estado. En 1794, Elizabeth Fullhame, escribió Ensayo sobre la combustión (1794), también republicado en 1810, en donde describió el proceso de catálisis, 40 años antes de que lo acuñara Jöns Jacob Berzelius.

### Antoine Lavoisier

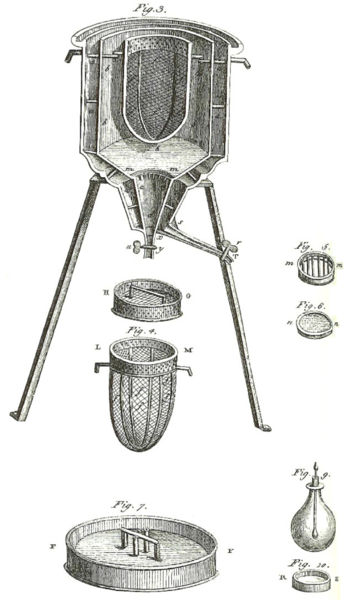
El primer calorímetro usado por Antoine Lavoisier y Pierre-Simon Laplace, para determinar el calor relativo a los cambios químicos, cálculos en los que se basó Joseph Black para descubrir el calor latente. Estos experimentos marcaron el inicio de la termoquímica.

Aunque la investigación química se puede remontar a la antigua Babilonia, Egipto, y especialmente a Persia y Arabia de la Edad de Oro del islam, la química floreció a partir de la época de Antoine Lavoisier, un químico francés reconocido como el «padre de la química moderna». En 1789 Lavoisier estableció formalmente la ley de conservación de la materia, que en su honor también se conoce como «Ley Lomonósov-Lavoisier». Para demostrarla realizó múltiples experimentos. Demostró con medidas meticulosas que las transmutaciones no eran posibles, por ejemplo, no se transformaba el agua en tierra, sino que el sedimento que se observa al hervir agua procedía del contenedor; o que al quemar al aire fósforo y azufre, probó que aunque los productos pesaban más, el peso ganado procedía del aire.

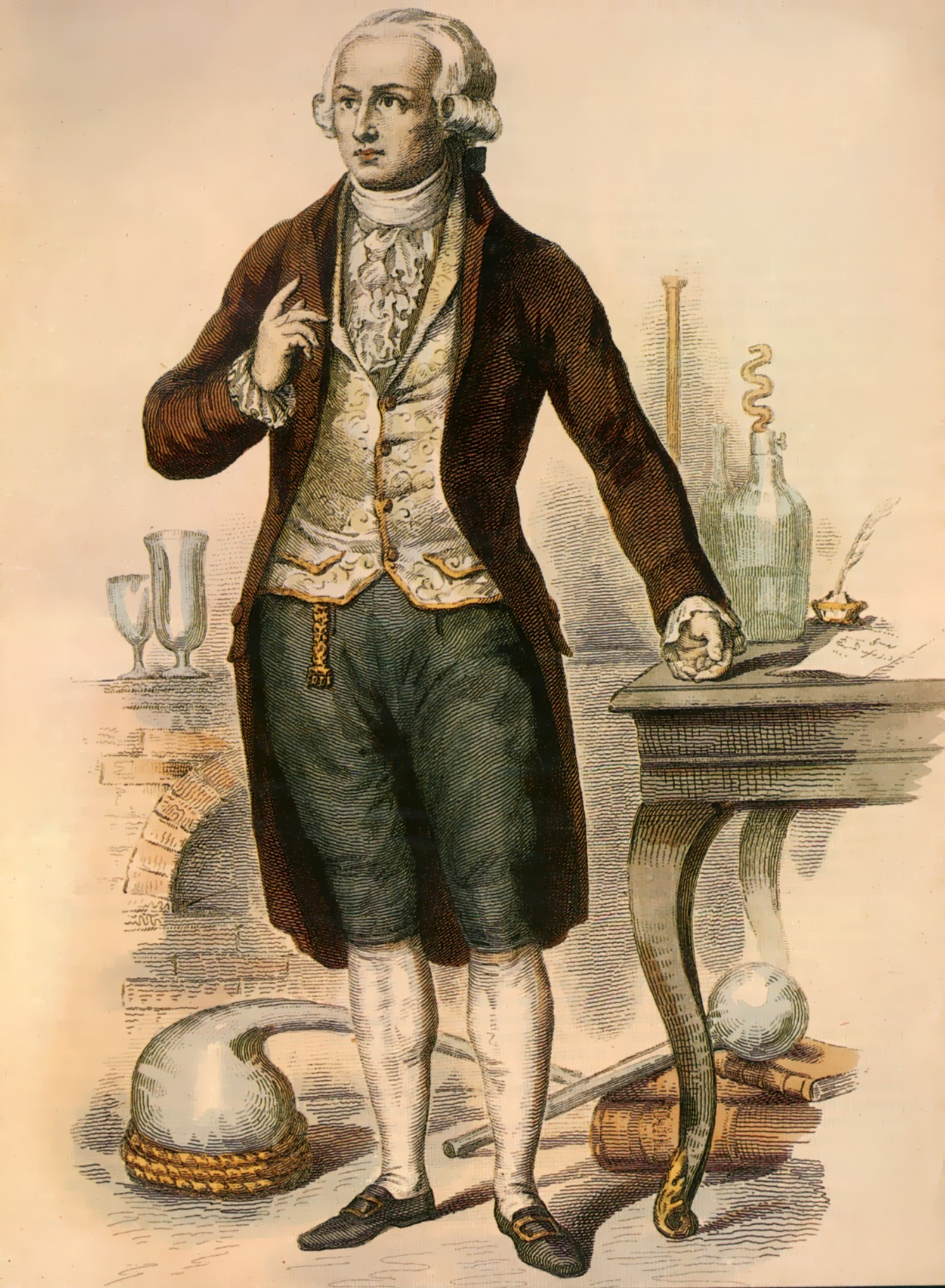
Antoine Lavoisier (1743-1794).

Repitiendo los experimentos de Priestley demostró que el aire estaba compuesto de dos partes (no era un elemento), y una de ellas se combinaba con los metales para formar las cales. En Considérations Générales sur la Nature des Acides (1778) demostró que la parte del aire responsable de la combustión también era la fuente de la acidez en disoluciones. Al año siguiente nombró a esta parte oxígeno (del griego formador de ácidos), y a la otra azote (sin vida). Por ello se considera a Lavoisier el descubridor del oxígeno junto a Preistley y Scheele. También observó que el «aire inflamable» descubierto por Cavendish al combinarlo con oxígeno producía una condensación, como informó Priestley, que parecía ser agua (luego tampoco el agua era un elemento), por ello denominó a este gas hidrógeno (del griego «formador de agua»).
Como se indicó en el apartado anterior, en Reflexions sur le Phlogistique (1783) Lavoisier refutó la teoría del flogisto para la combustión. En Rusia Mijaíl Lomonosov independientemente llegó a conclusiones similares sobre la conservación de la materia y el flogisto. Además Lomonosov anticipó la teoría cinética de los gases, al considerar que el calor provenía de una forma de movimiento.
Lavoisier trabajó con Claude Louis Berthollet y otros para idear un sistema de nomenclatura química que fue la base del sistema moderno de nombrar compuestos químicos. En su Methods of Chemical Nomenclature (1787), Lavoisier inventó la forma de nombrar y clasificar compuestos que se usa principalmente en la actualidad, que incluye nombres como ácido sulfúrico, sulfatos y sulfitos. En 1785 Berthollet determinó la composición elemental del amoniaco. Ese mismo año Berthollet fue el primero en usar el gas cloro como blanqueante comercial, y en 1789 fue el primero en fabricar lejía al burbujear gas a través de una solución de carbonato de sodio, consiguiendo una solución de hipoclorito sódico. También estudió y fue el primero en producir otro fuerte oxidante y blanqueante de cloro, el clorato de potasio (KClO3), conocido como sal de Berthollet. Berthollet también es conocido por sus contribuciones a la teoría del equilibrio químico a través del mecanismo de reacción reversible.
La obra de Lavoisier Traité Élémentaire de Chimie (Tratado elemental de química, 1789) fue el primer libro de texto de la química moderna, y presentaba un punto de vista unificado de las nuevas teorías químicas, contenía una declaración clara de la ley de conservación de la masa, y negaba la existencia del flogisto. Además presentaba una lista de elementos, o sustancias que no podían descomponerse, que incluía al oxígeno, el nitrógeno, el hidrógeno, el fósforo, el mercurio, el zinc y el azufre. Sin embargo, en su lista también se incluía la luz y el calórico, que él creía que eran sustancias materiales. En la obra Lavoisier remarcó que la observación era la base de su química, afirmando que:

He intentado (...) llegar a la verdad reuniendo hechos, para suprimir en lo posible el razonamiento, que a menudo es el responsable de engañarnos, para seguir en lo posible la luz de la observación y del experimento.

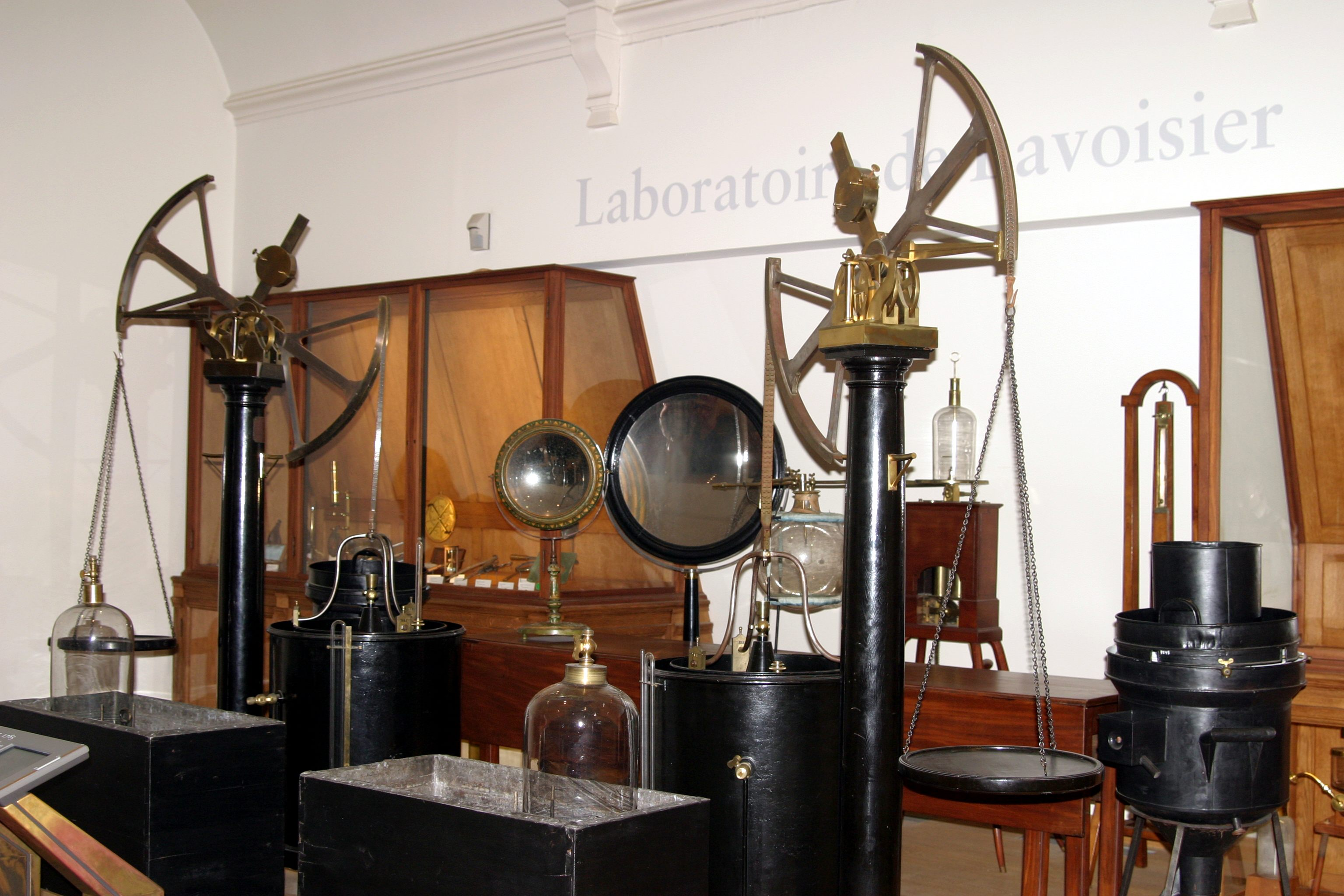
Instrumental del laboratorio de Lavoisier.

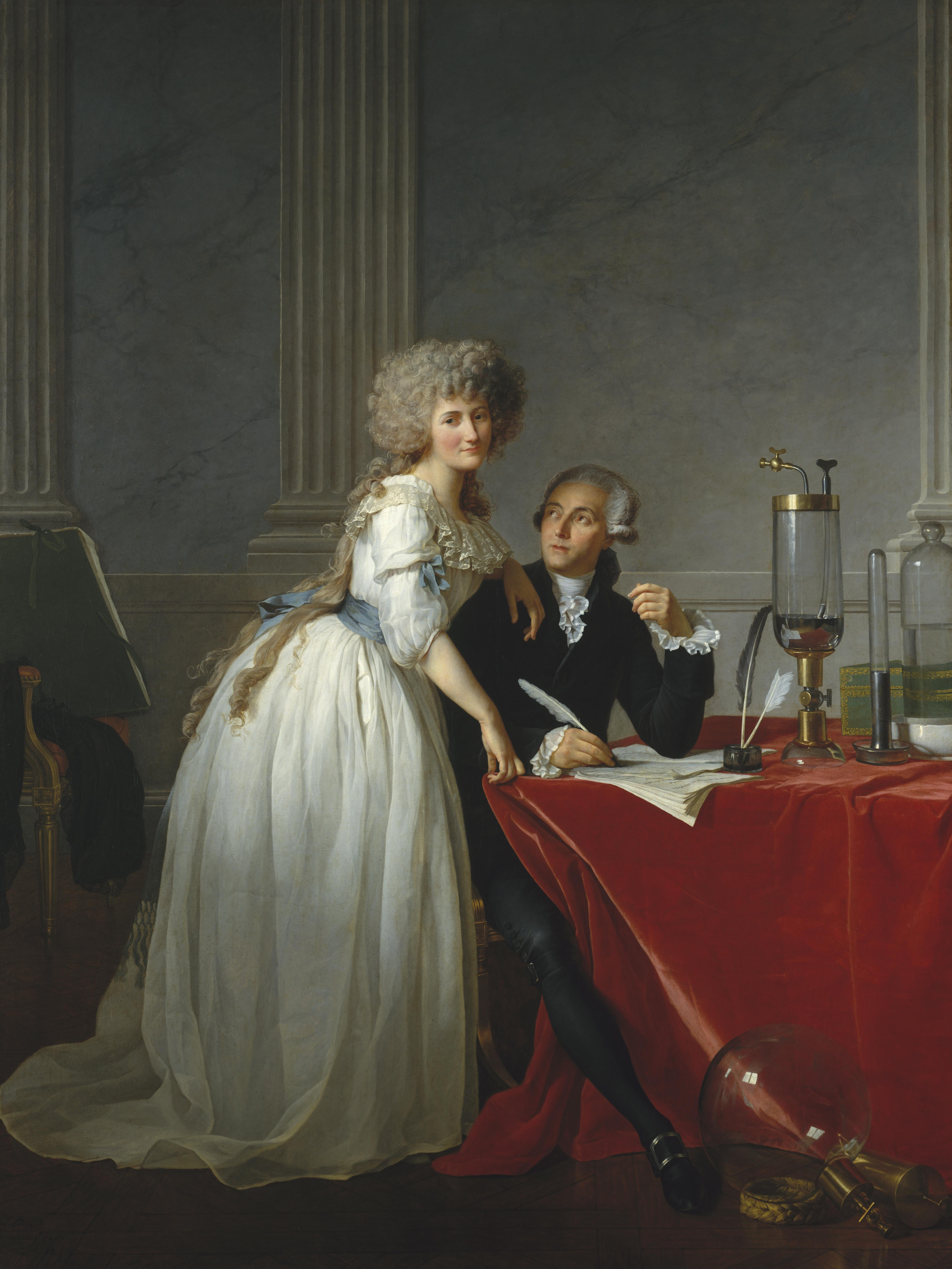
Retrato de Antoine Lavoisier y Marie-Anne Pierrette Paulze, por Jacques-Louis David.

Lavoisier demostró que los organismos vivos descomponían y recomponían el aire atmosférico de la misma forma que lo hacía una llama. Junto a Pierre-Simon Laplace, Lavoisier usó un calorímetro para estimar el calor por unidad de dióxido de carbono producido en una combustión. Y descubrió unas medias similares para las llamas y los animales, lo que indicaba que los animales producían energía por medio de un tipo de combustión. Además descubrió que el diamante era una forma cristalina del carbón.
Sin embargo como es lógico, en su obra no todo fueron aciertos. Lavoisier no creía en el atomismo y pensaba que la existencia real de los átomos era filosóficamente imposible. Lavoisier creía en la teoría de los radicales y pensaba que los radicales funcionaban como un solo grupo que se combinaría con el oxígeno en las reacciones. Creía que todos los ácidos contenían oxígeno. A pesar de ello, la labor de Lavoisier fue fundamental para la ciencia química. Al impulso que se produjo en la investigación basado en su ley de conservación de la masa, su teoría sobre la combustión mediante el oxígeno, además de la teoría corpuscular mecánica, se conoce como revolución química. Tras su obra la química adquirió una naturaleza estrictamente cuantitativa, lo que permitiría hacer predicciones fiables. Su contribución a la revolución química fue el resultado principalmente de su esfuerzo consciente de encajar todos sus experimentos en el marco de una sola teoría. Estableció de forma consistente el uso del equilibrio químico, usó el descubrimiento del oxígeno para refutar la teoría del flojisto y desarrolló un nuevo sistema de nomenclatura química. Lamentablemente su brillantez y autoridad científica no evitaron que Lavoisier fuera decapitado durante la Revolución francesa. Luego de su muerte, su esposa Marie-Anne Pierrette Paulze, conocida como «madre de la química moderna», se dedicó a reunir los apuntes y resultados de su esposo, los ordenó y editó ella misma y en 1803 los publicó bajo el título de Memorias de la química. 

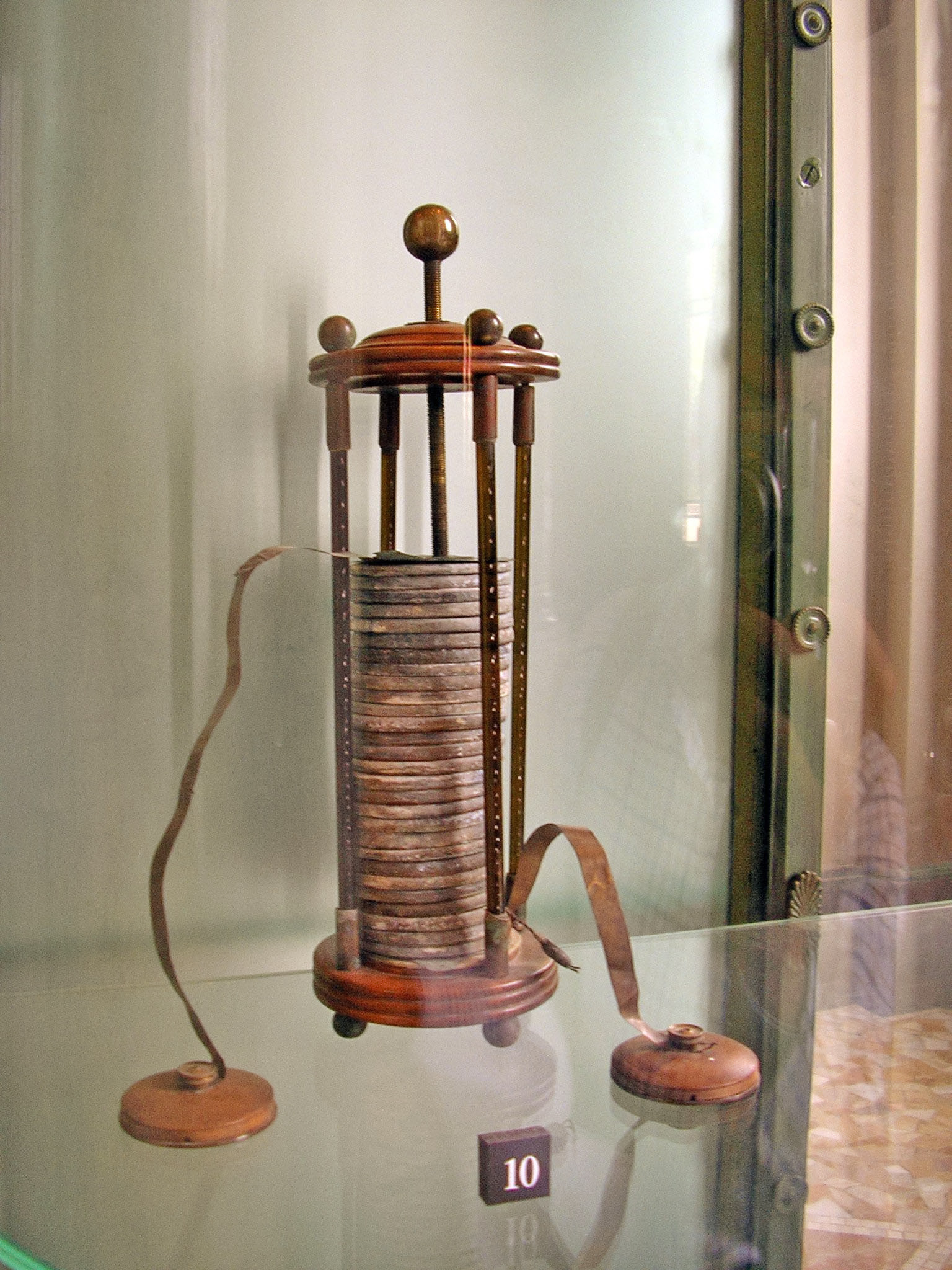
Pila voltaica en el museo Tempio Voltiano (Templo de Volta) de Como.

### Volta y su pila
El físico italiano Alessandro Volta fue uno de los pioneros en los estudios sobre la electricidad. En 1775 Volta perfeccionó y popularizó el electróforo, un dispositivo con dos discos metálicos separados por un conductor húmedo, pero unidos con un circuito exterior, capaz de producir electricidad estática. En 1794 Volta revisó los estudios sobre la «electricidad animal». En 1780 Luigi Galvani había observado que al poner en contacto dos metales diferentes con el músculo de una rana se originaba la aparición de corriente eléctrica. A Volta le interesó la idea y comenzó a experimentar con metales únicamente, y llegó a la conclusión de que el tejido muscular animal no era necesario para producir la corriente eléctrica. Este hallazgo suscitó una fuerte controversia entre los partidarios de la electricidad animal y los defensores de la electricidad metálica, pero la demostración, realizada en 1800, del funcionamiento de la primera pila eléctrica certificó la victoria del bando favorable a las tesis de Volta.
Su pila voltaica de 1800 consistía en un apilamiento de varios pares de discos de cobre y zinc alternados (electrodos) separados por una capa de tela o cartón empapada en salmuera (electrolito) para incrementar la conductividad. Cuando se conectaba la parte superior y la inferior con un cable separados, y perdía poca carga con el tiempo cuando no se la utiliza, con lo que Volta consiguió la primera batería eléctrica para producir electricidad. Por ello se considera a Volta el fundador de la electroquímica. A partir de entonces se usarán las pilas voltaicas (o galvánicas) en el estudio las reacciones redox y sus productos. Además Alessandro Volta entre 1776 y 1778 se dedicó al estudio de la química de los gases y fue el descubridor del metano.

## SigloXIX: resurgimiento de la teoría atómica
Tras haber estado aparcado el atomismo desde la antigüedad y únicamente esbozado en los modelos mecánicos corpusculares, la teoría atómica es retomada por John Dalton, quien postuló que los átomos eran partículas indivisibles que permanecen inalteradas en los compuestos, a partir de lo cual se pudieron establecer las leyes estequiométricas, base de la actual estequiometría.
A lo largo del siglo XIX la química estuvo dividida entre los seguidores y detractores de la teoría atómica de Dalton, como Wilhelm Ostwald y Ernst Mach. Los impulsores más decididos de la teoría atómica inicial fueron Amedeo Avogadro, Ludwig Boltzmann, entre otros, que consiguieron grandes avances en la comprensión del comportamiento de los gases. La disputa sobre la existencia de los átomos se zanjaría definitivamente con la explicación del efecto browniano por Albert Einstein en 1905 y los respectivos experimentos de Jean Perrin. Muchos fueron los investigadores que trabajaron bajo la hipótesis atómica. Svante Arrhenius intuyó en parte la estructura interna de los átomos proponiendo su teoría de la ionización en las disoluciones. Aunque su verdadera estructura no se vislumbraría hasta principios del siglo XX, a partir de los trabajos de Ernest Rutherford, seguidos por el modelo atómico de Bohr.

### John Dalton

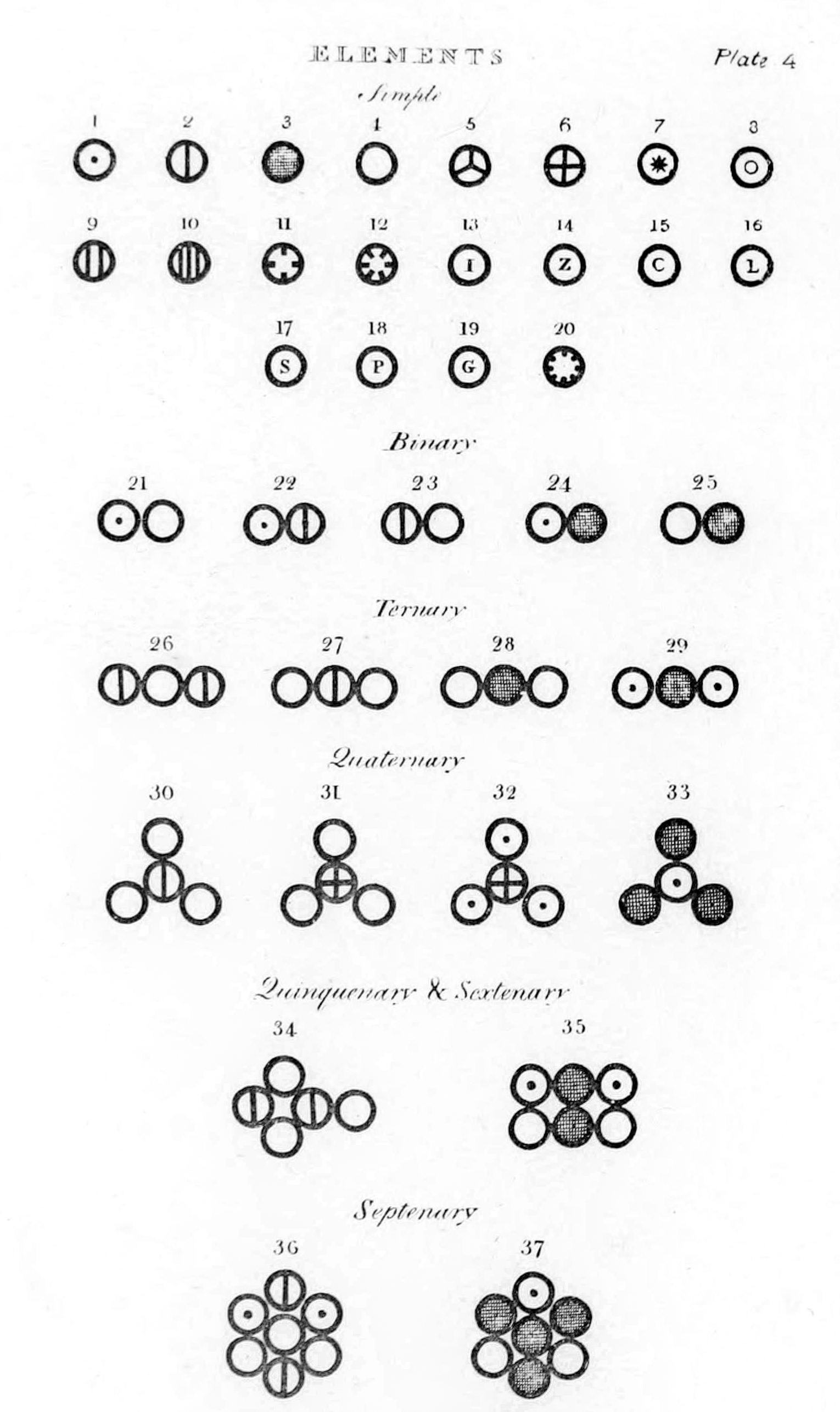
Ilustración con elementos y compuestos según A New System of Chemical Philosophy de John Dalton (1808).

En 1803 el científico inglés John Dalton propuso la ley de Dalton, que relaciona las presiones parciales de los componentes de una mezcla de gases con la presión total de la mezcla. El concepto fue descubierto en 1801, y también se conoce como ley de las presiones parciales.

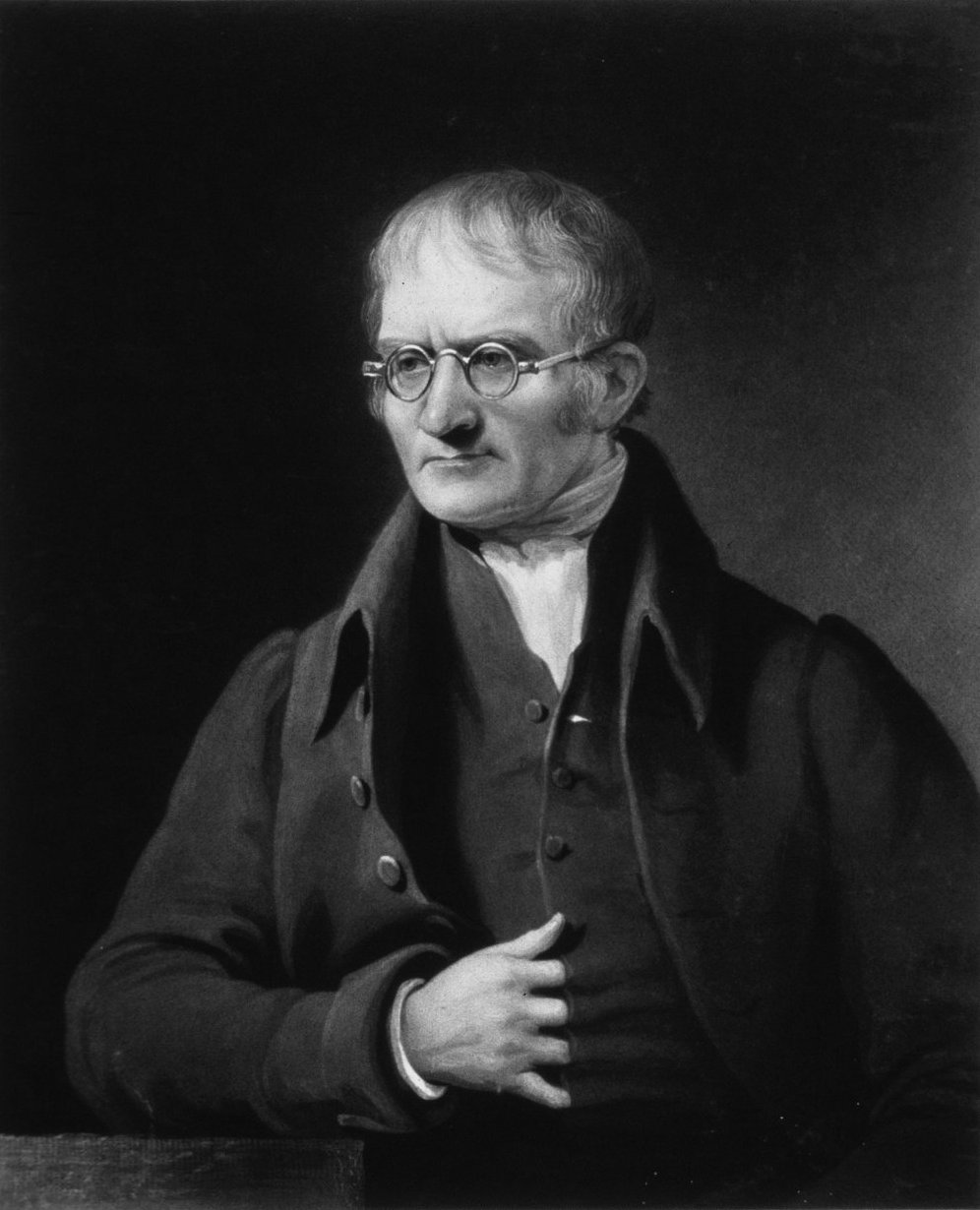
John Dalton es reconocido tanto por sus obras sobre el atomismo, las presiones parciales de los gases, y la percepción del color (daltonismo).

Pero la principal contribución de Dalton a la química fue una nueva teoría atómica en 1803, donde afirmaba que toda la materia está formada por pequeñas partículas indivisibles denominadas átomos. En 1808 Dalton publicó por primera vez A New System of Chemical Philosophy (Un nuevo sistema de filosofía química, 1808-1827), en la que desarrollaba la primera descripción moderna de una teoría atómica. En esta obra identificaba los elementos químicos como un tipo de partículas, y rechaza la teoría de afinidades químicas defendida por Étienne François Geoffroy e Isaac Newton, entre otros. Dalton explicó su teoría formulando una serie de enunciados simples:
- La materia está formada por partículas muy pequeñas llamadas átomos, que son indivisibles y no se pueden destruir.
- Los átomos de un mismo elemento son iguales entre sí, tienen la misma masa y propiedades. Los átomos de diferentes elementos tienen masas diferentes.
- Los átomos permanecen sin división, aun cuando se combinen en las reacciones químicas.
- Los compuestos químicos se forman al unirse átomos de dos o más elementos distintos.
- Los átomos, al combinarse para formar compuestos guardan relaciones simples.
- Los átomos de elementos diferentes se pueden combinar en proporciones distintas y formar más de un compuesto.

A pesar de su utilidad y gran aceptación durante todo el siglo XIX, la teoría atómica de Dalton tenía imprecisiones (los dos primeros enunciados no son del todo ciertos) y presentaba muchas lagunas: no aclaraba nada sobre la estructura del átomo, ni explicaba las propiedades de los elementos, ni cuáles eran las causas de que se unieran para formar compuestos.
Además de definir átomos, elementos y compuestos, Dalton infirió las proporciones de algunos elementos en sus compuestos, partiendo de los pesos de sus reactivos, por medio del peso atómico relativo usando al hidrógeno como unidad de masa en la comparación con los demás elementos. Siguiendo las tesis de Jeremias Benjamin Richter (conocido por acuñar el término estequiometría), propuso que cuando los elementos químicos se combinaban para dar más de un compuesto se unen en distintas proporciones fijas y enteras. Esto se conoce como la Ley de las proporciones múltiples y fue incluida en su obra New System of Chemical Philosophy. La ley de las proporciones múltiples es una de las leyes básicas de la estequiometría y uno de los pilares de su teoría atómica. Curiosamente a pesar de la importancia de incluir la idea de átomos como entidades físicas reales en A New System of Chemical Philosophy, y la creación de un sistema de símbolos químicos para ellos, esta obra dedica casi todo su texto a la teoría calórica en lugar de al atomismo.
Por otro lado fue el químico francés Joseph Proust quien propuso la Ley de proporciones definidas, que afirma que los elementos siempre se combinan para formar un determinado compuesto lo hacen en proporciones de números enteros y sencillos, basándose en varios experimentos realizados entre 1797 y 1804. La ley de proporciones múltiples y la de proporciones definidas son la base de la estequiometría. Estas dos leyes por sí mismas no prueban la existencia de los átomos, pero son difíciles de explicar sin asumir que los compuestos se forman por la combinación de átomos en proporciones constantes.

### Jöns Jacob Berzelius

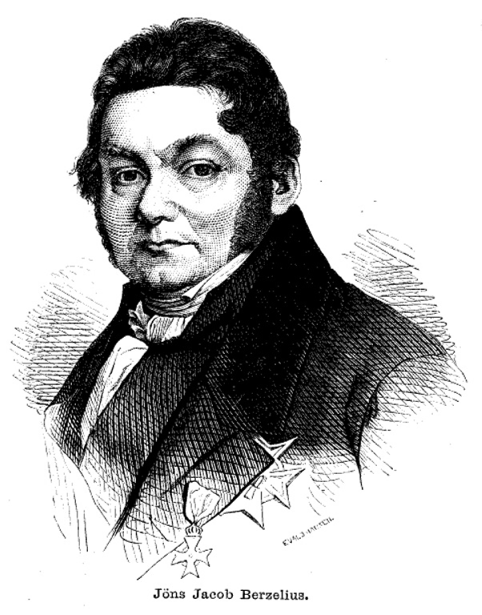
Jöns Jacob Berzelius, el químico que desarrolló el método moderno de notación de fórmulas químicas.

Un químico sueco discípulo de Dalton, Jöns Jacob Berzelius, se embarcó en un programa sistemático de mediciones cuantitativas precisas de las sustancias químicas, asegurándose de su pureza. A partir de las cuales en 1828 recopiló una tabla de pesos atómicos relativos, donde al oxígeno se le asignaba el 100, y que incluía todos los elementos conocidos en la época. Este trabajo proporcionó pruebas a favor de la teoría atómica de Dalton: que los compuestos químicos inorgánicos estaban formados por átomos combinados en proporciones de números enteros. Determinó la composición elemental exacta de gran número de sustancias. Sus resultados confirmaron la ley de proporciones definidas de Proust. En sus pesos usó como patrón al oxígeno, asignándole el valor exacto de 100, y a partir de él midió el peso de 43 elementos. Al descubrir que los pesos atómicos no eran múltiplos exactos del peso del hidrógeno Berzelius descartó la hipótesis de Prout, que suponía que los elementos estaban formados por átomos de hidrógeno.
Para simplificar los experimentos en su extensa determinación de pesos atómicos introdujo el sistema de símbolos químicos y notación, que publicó en su obra de 1808 Lärbok i Kemien (Manual de química), en la que los nombres de los elementos fueron abreviados con una o dos letras de las iniciales de sus nombres en latín. Este sistema de notación, en el que los elementos se expresan mediante símbolos simples y sus proporciones se indican con números, básicamente es el mismo que se usa actualmente. La única diferencia es que en lugar de poner los números en el subíndice como actualmente (ej: H2O), Berzelius usaba superíndices (H2O).
Se acredita a Berzelius el descubrimiento de los elementos silicio, selenio, torio y cerio. Además los discípulos que trabajaban en el laboratorio de Berzelius identificaron el litio y redescubrieron el vanadio (descubierto originalmente por Andrés Manuel del Río en 1801 y luego descartado al creerlo cromo). Berzelius desarrolló la teoría de los radicales para la combinación química, que mantenía que las reacciones se producen mediante grupos estables de átomos denominados radicales que se intercambian entre las moléculas. Creía que las sales son compuestos de un ácido y una base, y descubrió que los aniones de los ácidos eran atraídos por los electrodos positivos (el ánodo), mientras que los cationes de una base eran atraídos por el electrodo negativo (el cátodo). Berzelius no creía en la teoría del vitalismo, en su lugar pensaba que había una fuerza reguladora que producía la organización de los tejidos de los organismos. Además se atribuye a Berzelius la creación de los términos químicos "catálisis", "polímero", "isómero" y "alótropo", aunque sus definiciones originales difieren considerablemente de las actuales. Por ejemplo el término "polímero" que acuñó en 1833 describía compuestos orgánicos que compartían la misma fórmula empírica pero tenían distinto peso molecular, el mayor era polímero del más pequeño, como la glucosa (C6H12O6, de la que se desconocía su estructura) y el formaldehído (CH2O). Por todo ello Berzelius es reconocido como uno de los padres de la química moderna, junto a Lavoisier, Boyle y Dalton.

### Davy y la electrólisis

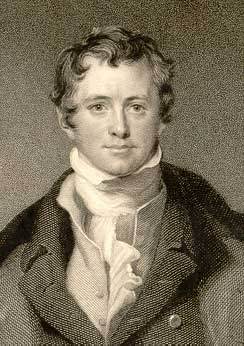
Humphry Davy, descubridor de varios alcalinos, alcalinotérreos y las propiedades de varios halógenos mediante la electrólisis.

El químico inglés Humphry Davy fue un pionero en el campo de la electrólisis (que consiste en usar la electricidad en una célula electrolítica donde se producen reacciones de óxido-reducción para separar los compuestos allí contenidos) para aislar varios elementos nuevos. Davy descompuso por electrólisis varias sales fundidas y consiguió descubrir el sodio y el potasio. El potasio fue el primer metal aislado mediante electrólisis, a partir la potasa cáustica (KOH). Antes del siglo XIX se desconocían las diferencias entre las sales de sodio y potasio. El sodio fue aislado el mismo año a partir de la sosa cáustica fundida (NaOH). Cuando Davy se enteró de que Berzelius y Pontin preparaban una amalgama (amalgama de calcio) mediante la electrólisis de la cal en mercurio, lo intentó él. Davy consiguió descubrir el calcio en 1808 con la electrólis de la cal en óxido de mercurio. Siguió trabajando con la electrólisis durante toda su vida, en 1808, aisló el magnesio, el estroncio y el bario.
Davy también experimentó inhalando gases. Este procedimiento experimental casi resulta fatal en varias ocasiones, pero condujo a descubrir los inusuales efectos del óxido nitroso, que llevarían a conocerlo como gas de la risa. En 1774 el químico sueco Carl Wilhelm Scheele descubrió el cloro y lo denominó «ácido desflogistizado marino» pensando erróneamente que contenía oxígeno. Scheele observó varias propiedades del gas de cloro, como su efecto blanqueante sobre el tornasol, y su efecto mortal sobre los insectos, su color verde amarillento y su olor similar al del agua regia. Sin embargo, Scheele no pudo publicar sus hallazgos a tiempo. En 1810 Humphry Davy le dio al cloro su nombre actual (derivado de la palabra griega χλωρός (khloros) «verde amarillento») insistiendo en que se trataba de un elemento. Además demostró que no se podía obtener oxígeno a partir de la sustancia conocida como ácido oximuriático (una solución de HCl). Este descubrimiento rebatió la definición de ácido de Lavoisier que los consideraba compuestos de oxígeno.
El yodo fue descubierto por el químico francés Bernard Courtois en 1811. Courtois dio muestras a sus amigos, Charles Bernard Desormes (1777-1862) y Nicolas Clément (1779-1841), para que continuaran la investigación. También le dio algo de sustancia a Joseph Louis Gay-Lussac y al físico André-Marie Ampère. El 6 de diciembre de 1813, Gay-Lussac anunció que se trataba o bien de un nuevo elemento, o bien de un compuesto de oxígeno. Además fue Gay-Lussac quien sugirió el nombre del yodo, a partir de la palabra griega ιώδες (iodes) para el violeta (por el color del vapor de yodo). A su vez Ampère dio parte de su muestra a Humphry Davy. Davy hizo algunos experimentos con la sustancia y se dio cuenta de sus similitudes con el cloro. Davy mandó una carta el 10 de diciembre a la Royal Society of London donde afirmaba que había identificado un nuevo elemento. Lo que desató las discusiones entre Davy y Gay-Lussac sobre quién había identificado primero al yodo como elemento, aunque ambos reconocían a Courtois como el primero en aislarlo.

### Gay-Lussac y las leyes de los gases

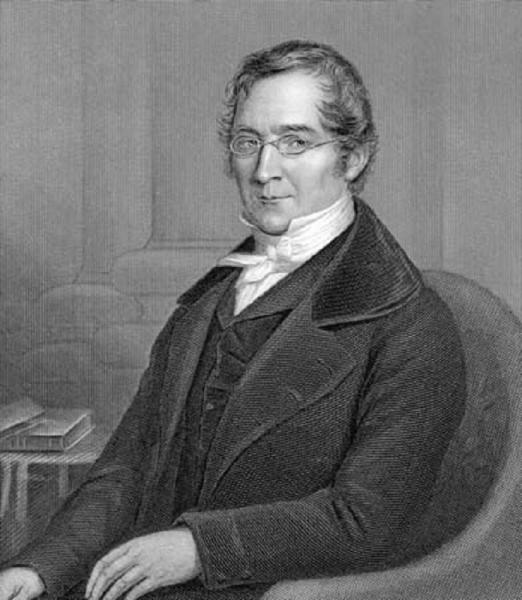
Joseph Louis Gay-Lussac afirmó que la relación entre los volúmenes de los gases reactivos los de los productos puede expresarse por números sencillos y enteros.

El químico francés Joseph Louis Gay-Lussac compartía con Lavoisier el interés por el estudio cuantitativo de las propiedades de los gases. Desde su primer periodo de investigación 1801-1802, manifestó que todos los gases se expandían proporcionalmente al aumentar la temperatura. A esta conclusión generalmente se la denomina ley de Charles, ya que Gay-Lussac le concedió el crédito del descubrimiento a Jacques Charles, por haber llegado casi a sus mismas conclusiones en la década de 1780 aunque no las había publicado. Esta ley también fue descubierta independientemente por John Dalton alrededor de 1801, aunque la descripción de Dalton es menos meticulosa que la de Gay-Lussac. En 1804 Gay-Lussac hizo varios arriesgados ascensos en globo aerostático de hidrógeno hasta alturas por encima 7000 metros sobre el nivel del mar que le permitieron investigar otros aspectos de los gases, una proeza que nadie más realizó en los 50 años siguientes. Tomó medidas de la presión, la temperatura, la humedad y muestras de aire, que más tarde analizó químicamente, además de realizar mediciones magnéticas a varias altitudes.
En 1808 Gay-Lussac anunció lo que probablemente fue su mayor logro: a partir de experimentos propios y de otros dedujo que los gases a volumen fijo mantienen constante la relación entre su presión y la temperatura. Y que los volúmenes de los posibles productos de una reacción entre gases además están en proporción sencilla con los volúmenes de los reactivos. En otras palabras que los gases bajo las mismas condiciones de presión y temperatura reaccionan con otros en proporciones de volumen de números enteros y pequeños. Estas conclusiones se plasmarían en la ley de Gay-Lussac y la Ley de los volúmenes de combinación.
Gay-Lussac también participó junto a su colega profesor en la École Polytechnique, Louis Jacques Thénard, en las primeras investigaciones electroquímicas, y analizó los elementos descubiertos por este medio. Entre sus logros en este campo destaca el descubrimiento del boro, por la descomposición del ácido bórico usando potasio fundido. Ambos investigadores formaron parte de los debates de la época para modificar la definición de los ácidos e impulsar el análisis de los compuestos orgánicos para descubrir su contenido en oxígeno e hidrógeno.

### Amedeo Avogadro

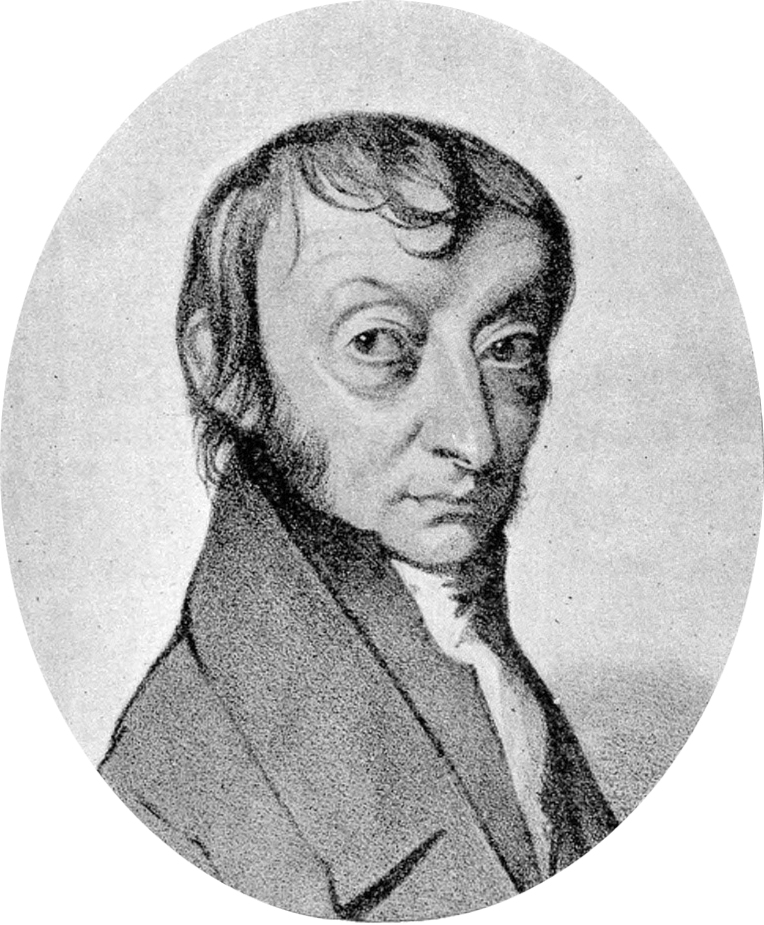
Amedeo Avogadro postuló que en las mismas condiciones de presión y temperatura, volúmenes iguales de dos gases tenían el mismo número de moléculas.

Tras la publicación de la teoría atómica de Dalton en 1808, algunas de sus ideas centrales fueron rápidamente adoptadas por la mayoría de los químicos. Sin embargo durante medio siglo permaneció la incertidumbre de cómo se configuraría la teoría atómica y se aplicaría a las situaciones concretas. Por ejemplo con los datos empíricos disponibles hasta el momento varios químicos de distintos países desarrollaron diversos sistemas de pesos atómicos incompatibles. El físico italiano Amedeo Avogadro (1776-1856) publicó en 1811 una obra que mostraba una salida a esta difícil situación. Presentó la hipótesis de que los volúmenes iguales de cualquier gas, a la misma temperatura y presión, contenían el mismo número de moléculas; por lo cual la relación entre los pesos moleculares de dos gases era la misma proporción que la que había entre sus densidades, en las mismas condiciones de presión y temperatura. Además Avogadro razonó que los gases corrientes no estaban formados por átomos solitarios sino por moléculas que contenían dos o más átomos (que era el origen de los distintos pesos atómicos registrados). Así Avogadro fue capaz de resolver el problema con el que se habían topado Dalton y otros cuando Gay-Lussac reportó que por encima de los 100 °C el volumen del vapor de agua era dos veces el volumen del oxígeno usado para formarla. Según Avogadro la molécula de oxígeno se dividía en dos átomos para formar el agua.
La hipótesis de Avogadro fue ignorada durante medio siglo tras haber sido publicada por primera vez. Se han citado muchas razones para este desinterés, incluidos algunos problemas teóricos como el dualismo propuesto por Jöns Jacob Berzelius que consideraba que los compuestos se mantenían juntos por la atracción de las cargas positivas y negativas, lo que haría incompatible la existencia de moléculas formadas por dos átomos eléctricamente similares, como el caso del oxígeno. Además existía la barrera de que muchos químicos eran reacios a adoptar métodos físicos (como las determinaciones de densidad del vapor) para resolver sus problemas. Sin embargo, a mediados de siglo las figuras más prominentes empezaron a considerar intolerable la diversidad caótica de sistemas de pesos atómicos y fórmulas de compuestos en competencia, que proliferaron a causa de la incertidumbre. Además empezaron a acumularse pruebas puramente químicas que indicaban que lo afirmado por Avogadro podría ser cierto después de todo. A mediados de siglo, químicos más jóvenes como Alexander Williamson en Inglaterra, Charles Gerhardt y Charles-Adolphe Wurtz en Francia y August Kekulé en Alemania, empezaron a proponer la reforma de la química teórica para que se ajustara a la teoría de Avogadro.

### Inicios de la síntesis orgánica y su industria
Después de que se comprendieran los principios de la combustión, se apoderó de la química otro debate de gran importancia: el vitalismo, la distinción esencial entre la materia orgánica y la inorgánica. Esta teoría asumía que la materia orgánica solo podría ser producida por los seres vivos, atribuyendo este hecho a una vis vitalis (fuerza vital) inherente a la propia vida. En 1827 William Prout clasificó las biomoléculas en tres grupos: carbohidratos, proteínas y lípidos. Pero el debate del vitalismo se zanjó cuando Friedrich Wöhler descubrió accidentalmente en 1828 cómo se podía sintetizar la urea a partir de cianato de amonio, demostrando que la materia orgánica podía crearse de manera química a partir de reactivos inorgánicos. A pesar de ello se mantiene vigente la clasificación en química orgánica e inorgánica, ocupándose la primera esencialmente de los compuestos del carbono y la segunda de los compuestos de los demás elementos.

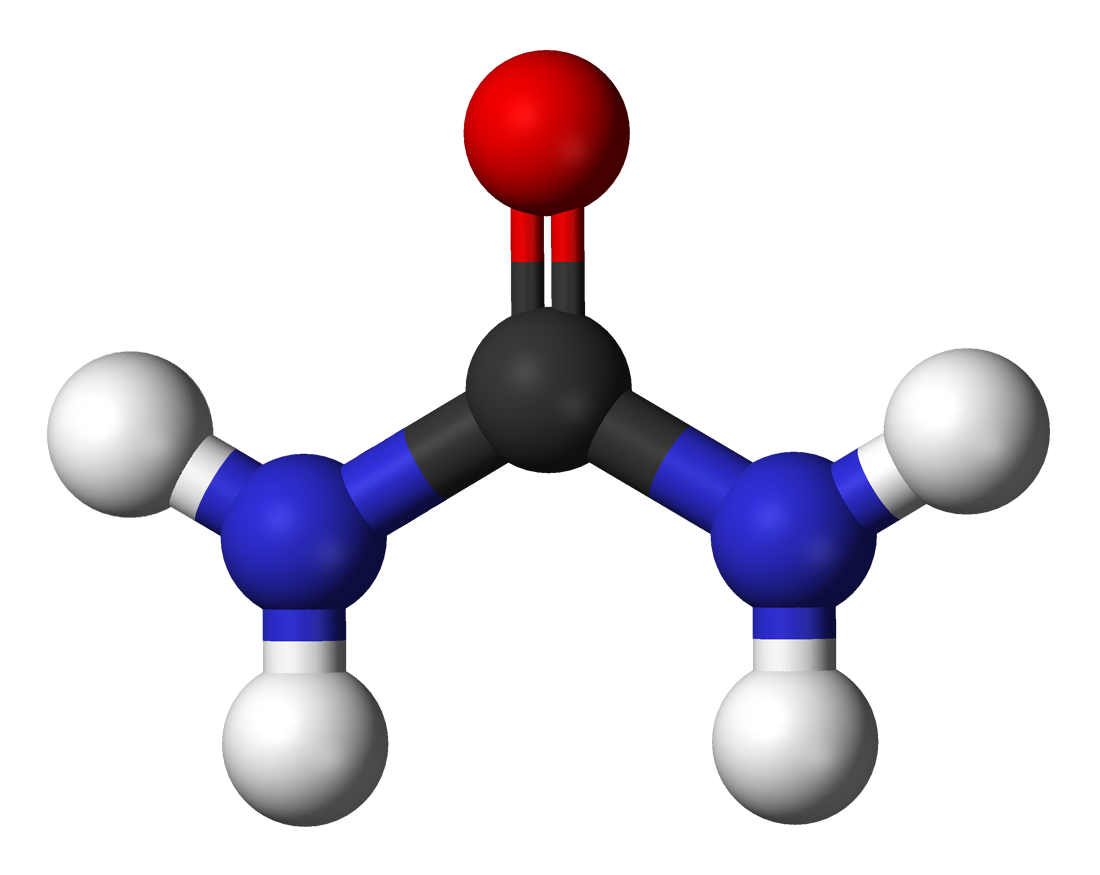
La urea fue la primera molécula orgánica que se logró sintetizar a partir de precursores inorgánicos.
Clave de colores:
carbono • oxígeno
nitrógeno • hidrógeno

Anteriormente Friedrich Wöhler y Justus von Liebig realizaron en 1825 el primer descubrimiento confirmado y explicado de isómeros, aunque el término fuera acuñado antes por Berzelius. Trabajando con ácido ciánico y ácido fulmínico, dedujeron correctamente que la isomería era la consecuencia de la diferente colocación de los mismos átomos en la estructura molecular. Además en 1832 Friedrich Wöhler y Justus von Liebig descubrieron y explicaron los grupos funcionales y los radicales en la química orgánica, además de sintetizar por primera vez el benzaldehído.
Por su parte Justus von Liebig realizó investigaciones que contribuyeron de forma crucial en la agricultura y la bioquímica y trabajó en la organización de la química orgánica. Liebig es considerado el padre de la industria de los fertilizantes por su descubrimiento de que el nitrógeno es un nutriente esencial para las plantas, y la formulación de la ley del mínimo que indica la influencia individual de cada nutriente en las cosechas.

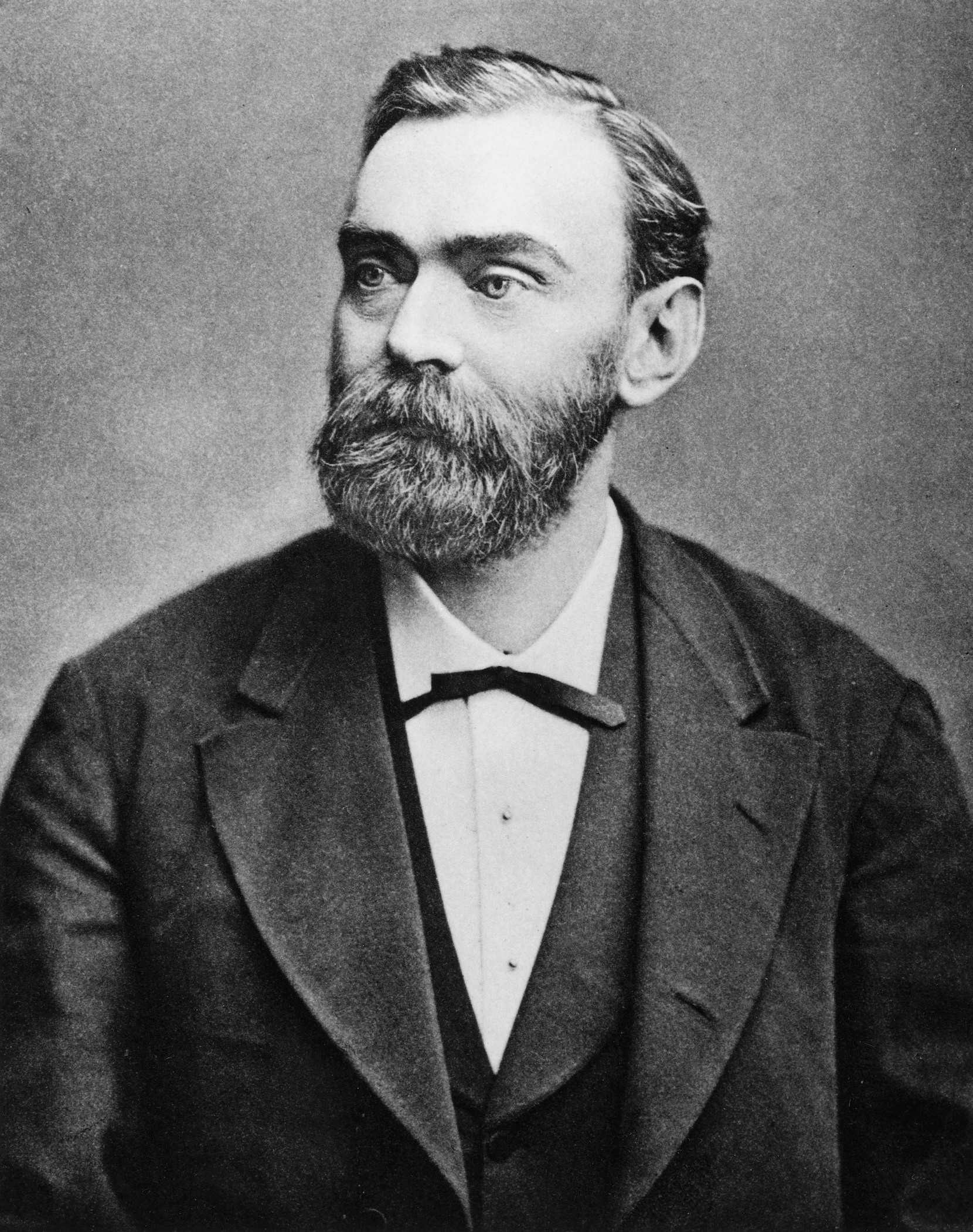
Alfred Nobel que se enriqueció con el descubrimiento de la dinamita a su muerte donó la mayor parte de su fortuna para los Premios Nobel.

Los últimos defensores del vitalismo negaban la cualidad de sustancia orgánica a un producto de desecho como la urea. Pero en 1847 Hermann Kolbe consiguió sintetizar otra sustancia orgánica, el ácido acético, a partir de fuentes totalmente inorgánicas, quedando refutado sin lugar a dudas el vitalismo. La síntesis de la urea abrió el camino para las síntesis orgánica de cientos de productos. Ya en 1838 Alexandre Wosrerenski obtuvo la quinona a partir de la quinina. El desarrollo de la química orgánica en la segunda mitad del siglo XIX estuvo impulsado inicialmente por la búsqueda de nuevos colorantes o tintes sintéticos. Hasta la época solo se podía teñir mediante productos naturales como la cochinilla que resultaban muy caros. El descubrimiento de la anilina por Runge y la primera síntesis de un colorante artificial realizada por Perkin abrió grandes posibilidades comerciales. En 1856, William Henry Perkin, con 18 años, desafiado por su profesor August Wilhelm von Hofmann intentaba sintetizar, usando como precursor alquitrán de hulla, la quinina, el medicamento contra la malaria, que hasta entonces era escasa por ser un producto natural. En uno de los intentos Perkin oxidó anilina usando dicromato potásico, las impurezas de toluidina reaccionaron con la anilina produciendo un precipitado negro, lo que parecía indicar una síntesis fallida. Al limpiar el matraz con alcohol, Perkin notó que la solución se volvía morada, a causa de un subproducto que resultaría ser el primer colorante sintético, la mauveína o malva de Perkin. Este descubrimiento originaría la industria de los tintes sintéticos, una de las primeras industrias químicas de éxito. En 1865 Adolf von Baeyer empezó a fabricar el añil, el tinte de los pantalones vaqueros, hasta entonces obtenido del índigo, un hito en la industria de la química orgánica que revolucionó la industria de los tintes.
Otra importante industria de compuestos orgánicos en la época fue la de los explosivos. En 1847, el químico italiano Ascanio Sobrero descubrió la nitroglicerina, que revolucionaría la minería, pero que resultaba extremadamente peligrosa. El químico sueco Alfred Nobel descubrió que cuando la nitroglicerina era absorbida por una sustancia inerte como la tierra de diatomeas, resultaba más segura y manejable; y patentó esta mezcla en 1867 con el nombre de dinamita. Nobel posteriormente combinó la nitroglicerina con varios compuestos de nitrocelulosa, similares al colodión, que en combinación de otro explosivo de nitrato resultó una receta más eficiente. El compuesto obtenido, una sustancia gelatinosa transparente con un poder explosivo mayor que la dinamita, se denominó gelignita y fue patentada en 1876. Este descubrimiento fue seguido por una multitud de combinaciones similares, que se modificaban por la adición de nitrato potásico y otras sustancias.
En 1855, Benjamin Silliman Jr. inició los métodos de craqueo del petróleo, que son la base de la industria petroquímica actual. La importancia de los derivados del petróleo hicieron que la industria derivada de la química orgánica adquiriera la dimensión que tiene actualmente, con productos como los plásticos, los carburantes, los adhesivos, etc. La industria de los plásticos se inició en 1862 cuando Alexander Parkes mostró en la exposición universal de Londres la parkesina, uno de los primeros polímeros sintéticos. Aunque el primer plástico comercializado a gran escala (la baquelita) no empezaría a su distribución hasta el inicio del siglo XX.
La fabricación industrial de fármacos sintéticos se inició con la aspirina en 1897, cuando Felix Hoffmann descubrió en los laboratorios Bayer un proceso para obtener ácido acetil salicílico a gran escala y con gran pureza.

### Congreso de Karlsruhe y sus antecedentes

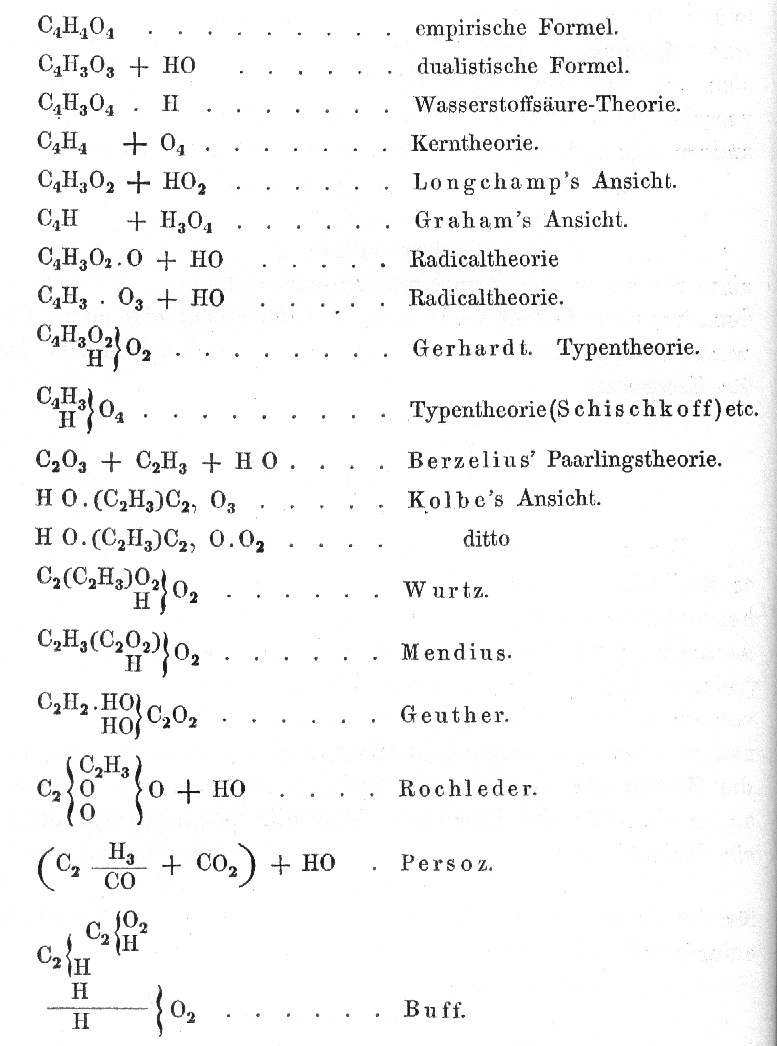
Listado realizado por August Kekulé con la multiplicidad de fórmulas que se barajaban en 1860 para ácido acético antes de admitirse la hipótesis de Avogadro.

En 1840 Germain Hess propuso la ley de Hess, uno de los primeros pasos hacia la ley de conservación de la energía, que establece que la energía absorbida o desprendida en una reacción depende solo de los reactivos iniciales y productos finales, es independiente del tipo o número de pasos intermedios. En 1848 William Thomson (barón de Kelvin) estableció el concepto de cero absoluto, la temperatura a la que todas las moléculas detienen su movimiento por completo. En 1849 Louis Pasteur descubrió que la mezcla racémica de ácido tartárico se trata de una mezcla de isómeros levógiros y dextrógiros, clarificando la naturaleza de la rotación óptica iniciando el campo de la estereoquímica.
En 1852, August Beer estableció la ley de Beer, que relaciona la intensidad de luz absorbida por la disolución de una sustancia con su concentración y las propiedades de dicha sustancia. Se basa parcialmente en una obra anterior de Pierre Bouguer y Johann Heinrich Lambert. Esta fórmula será la base de la técnica analítica conocida como espectrofotometría, el análisis de sustancias químicas mediante la comparación del tipo y cantidad de luz que absorben.

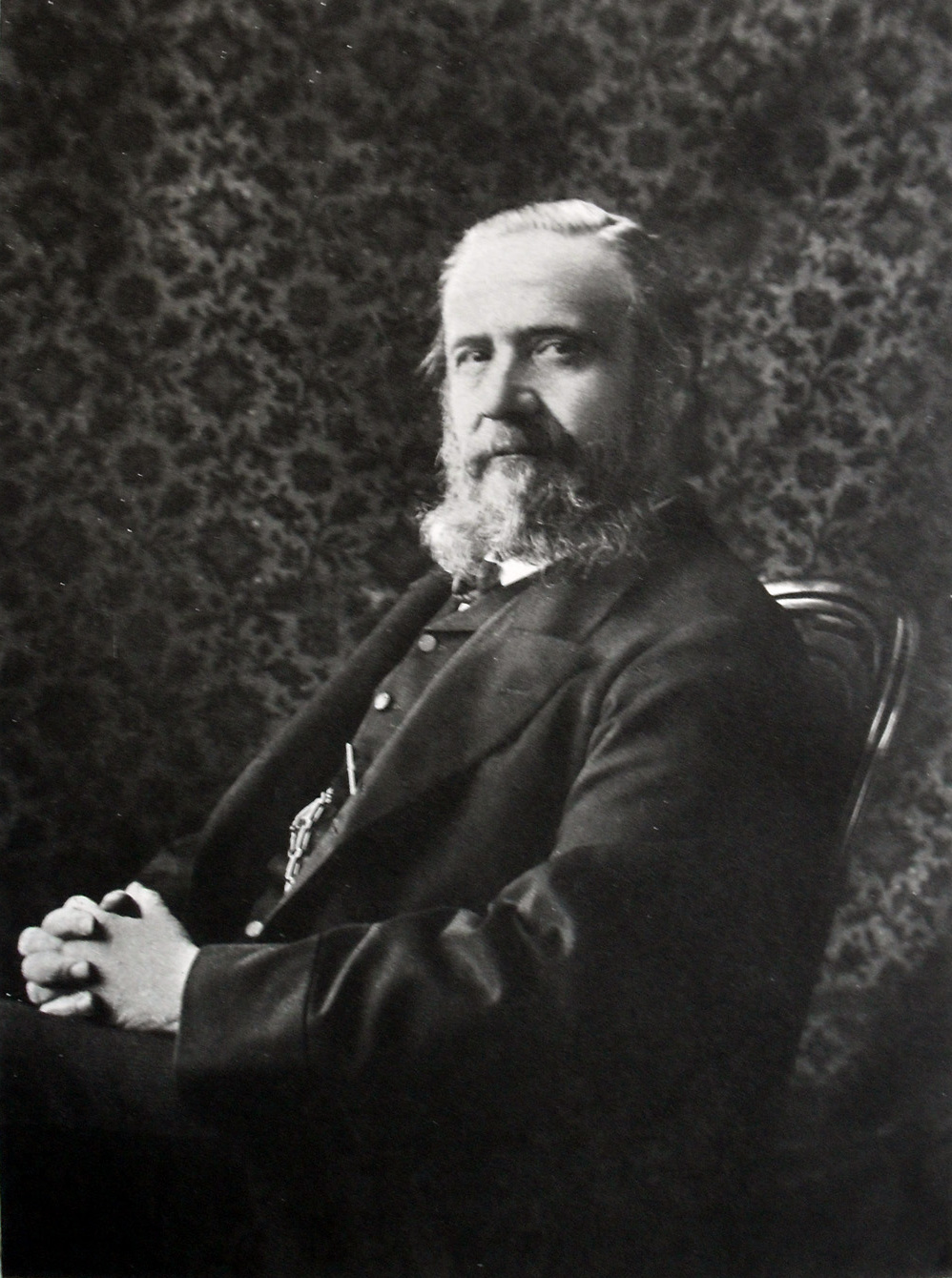
Stanislao Cannizzaro consiguió la reforma que impuso la hipótesis de Avogadro, en la que se basa el actual sistema de pesos atómicos y formulación.

La hipótesis de Avogadro empezó a conseguir aceptación entre los químicos solo después de que su compatriota Stanislao Cannizzaro demostrara su valor en 1858, dos años después de la muerte de Avogadro. La investigación de Cannizzaro originalmente se centraba en el análisis de productos naturales y las reacciones de los compuestos aromáticos. En 1853, descubrió que cuando se trataba el benzaldehído con una base se obtenía una mezcla de ácido benzóico y alcohol bencílico, un fenómeno conocido actualmente como reacción de Cannizzaro. Cannizzaro explicó en un folleto escrito en 1858 que con la aplicación de las ideas de Avogadro se podía construir una teoría estructural química robusta y consistente, y que coincidía con casi todas las pruebas empíricas disponibles en la época. Por ejemplo, señaló que algunos gases elementales eran monoatómicos, aunque la mayoría eran diatómicos, y unos pocos eran incluso más complejos. Otro punto de discusión que trataba fue las fórmulas de los compuestos de metales alcalinos (como el sodio) y los alcalinotérreos (como el calcio). En vista de sus llamativas similitudes químicas la mayoría de los químicos les habían asignado el mismo tipo de fórmula. Cannizzaro discrepaba y situó a estos metales en dos grupos diferentes lo que eliminaba ciertas anomalías que se daban al intentar deducir sus propiedades a partir de sus pesos atómicos. Lamentablemente el folleto de Cannizzaro inicialmente solo se publicó en Italia y tuvo muy poca difusión.
El verdadero impacto del pasquín de Cannizzaro tuvo lugar en el congreso de Karlsruhe, el primer congreso internacional de química que se reunió en la ciudad alemana de Karlsruhe en septiembre de 1860, con el objetivo principal de unificar criterios. Estaba organizado por August Kekulé, Charles Adolphe Wurtz y Karl Weltzien, y congregó a los químicos europeos más importantes de la época. Cannizzaro fue muy elocuente, lógico y didáctico en su exposición, causando una gran impresión en la asamblea. Además su amigo Angelo Pavesi distribuyó su folleto entre todos los asistentes al final de la reunión, cuya lectura convenció definitivamente a la mayoría. Así Cannizzaro desempeñó un papel fundamental en la reforma que impuso la tesis de Avogadro. El sistema de formulación y pesos atómicos resultante fue adoptado por la mayoría de los químicos, y es en esencia el que se usa actualmente.

### Espectroscopía y tubos de descarga

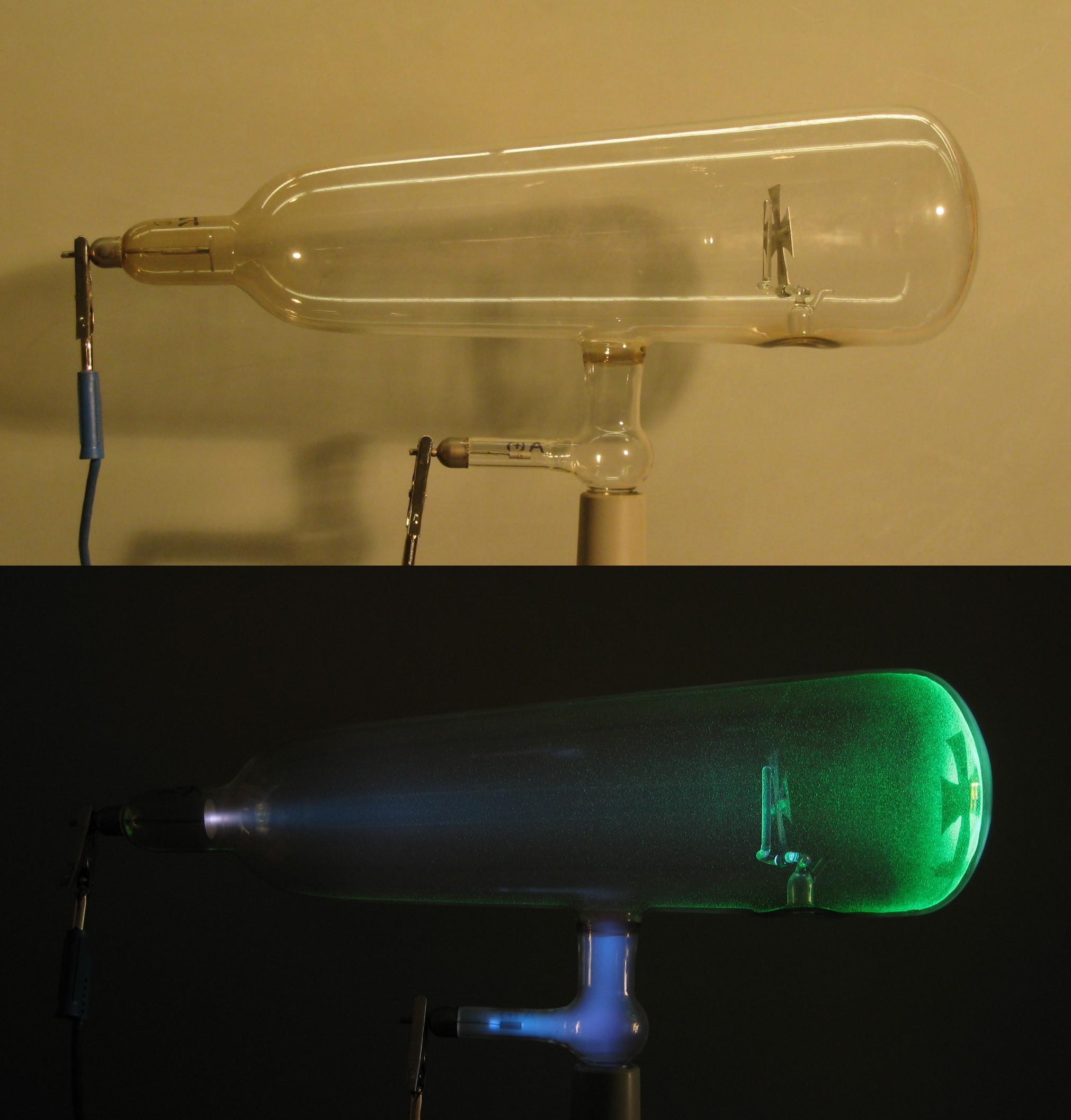
Tubo de Crookes a la luz y en oscuridad. Los electrones se desplazan en línea recta desde el cátodo (izquierda), como prueba la aparición de la sombra en forma de cruz en el fondo derecho. El ánodo está en el borne inferior.

A mediados del siglo XIX se crearon dos técnicas que resultarían fundamentales para el estudio de la estructura del átomo: la espectroscopía y los tubos de descarga. Entre 1859 y 1860 Robert Bunsen y Gustav Kirchhoff crearon el análisis de espectros. Los espectros atómicos son series de líneas que registran la energía emitida o absorbida por los átomos. En un espectrómetro se excitaba una muestra gaseosa, generalmente calentándola, y se hacía pasar la luz resultante por un prisma que separaba la energía de distintas frecuencias, que se imprimían haciéndolas pasar por una placa fotográfica. Si el espectro era de absorción lo que se descomponía era la luz que se hacía pasar a través de la muestra de gas, y se registraban las frecuencias que absorbía. El resultado era una tira de papel con series de líneas en distintas posiciones según los distintos elementos, que representaban las frecuencias de emisión o absorción características de cada elemento. Bunsen y Kirchoff usaron la espectroscopía para el análisis químico, al poder identificar con esta técnica la presencia de sustancias nuevas en las muestras, y así consiguieron descubrir el cesio y el rubidio. Enseguida los científicos se dieron cuenta de que las líneas de los espectros se disponían de forma periódica en series matemáticamente formulables, y posteriormente se asociarían con la estructura de los átomos.

Esquema del espectro de emisión del hidrógeno, con colores para diferenciar las distintas series identificadas.

Los tubos de descarga consistían en tubos de vidrio en los que se hacía parcialmente el vacío, por lo que en su interior quedaba un gas en concentración muy pequeña (denominado gas enrarecido). Dentro se alojaban además dos bornes separados (ánodo y cátodo) de un circuito eléctrico, y se estudiaba lo que ocurría en el interior cuando se hacía pasar una corriente eléctrica a través del tubo. El químico y físico inglés William Crookes fue el pionero en el campo de los tubos de descarga, al inventar el tubo de Crookes, un tubo de descarga experimental en el que pudo estudiar el comportamiento de los rayos catódicos que lo atravesaban. Crookes destacó por estos estudios de los rayos catódicos al resultar fundamentales para el desarrollo de la física atómica, puesto que ayudaron a desvelar la estructura del átomo. Sus investigaciones consistieron en observar los efectos de las descargas eléctricas en el espacio oscuro alrededor del cátodo, situado en el interior de los tubos que tenían una atmósfera muy tenue de gas, actualmente es denominado espacio oscuro de Crookes en su honor. Demostró que los rayos catódicos se desplazaban en líneas rectas y producían fosforescencia al chocar con determinadas sustancias (luego estaban formados por partículas materiales cargadas negativamente). Además Crookes aplicó las técnicas espectroscópicas para estudiar los compuestos de selenio. En 1861 Crookes usó el mismo proceso para descubrir el talio en algunos depósitos seleníferos. Continuó trabajando con el nuevo elemento, lo aisló y estudió sus propiedades, y en 1873 determinó su peso atómico.

### Kekulé y la estructura orgánica

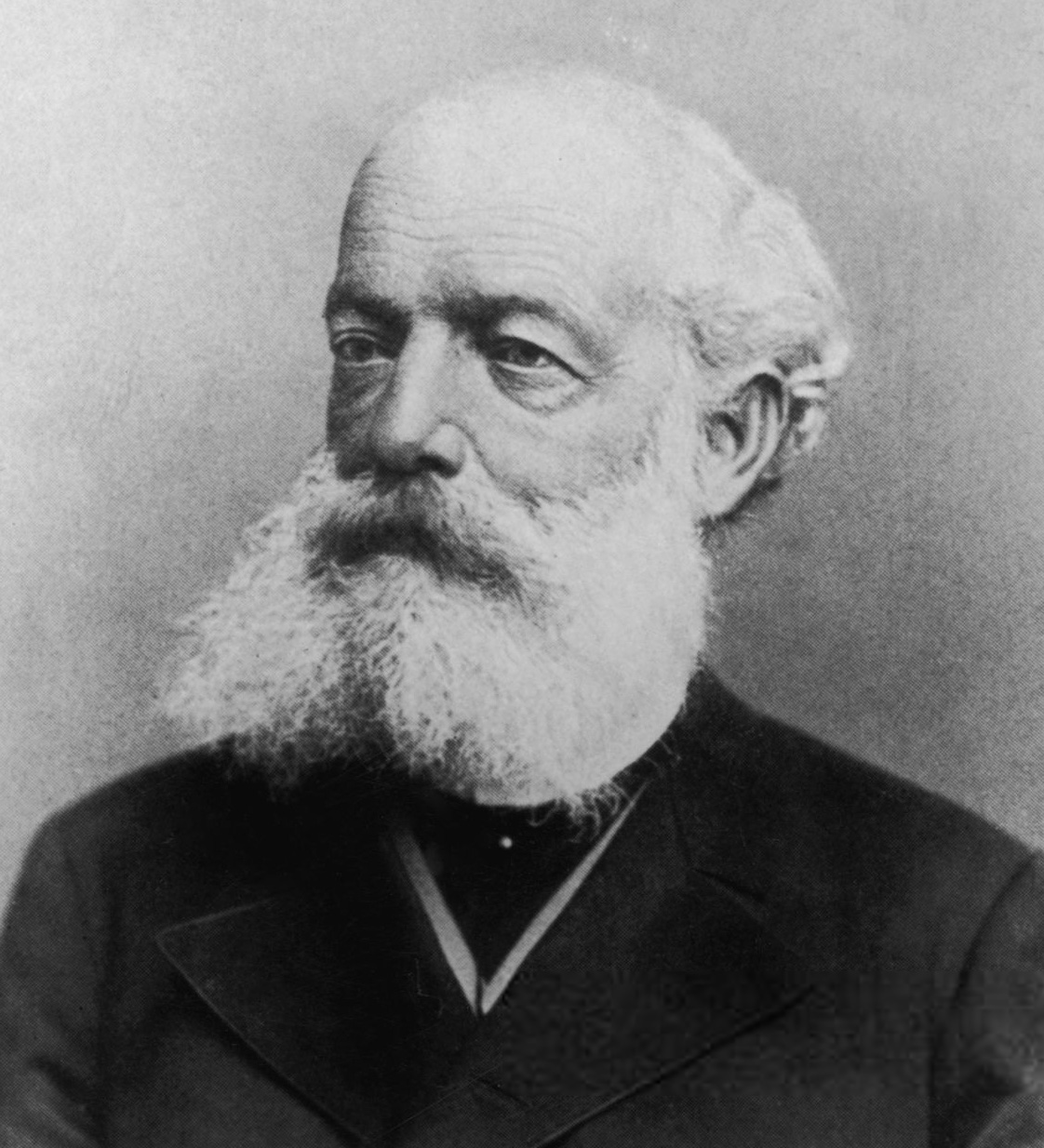
August Kekulé.

Estructura propuesta por Kekulé para el benceno.

La contribución más importante del químico alemán Friedrich August Kekulé von Stradonitz fue su teoría estructural para los compuestos orgánicos, resumida en dos artículos publicados en 1857 y 1858 y desarrollada en gran detalle en su popular obra Lehrbuch der organischen Chemie (Manual de química orgánica), cuyo primer tomo apareció en 1859 y terminó teniendo cuatro volúmenes. Kekulé explicó que los átomos de carbono tetravalentes (que pueden formar cuatro enlaces químicos) se unen unos a otros para formar cadenas, que denominó cadena de carbonos o carboesqueleto, y con el resto de valencias se pueden unir a otros tipos de átomos (como hidrógeno, oxígeno, nitrógeno y cloro). Estaba convencido de que era posible encontrar esta estructura en todas las moléculas orgánicas, al menos en todas las conocidas en la época. Kekule no era el único químico de la época en creerlo. El químico escocés Archibald Scott Couper publicó una teoría similar casi al mismo tiempo, y el ruso Aleksandr Butlerov hizo mucho por clarificar y expandir la teoría. Sin embargo Kekulé fue el principal difusor de la teoría y sus ideas prevalecieron en la comunidad científica.
En 1864, Cato Guldberg y Peter Waage, a partir de las ideas de Claude Louis Berthollet propusieron la ley de acción de masas. En 1865, Johann Josef Loschmidt determinó el número exacto de moléculas que contiene un mol de sustancia, posteriormente denominado constante de Avogadro.
En 1865, August Kekulé se basó parcialmente en el trabajo de Loschmidt, entre otros, para establecer la estructura del benceno, explicándola como un anillo de seis átomos de carbono con enlaces simples y dobles alternados. La novedosa propuesta de Kekulé de estructura cíclica del benceno fue muy polémica pero nadie en la época aportó una mejor. Actualmente se sabe que gran parte de los compuestos orgánicos contienen estructuras cíclicas como el benceno, denominadas aromáticas.

### Mendeléyev y la tabla periódica
En 1869, los científicos ya habían descubierto 66 elementos diferentes y habían determinado su masa atómica. Comprobaron que algunos elementos tenían propiedades químicas similares y hubo varios intentos de clasificarlos según algunas de ellas con más o menos acierto. En 1829 el químico J. W. Döbereiner organizó un sistema de clasificación de elementos en el que estos se congregaban en grupos de tres denominados tríadas. Las propiedades químicas de los elementos de una tríada eran similares y sus propiedades físicas variaban de manera ordenada con su masa atómica. En 1862 Alexandre-Emile Béguyer de Chancourtois publicó su hélice telúrica, una clasificación tridimensional de los elementos. En 1864 John Newlands propuso la ley de las octavas y el mismo año Lothar Meyer desarrolló otra clasificación con 28 elementos organizados según su valencia.

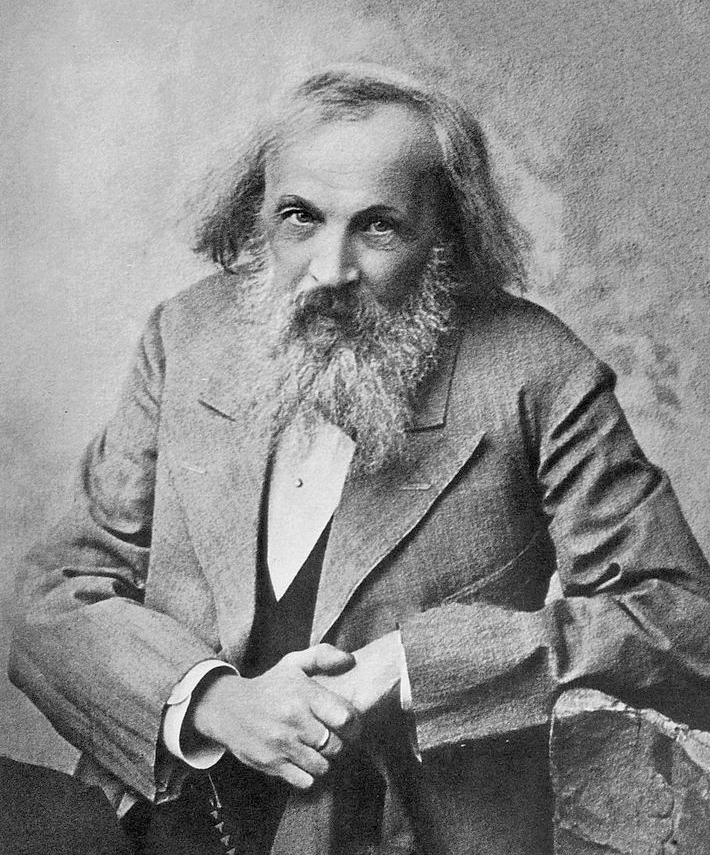
Dmitri Mendeléyev creador de la Tabla periódica.

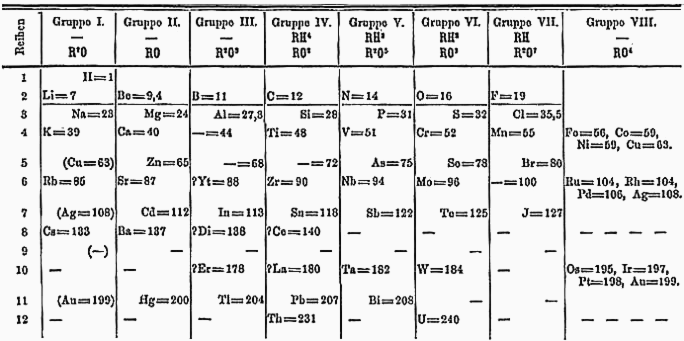
Tabla periódica de 1871 realizada por Dmitri Mendeléyev.

Pero quien terminó dando sentido a una lista ordenada de los elementos conocidos (que nos ayudaría a entender la estructura interna de los átomos) fue Dmitri Ivanovich Mendeléyev al desarrollar la primera tabla periódica de los elementos moderna. El químico ruso Mendeléyev intuyó que había algún tipo de orden entre los elementos y pasó más de treinta años recolectando datos y dando forma al concepto, inicialmente con la intención de aclarar el desorden para sus alumnos. Mendeléyev acomodó los 66 elementos conocidos en ese momento en su tabla periódica por orden creciente de peso atómico, pero también atendiendo a sus propiedades, y acertó al dejar huecos en la tabla para elementos todavía no descubiertos. Mendeléyev descubrió que cuando se ordenaban los elementos químicos en fila según aumentaba el peso atómico, hasta llegar a uno que tuviera propiedades similares al inicial, que se situaría en una nueva fila debajo, en la tabla resultante se encontraban patrones recurrentes, o periodicidad, en las propiedades de los elementos tanto en las filas (periodos) como en las columnas (grupos). Publicó su descubrimiento en 1869 en su obra Principios de química. Además su sistema le permitió predecir con bastante exactitud las propiedades de elementos no descubiertos hasta el momento. En su versión de la tabla de 1871, predijo las propiedades que tendrían probablemente tres elementos todavía no descubiertos a los que denominó ekaboro (Eb), ekaaluminio (Ea) y ekasilicio (Es), que coincidieron con las del escandio, galio y germanio, al ser descubiertos, lo que consiguió la aceptación generalizada de este sistema de ordenación.
Sin embargo, la tabla de Mendeléyev no era del todo perfecta. Posteriormente tras el descubrimiento de varios elementos nuevos y de perfeccionarse los métodos de determinación de las masas atómicas, se descubrió que algunos elementos no estaban en el orden correcto. La causa de este problema la determinaría más adelante el químico inglés Henry Moseley, cuando se conociera mejor la naturaleza del átomo, quién descubrió que lo que determinaba un claro patrón periódico de las propiedades de los átomos, es el número de protones que contiene cada elemento en su núcleo, o número atómico, y no la masa atómica. Además no aparecía ninguna columna para los gases nobles, pero en esas fechas no se conocía todavía ninguno.

### Josiah Willard Gibbs

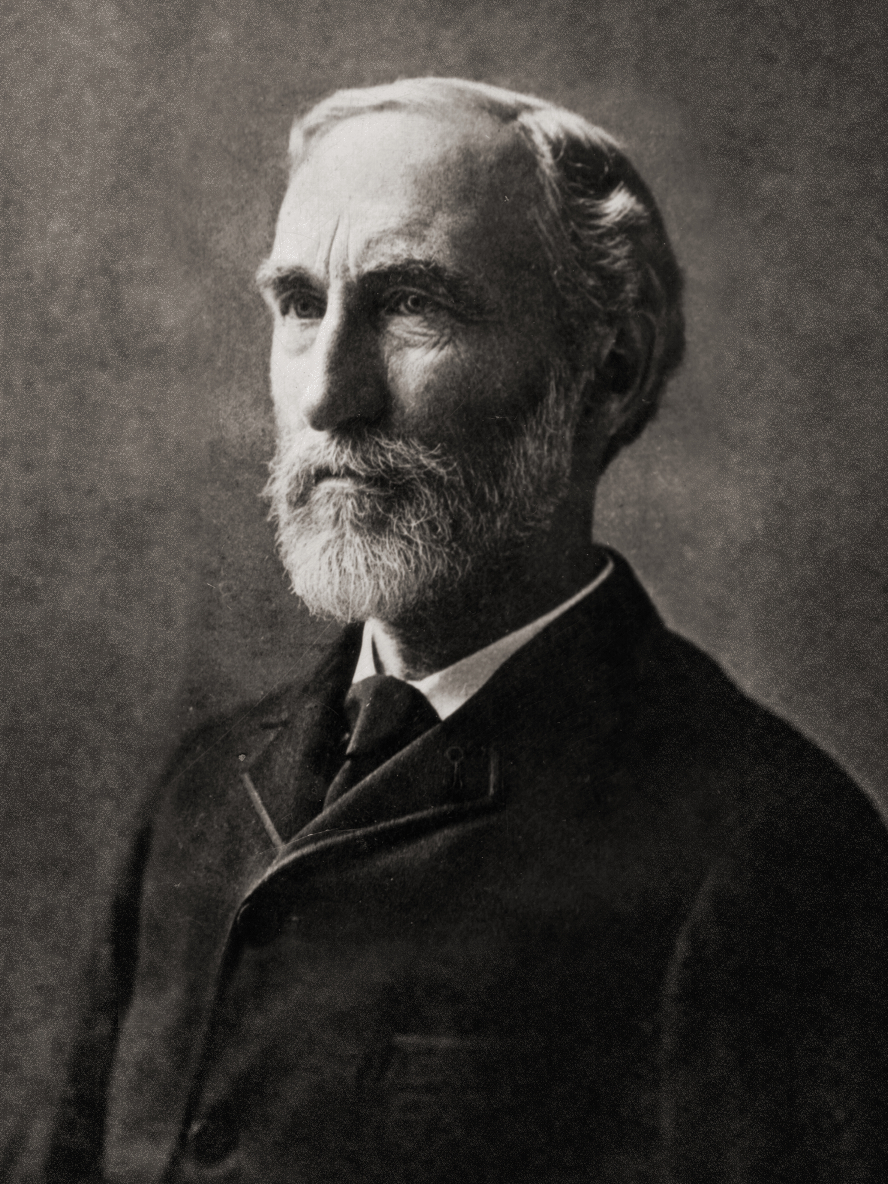
J. Willard Gibbs formuló el concepto de equilibrio termodinámico en términos de energía y entropía, y los relacionó con el movimiento de las partículas.

La obra del físico estadounidense J. Willard Gibbs sobre las aplicaciones de la termodinámica fue fundamental para transformar la química física en una ciencia deductiva rigurosa. Durante el periodo de 1876 a 1878, Gibbs trabajó en los principios de la termodinámica, aplicándolos a los complejos procesos implicados en las reacciones químicas. Definió el concepto de potencial químico, o la tendencia de que una reacción química se produzca. En 1876, publicó su obra más famosa, On the Equilibrium of Heterogeneous Substances (Sobre el equilibrio de las substancias heterogéneas), una recopilación de sus trabajos de termodinámica y química física en la que desarrolla el concepto de energía libre para explicar la base física del equilibrio químico. Con las ecuaciones de la energía libre, Gibbs relaciona matemáticamente todas las variables involucradas en una reacción química (temperatura, presión, volumen, energía y entropía). En este ensayo donde inicia sus teorías sobre las fases de la materia, considera a cada estado de la materia es una fase y cada sustancia un componente y las relacionó en una ecuación, conocida como regla de las fases de Gibbs, que sirve para determinar los grados de libertad de un sistema en equilibrio. En esta obra quizás su contribución más destacada es la introducción del concepto de energía libre, por lo que una de sus formas se denomina actualmente energía libre de Gibbs en su honor. La energía libre de Gibbs relaciona la tendencia de un sistema físico o químico a disminuir su energía y aumentar su desorden (entropía) simultáneamente en los procesos naturales espontáneos. Las conclusiones de Gibbs permiten a los investigadores calcular los cambios en la energía libre de un proceso, como una reacción química, y determinar la velocidad a la que ocurrirá. Como virtualmente todos los procesos químicos y muchos físicos implican cambios de este tipo, su obra tiene un impacto significativo tanto en los aspectos teóricos como experimentales de esta ciencia.
En 1877, Ludwig Boltzmann estableció las causas estadísticas de muchos de los conceptos químicos y físicos, incluida la entropía, y la relación con las distribuciones de las velocidades moleculares en un gas. Junto a Boltzmann y James Clerk Maxwell, Gibbs creó una nueva rama de la física teórica denominada mecánica estadística (término que él acuñó), que explica que las leyes de la termodinámica son la consecuencia de las propiedades estadísticas de grandes conjuntos de partículas en interacción. Las relaciones causa-efecto que estableció Gibbs entre las propiedades estadísticas de los sistemas con muchas partículas y las leyes fenomenológicas de la termodinámica (T, p, V, S y U) se presentaron en su influyente libro de texto Elementary Principles in Statistical Mechanics (Principios elementales de mecánica estadística), publicado en 1902, un año antes de su muerte. En esta obra Gibbs revisa en profundidad la relación entre las leyes de la termodinámica y la teoría estadística del movimiento molecular.

### Van't Hoff y Arrhenius

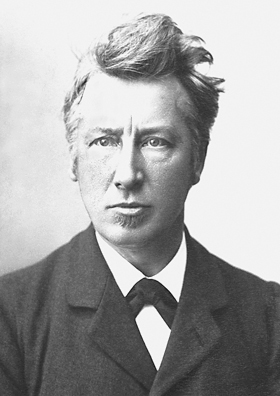
Jacobus Henricus van 't Hoff ganó el primer Premio Nobel de química de la historia por sus trabajos sobre la dinámica química y las disoluciones.

En 1873, Jacobus Henricus van 't Hoff y Joseph Achille Le Bel trabajando independientemente desarrollaron un modelo de enlace químico que explicaba los experimentos de quiralidad de Pasteur y proporcionaba una causa física para la actividad óptica de los compuestos quirales. La publicación de van 't Hoff Voorstel tot Uitbreiding der Tegenwoordige in de Scheikunde gebruikte Structuurformules in de Ruimte (Propuesta para el desarrollo de las fórmulas químicas estructurales de tres dimensiones), que constaba de doce páginas de texto y una de diagramas, impulsó el desarrollo de la estereoquímica. En esta publicación se trata del concepto de «átomo de carbono asimétrico» que explica la existencia de numerosos isómeros, que no se podían explicar con las fórmulas estructurales existentes hasta entonces. Además señalaba que existía relación entre la actividad óptica y esta asimetría del átomo de carbono. Además, en 1884 Jacobus Henricus van 't Hoff publicó Études de Dynamique chimique (Estudios de química dinámica), un influyente ensayo sobre cinética química. En esta obra explica la relación termodinámica entre el calor de reacción y el desplazamiento del equilibrio como resultado de una variación de temperatura. A volumen constante, el equilibrio de un sistema tiende a desplazarse hacia la dirección que se oponga al cambio de temperatura. Este principio sería ampliado al año siguiente por Henry Louis Le Châtelier, incluyendo los cambios de volumen y presión. Esta regla denominado principio de Le Chatelier, explica los efectos que ejercen las influencias externas sobre la dinámica del equilibrio químico.

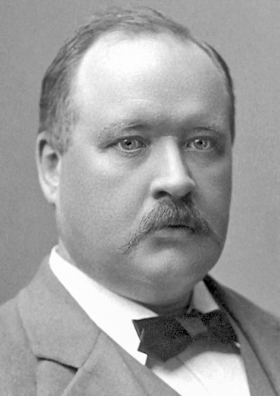
Svante Arrhenius, Premio Nobel de Química de 1903 por su contribución en el campo de las disociaciones electrolíticas.

En 1883, científico sueco Svante Arrhenius desarrolló la teoría iónica para explicar la conductividad de los electrolitos, suponiendo que algunos solutos que en estado sólido eran neutros se componían de partículas cargadas (iones) que compensaban su carga entre sí, y que se separaban en el seno de una disolución. En 1885 J. H. van 't Hoff publicó L'Équilibre chimique dans les Systèmes gazeux ou dissous à I'État dilué (Equilibrio químico en sistemas gaseosos o de soluciones muy diluidas), donde demuestra que la "presión osmótica" en las soluciones que están suficientemente diluidas es proporcional a la concentración y la temperatura absoluta, de forma que esta presión puede expresarse por una fórmula que solo se diferencia de la ecuación de presión de los gases en un coeficiente i. También determinó el valor de este i por varios métodos. Así van 't Hoff pudo probar que las leyes de la termodinámica para los gases también podían aplicarse a las soluciones diluidas. Además sus leyes para la presión demostraron la validez de la teoría de la disociación electrolítica de Arrhenius.

### Descubrimientos de finales delsigloXIX

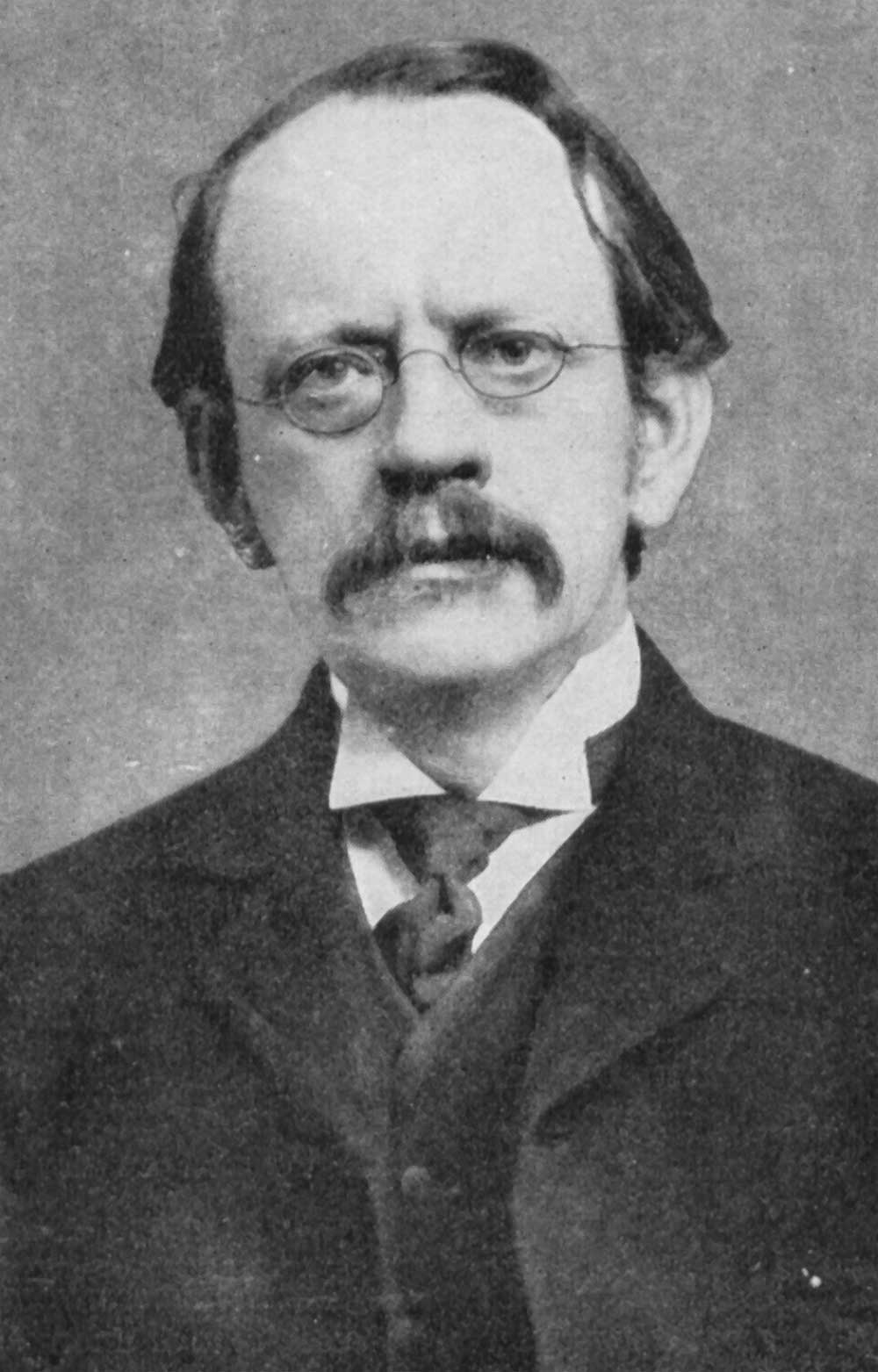
Joseph John Thomson descubrió los electrones en 1897.

En 1884, Hermann Emil Fischer propuso la estructura de la purina, la base de muchas biomoléculas, que posteriormente consiguió sintetizar en 1898. Además inició el trabajo de la química de la glucosa y otros azúcares relacionados.
En 1885, Eugene Goldstein le dio su nombre a los rayos catódicos, y en 1888 continuando su investigación sobre tubos de descarga descubrió los rayos canales, lo que posteriormente ayudaría a desvelar la estructura del núcleo de los átomos.
En 1892, John Strutt descubrió que el nitrógeno que se encontraba en los compuestos químicos tenía un peso menor que el atmosférico, y supuso que se trataba porque estos compuestos incluían algún gas más ligero que disminuía el peso total. En cambio el químico escocés William Ramsay atribuyó esta discrepancia a la presencia de un gas más pesado todavía no descubierto mezclado con el nitrógeno atmosférico. Usando dos métodos diferentes para eliminar todos los gases conocidos del aire, Ramsay y Rayleigh consiguieron aislar un nuevo gas en 1894, y anunciaron que habían descubierto un gas, monoatómico e inerte, que constituía casi el 1 % de aire atmosférico, al que llamaron argón, el primero de los gases nobles en ser descubierto. Al año siguiente Ramsay liberó otro gas inerte de un mineral llamado cleveíta, que resultó ser el helio, cuyo espectro coincidía con el de la luz solar, lo que demostraba su presencia en el Sol y determinó que se nombrara como la deidad solar griega, Helios. En su obra The Gases of the Atmosphere (Los gases de la atmósfera, 1896), Ramsay predijo que según las posiciones del helio y el argón en la tabla periódica existirían al menos tres gases nobles más. En 1898 Ramsay y el químico inglés Morris W. Travers aislaron estos tres elementos (el neón, kriptón y xenón) a partir del aire licuado. Posteriormente (1903) William Ramsay trabajó con Frederick Soddy para demostrar que las partículas alfa eran núcleos de helio que se desprendían continuamente en la descomposición del radio.
En 1893, Alfred Werner descubrió la estructura octaédrica de los complejos de cobalto, el primer complejo de coordinación.
En 1897, Joseph John Thomson descubrió el electrón, usando un tubo de rayos catódicos. En 1898 Wilhelm Wien demostró que los rayos canales (una corriente de iones positivos) podían desviarse por los campos magnéticos, y que la desviación era proporcional a su relación masa carga. Este descubrimiento además de ayudar a conocer la estructura del núcleo de los átomos, sería la base para desarrollar la técnica de análisis químico denominada espectrometría de masas.

### Marie y Pierre Curie

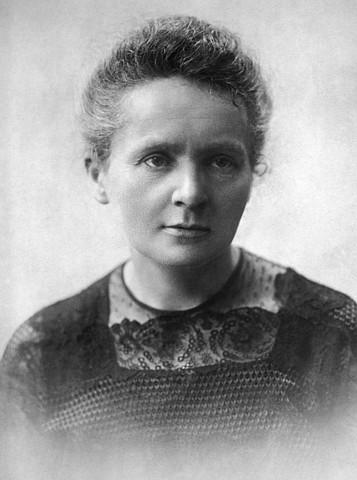
Marie Curie fue la primera persona en ganar dos premios Nobel (y la única hasta la fecha en dos disciplinas científicas distintas) por sus trabajos en el campo de la radioactividad.

Pierre Curie y Marie Curie fue un matrimonio franco-polaco de científicos famoso por su investigación pionera en el campo de la radioactividad. Se considera que la investigación que realizaron ambos y Henri Becquerel fue la piedra angular de la era nuclear. Marie quedó fascinada con la obra de Becquerel, el físico francés que descubrió en 1896 que el uranio emitía rayos similares a los rayos X descubiertos por Wilhelm Röntgen. Marie Curie empezó a estudiar el uranio a finales de 1897 y teorizó, según un artículo suyo de 1904: «que la emisión de rayos de los compuestos de uranio es una propiedad del propio metal, que es una propiedad atómica del elemento uranio independiente de su estado químico o físico.» Curie continuó y amplió el trabajo de Becquerel realizando sus propios experimentos sobre las emisiones del uranio. Descubrió que las emisiones de rayos eran constantes, sin importar la forma o las condiciones en que se encontrara el uranio, por lo que supuso que se debían a la estructura atómica del elemento. Este descubrimiento supondría el inicio de la física atómica. Los Curie acuñaron el término radioactividad para describir el fenómeno.

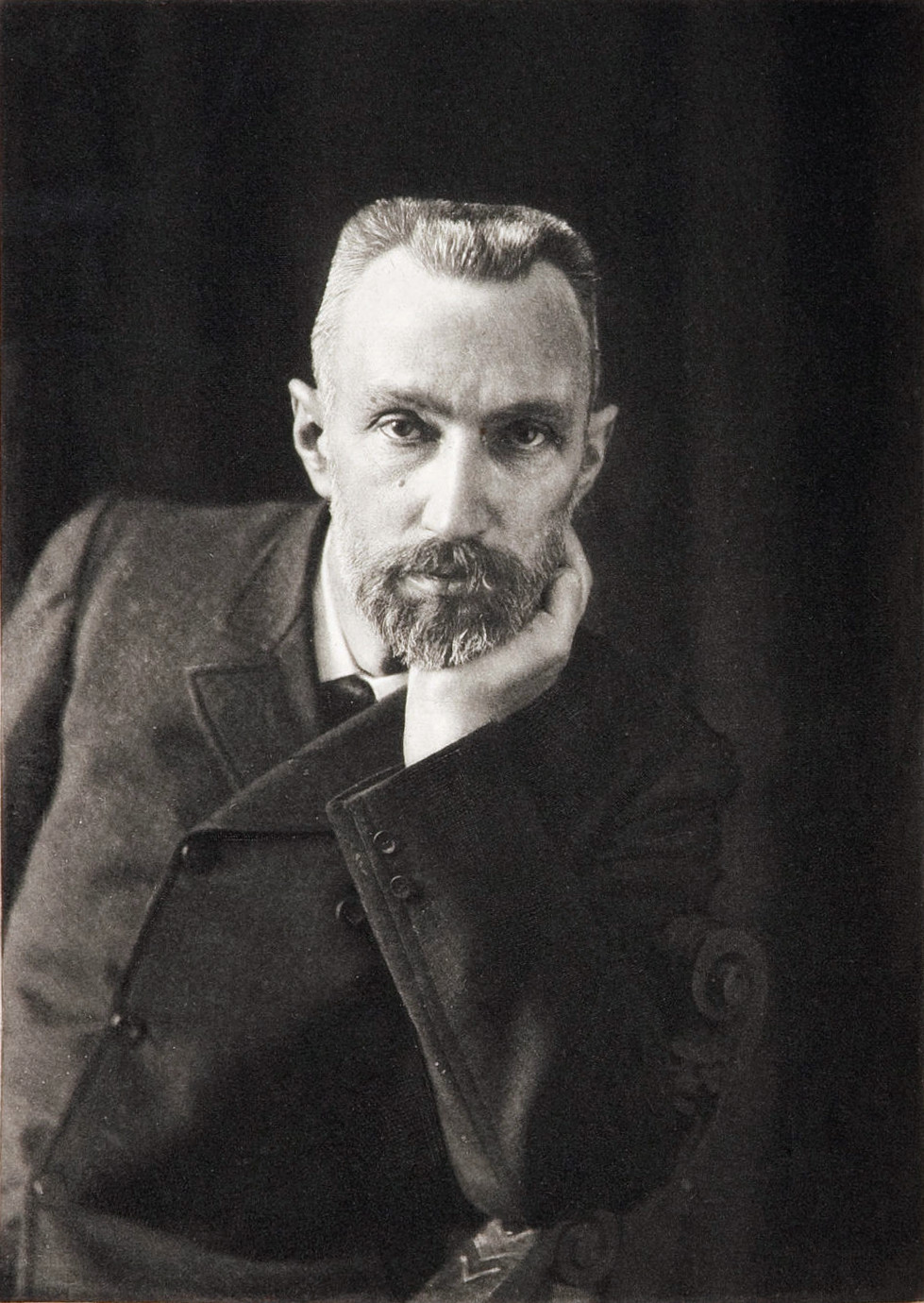
Pierre Curie además de la radiactividad estudió además el magnetismo, descubriendo la ley de Curie y la temperatura de Curie.

Pierre y Marie prosiguieron estudiando las sustancias radiactivas separando las presentes en toneladas de la mena de uranio y usando el electrómetro para medir la radiación y detectar cualquier mínima cantidad de elementos radiactivos, una tarea que requiere recursos industriales y que ellos consiguieron en condiciones relativamente rudimentarias. Trabajando con el pechblenda la pareja descubrió un nuevo elemento radiactivo, al que llamaron polonio, en honor del país de origen de Marie. El 21 de diciembre de 1898, descubrieron la presencia de otro elemento radiactivo en la pechblenda, el radio. Entonces la pareja Curie inició el trabajo para aislar el polonio y el radio de sus compuestos naturales, para demostrar que eran elementos químicos. En 1902, los Curie anunciaron que habían conseguido un decigramo de radio puro. Les llevó tres años aislar el radio pero nunca fueron capaces de aislar el polonio. Los Curie, junto a Henri Becquerel, recibieron el Premio Nobel de física de 1903 por su estudio de la radiactividad. Marie Curie recibió el Premio Nobel de química en 1911 por el descubrimiento del radio y el polonio. Por ello Marie Curie fue la primera mujer en recibir un Premio Nobel, la primera persona en recibir dos Premios Nobel y la única en recibirlos en dos disciplinas científicas diferentes.
Aunque Pierre trabajó junto a Marie en la extracción de sustancias de las minas minerales se concentró en el estudio físico de la radiación de los nuevos elementos (incluidos los efectos químicos y luminosos). Utilizando campos magnéticos sobre los rayos que emitía el radio, consiguió demostrar que contenía partículas positivas, negativas y radiación ionizante, que Ernest Rutherford posteriormente denominaría rayos alfa, beta y gamma. Pierre entonces estudió estas radiaciones por calorimetría y observó los efectos físicos del radio, abriendo el camino de la radioterapia, y posteriormente Marie Curie supervisó los primeros tratamientos de radioterapia contra el cáncer. Pierre Curie además estudió el magnetismo y descubrió que las sustancias ferromagneticas pierden sus propiedades magnéticas por encima de una temperatura crítica, denominada temperatura de Curie. Lamentablemente falleció tempranamente en 1906 atropellado por un carruaje en París. Sus obras completas se publicaron en 1908.

## SigloXX: se revela la estructura del átomo

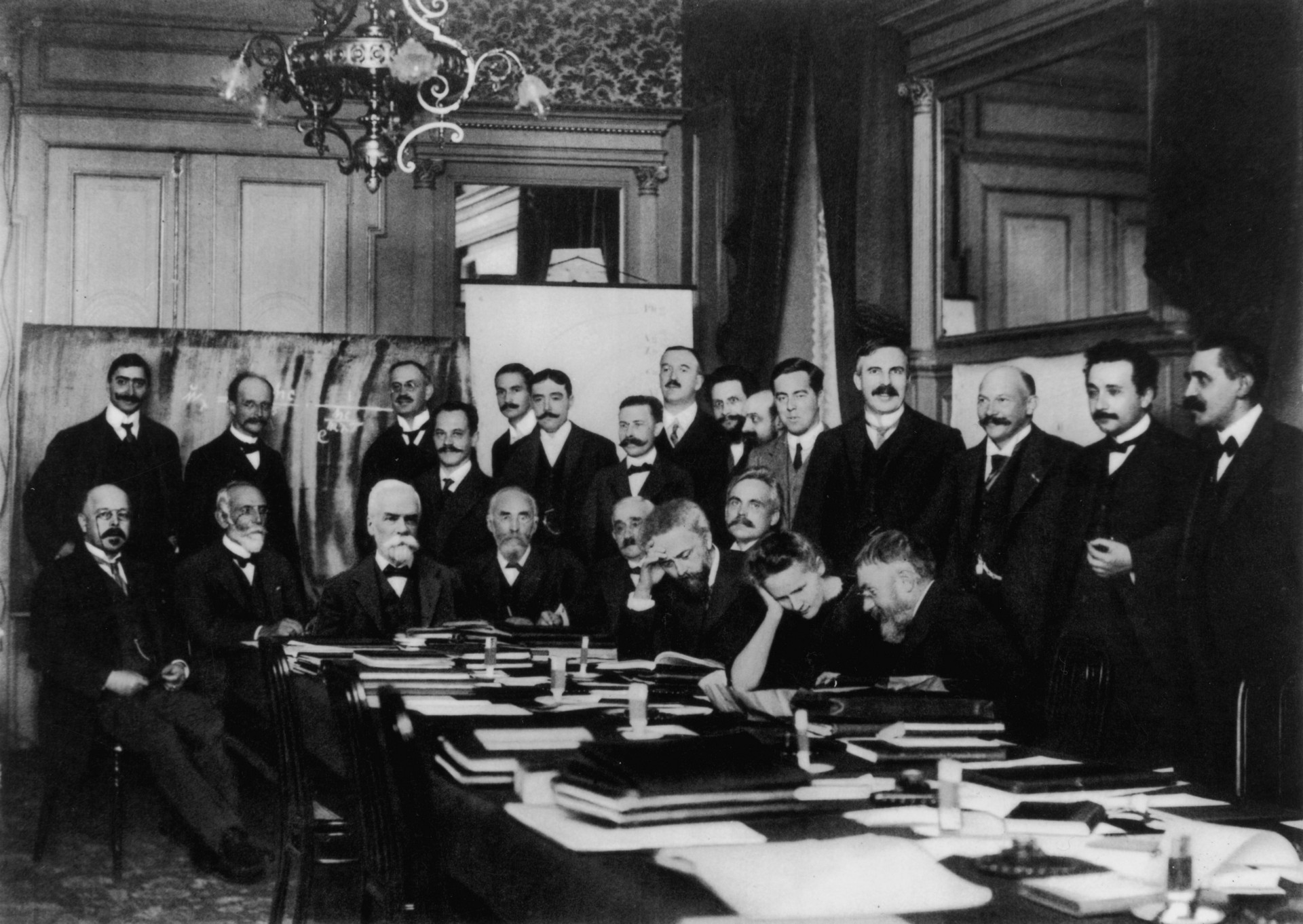
El primer congreso de Solvay celebrado en Bruselas en 1911 es considerado un punto de inflexión de la química y la física.

A principios de este siglo surgen varios modelos atómicos que tratarían de paliar las deficiencias de la teoría atómica de Dalton, que se basaron en gran medida en los datos acumulados por la espectroscopía y los experimentos con tubos de descarga en la última parte del siglo anterior. Tras haber descubierto la existencia de los electrones, en 1903 el primero en elaborar un nuevo modelo atómico fue J. J. Thomson que propuso que los electrones se distribuían uniformemente en el interior del átomo suspendidos en una nube de carga positiva, por lo que a su teoría se la denominó modelo del budín de pasas. En 1904 el físico japonés Hantaro Nagaoka propuso uno modelo atómico orbital con un núcleo denso y macizo.

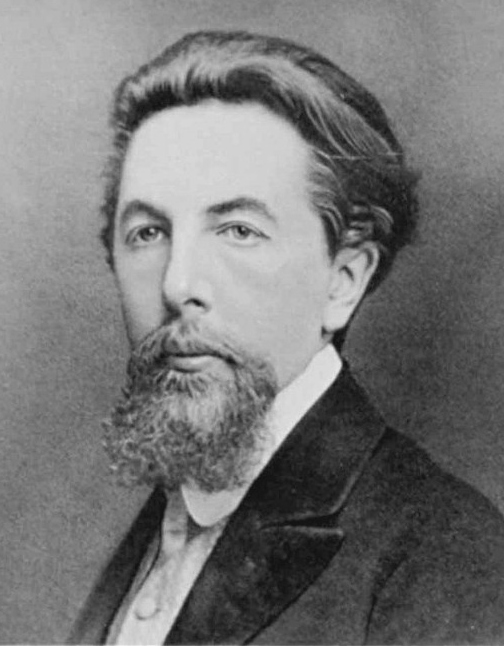
Mijaíl Tsvet inventó la cromatografía.

En 1903, el botánico ruso Mijaíl Tsvet inventó la cromatografía, una técnica trascendental para la química analítica, con la intención de separar sustancias contenidas en las plantas. La cromatografía es un método físico para separar mezclas complejas que se basa el principio de retención selectiva, ya que diferencias sutiles en el coeficiente de partición de los compuestos da como resultado una retención diferencial sobre una fase estacionaria y por tanto una separación efectiva, lo que permite identificar y determinar las cantidades de dichos componentes.
En 1905, Fritz Haber y Carl Bosch desarrollaron el proceso de Haber para fabricar a escala industrial amoniaco, un hito en la industria química con grandes consecuencias en la producción de fertilizantes y de munición. Actualmente la producción de alimentos de la mitad de la población del mundo depende de este método para la producción de fertilizantes. Haber, junto a Max Born, propuso el ciclo de Born-Haber para calcular la energía reticular en la formación de compuestos cristalinos iónicos. Además Haber es considerado el «padre de la guerra química» por el desarrollo de gases tóxicos que se usarían en la Primera Guerra Mundial.
En 1905, Albert Einstein explicó el movimiento browniano de forma que sustentaba definitivamente la teoría atómica. En 1907, Leo Baekeland inventó la baquelita, el primer plástico que se comercializó con éxito.
En 1909, el físico estadounidense Robert Andrews Millikan (discípulo de Walther Nernst y Max Planck) midió con gran precisión la carga individual del electrón, con su famoso experimento de las gotas de aceite, y consiguió confirmar que todos los electrones tenían la misma carga y masa. Y el mismo año S. P. L. Sørensen inventó el concepto de pH y desarrolló métodos para medir la acidez.
En 1911, Antonius van den Broek propuso la idea que los elementos de la tabla periódica se ordenaran según las cargas positivas de su núcleo, en lugar de por su peso atómico. En 1911 se realizó el primer Congreso Solvay en Bruselas con la asistencia de los químicos y físicos más prominentes de la época. En 1912 William Henry Bragg y William Lawrence Bragg propusieron la ley de Bragg que creó el campo de la cristalografía de rayos X, fundamental para estudiar la estructura cristalina de las sustancias químicas. También en 1912 Peter Debye desarrolló el concepto de dipolo molecular para describir la distribución asimétrica de carga de algunas moléculas.

Experimento de Rutherford.
Arriba: el resultado previsto si hubiera sido válido el modelo atómico de Thomson. Abajo: el resultado del experimento que demostró la existencia de un núcleo central positivo en el átomo.

### Ernest Rutherford y su modelo atómico

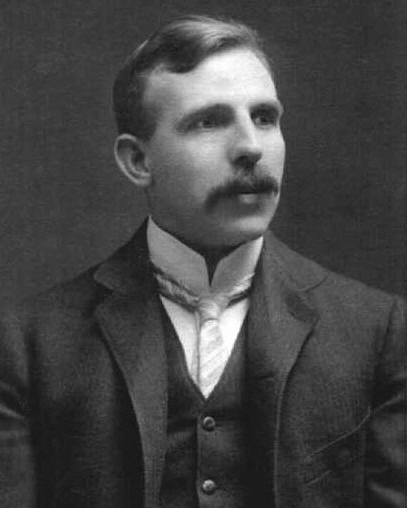
Ernest Rutherford descubridor del núcleo del átomo.

El físico de origen neozelandés Ernest Rutherford es considerado el padre de la física nuclear. Estudió y clarificó la naturaleza de las partículas radioactivas, además de darles nombre (rayos α, β y γ) demostrando que las dos primeras eran emisiones de partículas mientras que los rayos gamma eran radiación electromagnética de alta energía. En 1901 y 1902, Rutherford trabajó junto a Frederick Soddy, para explicar que la radioactividad eran emisiones debidas a la transmutación de los átomos, lo que hoy conocemos como reacciones nucleares. Demostraron experimentalmente que los átomos radiactivos se convertían espontáneamente en otros, expulsando porciones del átomo a gran velocidad.
También observó que la intensidad de la radioactividad de las muestras de los elementos radiactivos decrece con un patrón regular y propio hasta llegar a la estabilidad, y denominó a la mitad de este tiempo periodo de semidesintegración.
En 1906, Rutherford dirigió un experimento realizado por sus alumnos Hans Geiger (posteriormente conocido por el contador Geiger) y Ernest Marsden en la Universidad de Mánchester. En este célebre experimento, conocido como el experimento de Rutherford o experimento Geiger-Marsden, se bombardeó una finísima lámina de oro con un haz de partículas alfa, generadas por la descomposición del radón. El objetivo del experimento era evaluar la validez del modelo atómico de Thomson. Si los átomos de oro se ajustaban a este modelo las partículas α los atravesarían sin desviarse o haciéndolo pocos grados. Pero los resultados reales sorprendieron a Rutherford. Aunque muchas partículas α pasaban sin desviarse, un pequeño porcentaje sufría grandes desviaciones, incluso de más de 90 grados. Esto demostraba que en el interior de los átomos había una masa relativamente grande con carga positiva, a la que posteriormente Rutherford denominó núcleo atómico, con la que chocaban las partículas α; y refutaba por completo el modelo de Thomson. A partir de estos resultados Ernest Rutherford desarrolló su propio modelo atómico, según el cual el átomo estaba constituido por un núcleo central positivo relativamente grande con electrones girando a su alrededor como en un sistema planetario, aunque la mayor parte del átomo estaba vacía (la mayoría de las partículas α no encontraban nada con qué chocar). Rutherford fue galardonado con el Premio Nobel de química en 1908 por sus estudios sobre la radioatividad y la estructura del átomo.

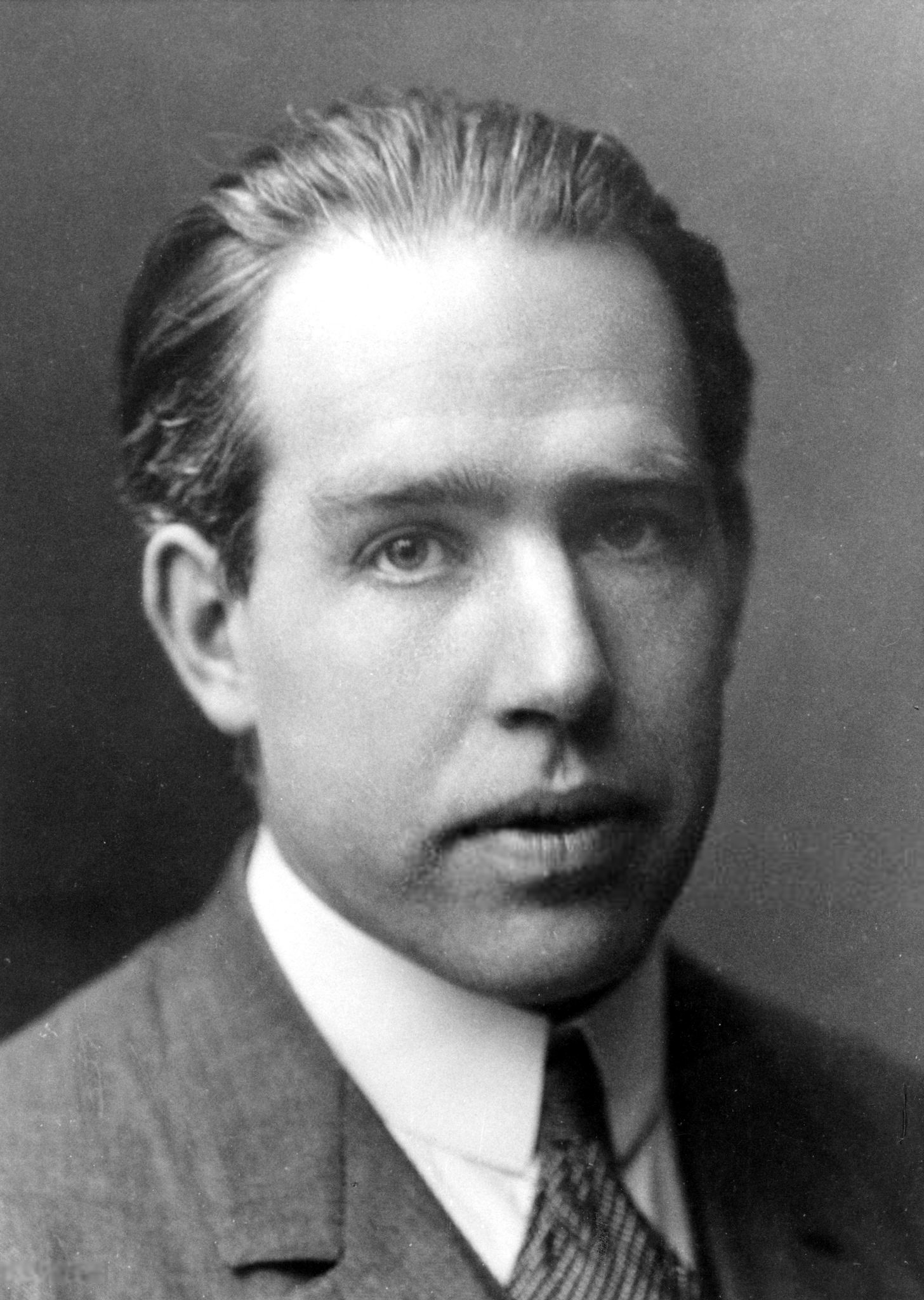
Niels Bohr desarrolló el modelo atómico de Bohr iniciando la mecánica cuántica.

### Modelo atómico de Bohr
A pesar de su gran avance, el modelo atómico de Rutherford presentaba un fallo teórico importante que los físicos no tardaron en señalar. Según la teoría electromagnética clásica una carga girando circularmente emitiría energía, lo que provocaría que los electrones perdieran energía por la emisión y terminaran trazando una espiral hasta precipitarse sobre el núcleo; por lo que los átomos no podrían ser estables así descritos. En 1913, el físico danés Niels Bohr subsanó esta deficiencia introduciendo el concepto de cuantización en la estructura del átomo, al proponer en su modelo atómico que los electrones no giraban en cualquier órbita, sino que tienen restringido su movimiento a órbitas de determinados niveles (aquellos cuyo momento angular fuera un múltiplo entero de h/2π) las cuales serían órbitas estacionarias, que no emitirían energía.

El modelo de Bohr para el átomo de hidrógeno (Z = 1) o iones monoelectrónicos (Z > 1) introduce el concepto de cuantización (determinada por n, número cuántico principal) a las órbitas permitidas al electrón, que emite o absorbe energía al pasar de una a otra (hν).

En el modelo de Bohr los electrones giran en órbitas circulares alrededor del núcleo en niveles cuantizados, es decir, solo determinados radios estaban permitidos. Las órbitas intermedias no existen y los electrones emiten o absorben energía para pasar a órbitas más bajas o altas, respectivamente. Como los electrones solo se encuentran en determinadas órbitas características de cada átomo, la magnitud de los saltos de energía que dan al ser excitados son únicos para cada elemento, y serían los que recogen los espectros atómicos. El gran éxito de este modelo fue que las líneas del espectro de emisión experimental del hidrógeno coincidían perfectamente con lo predicho por él. El modelo atómico de Bohr supuso un gran progreso, pero fue criticado por no explicar la causa de la cuantización (la planteó como un postulado) y su éxito con los espectros atómicos se reducía al hidrógeno y los iones con un solo electrón, no es capaz de predecir las interacciones más complejas en átomos con más de un electrón.
Neils Bohr además trabajó en el principio de complementariedad que afirma que el comportamiento del electrón puede interpretarse de dos formas válidas, como una onda o como una partícula, o lo que es lo mismo que las teorías corpuscular y ondulatoria de la luz no se excluyen sino que se complementan.

### Isótopos, protones, neutrones y modelo de Sommerfeld

Esquema del átomo de litio con protones, neutrones y electrones.

En 1913 Henry Moseley, trabajando sobre la idea inicial de van den Broek, introdujo el concepto de número atómico para arreglar los desajustes de la tabla periódica de Mendeléyev, que se basaba en el peso atómico. También en 1913 J. J. Thomson amplió la obra de Wien demostrando que las partículas subatómicas podían separarse según su relación carga masa, con una técnica denominada espectrometría de masas. El mismo año Frederick Soddy formuló el concepto de isótopo, afirmando que existían ciertos elementos con dos o más formas, con idénticas propiedades químicas, pero distinto peso atómico (contradiciendo el 2.º postulado de Dalton). Además en 1917 Soddy descubrió el elemento protactinio.
En el año 1918, Ernest Rutherford descubrió que cuando se disparaban partículas alfa contra el nitrógeno gas, sus detectores de centelleo captaban núcleos de hidrógeno, por lo que determinó que el núcleo de hidrógeno debía ser una partícula fundamental, descubriendo así el protón. Además Rutherford propuso en 1920 la existencia de partículas neutras en el núcleo para explicar que los núcleos no se desintegrasen por la repulsión electromagnética de los protones. Y finalmente James Chadwick en el año 1932 descubrió una partícula nuclear de masa similar al protón pero de carga neutra, al que denominó neutrón. Este descubrimiento explicaba los desajustes de la tabla periódica de Mendeléyev (la presencia de neutrones podía aumentar el peso atómico, pero no la carga del núcleo ni su número atómico), justificando así la modificación de Henry Moseley, y también la existencia de los isótopos (los isótopos tenían el mismo número de protones pero distinto de neutrones).
En 1916, Arnold Sommerfeld perfeccionó el modelo atómico de Bohr con el modelo atómico de Sommerfeld, que introdujo las órbitas elípticas con un nuevo número cuántico, el azimutal, y postulando que no solo el electrón se movía sino que también el núcleo giraba alrededor del centro de masas.
En 1931, Harold Clayton Urey detectó por primera vez uno de los isótopos más destacados, el deuterio o hidrógeno pesado.

### Gilbert N. Lewis
El físico químico estadounidense Gilbert Newton Lewis inició la teoría del enlace de valencia. Esta teoría se basa en que los enlaces químicos dependen de la cantidad de electrones que tengan los átomos en su capa más externa, o capa de valencia. En 1902, mientras Lewis intentaba explicar la valencia a sus alumnos, representó los átomos como si fueran cubos con los electrones en los vértices. Estos «átomos cúbicos» servían para explicar los ocho grupos de la tabla periódica y representaban la idea de que los enlaces químicos se formaban para que los átomos se transfirieran electrones unos a otros con objeto de completar los ocho electrones exteriores, un octeto, necesarios para alcanzar la estabilidad al conseguir la misma configuración electrónica exterior que un gas noble.

Estructura de Lewis de la formación de la molécula de oxígeno.

La teoría de Lewis del enlace químico siguió evolucionando y en 1916 publicó su influyente artículo The Atom of the Molecule (el átomo de la molécula), donde propuso que un enlace químico se forma por la interacción conjunta de dos electrones compartidos. El modelo de Lewis identificaba el enlace químico clásico con la compartición de un par de electrones entre los dos átomos enlazados. Lewis introdujo en este artículo los «diagramas de electrones de puntos» para representar las estructuras electrónicas de los átomos y las moléculas que actualmente se conocen como estructuras de Lewis, que se usan prácticamente en todos los libros de texto de introducción a la química.
Poco después de la publicación de este artículo de 1916, Lewis empezó a dedicarse a la investigación militar. No volvió al campo del enlace químico hasta 1923, cuando resumió magistralmente su modelo en la obra titulada Valence and the Structure of Atoms and Molecules (Valencia y la estructura de átomos y moléculas). Este renovado interés por la materia fue promovido por las actividades del químico estadounidense Irving Langmuir, investigador de General Electric, que entre 1919 y 1921 popularizó y desarrolló el modelo de Lewis. Posteriormente Langmuir acuñó el término enlace covalente. En 1921, Otto Stern y Walther Gerlach estabecieron el concepto mecánico cuántico de spin para las partículas subatómicas, que apoyaba la idea de pares de electrones.
Lewis desarrolló en 1923 la teoría del par de electrones libres para los ácidos y bases. Lewis redefinió el concepto de ácido para ampliarlo a cualquier átomo o molécula con un octeto incompleto capaz de aceptar un par de electrones. Y en contrapartida, las bases serían cualquier sustancia con su octeto completo y un par de electrones libres de enlace que pueda actuar como donante a un ácido. Los ácidos y bases de esta teoría se conocen como ácidos y bases de Lewis. En 1923, G. N. Lewis y Merle Randall publicaron Thermodynamics and the Free Energy of Chemical Substances (Termodinámica y la energía libre de las sustancias químicas), el primer tratado de termodinámica química moderno.
En la década de 1920, se adoptó rápidamente el modelo de Lewis de los pares de electrones principalmente en los campos de la química orgánica y la coordinación. En química orgánica esta aplicación se debe principalmente a la labor de los químicos británicos Arthur Lapworth, Robert Robinson, Thomas Lowry y Christopher Ingold; mientras que en el campo de la química de la coordinación el modelo de Lewis fue promocionado por las obras del químico estadounidense Maurice Huggins y el británico Nevil Sidgwick.

### Mecánica cuántica
En la década de 1920 se establecerán los fundamentos de la mecánica cuántica, que será decisiva para la desvelar la naturaleza y el comportamiento de las partículas subatómicas a partir de entonces.
En 1924, el físico Louis de Broglie publicó su revolucionaria tesis, en la que presentó la teoría de que el electrón se comporta con una dualidad onda partícula. En su época se consideraba que las ondas y los corpúsculos de materia y luz se comportaban de forma diferente, pero de Broglie sugirió que estas características aparentemente diferentes en realidad son el mismo comportamiento observado desde perspectivas diferentes — que las partículas pueden comportarse como ondas, y que las ondas (la radiación) pueden comportarse como las partículas. La propuesta de Broglie ofrecía una explicación a las restricciones de movimiento de los electrones en el interior del átomo. Las primeras publicaciones con la idea de "ondas materiales" de De Broglie despertaron poca atención entre los físicos de la época, pero una copia de su tesis doctoral cayó en manos de Albert Einstein, que la recibió con entusiasmo. Einstein no solo la difundió sino que trabajó para desarrollar el concepto.
En 1925, el físico austriaco Wolfgang Pauli estableció el principio de exclusión de Pauli, que afirmaba que dos electrones alrededor del mismo núcleo no pueden ocupar el mismo estado cuántico simultáneamente, que está definido por cuatro números cuánticos. Pauli hizo importantes contribuciones en los campos de la mecánica cuántica y teoría cuántica. Fue galardonado con el Premio Nobel de Física 1945 por su descubrimiento del principio de exclusión, además de por sus estudios del estado sólido y su hipótesis anticipando la existencia del neutrino.
Ecuación general de Schrödinger para una onda estacionaria:
{\displaystyle \mathrm {i} \hbar {\frac {\partial \psi (x,t)}{\partial t}}=-{\frac {\hbar ^{2}}{2m}}{\frac {\partial ^{2}\psi (x,t)}{\partial x^{2}}}+V(x)\psi }

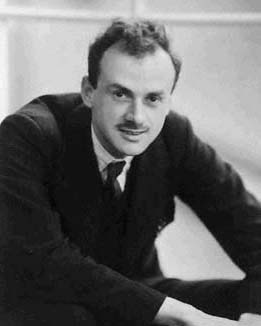
Paul Dirac, junto a Schrödinger, ganó el Premio Nobel de física de 1933 por sus contribuciones a la teoría atómica.

En 1926, a la edad de 39 años, el físico teórico Erwin Schrödinger creó la obra considerada el pilar de la mecánica cuántica ondulatoria. En esta obra describe su ecuación de diferenciales parciales que es la ecuación básica de la mecánica cuántica y que supone para la mecánica del átomo lo mismo que las leyes de Newton supusieron para la comprensión del movimiento de los planetas. Adoptando la propuesta de Louis de Broglie en 1924 de que la materia tiene una naturaleza dual y que en algunas situaciones se comportan como las ondas, Schrödinger desarrolla la teoría de este comportamiento plasmándolo en una ecuación de onda, actualmente conocida como la ecuación de Schrödinger. Las soluciones de la ecuación de Schrödinger, a diferencia de las ecuaciones de Newton, son funciones de onda que describen la probabilidad de que ocurra un hecho físico. La secuencia de trayectorias y posiciones fácilmente visualizables de la mecánica de Newton, en la mecánica cuántica se reemplazan por una noción más abstracta de probabilidades, lo que la hace más oscura y origina algunas paradojas. Por ejemplo a partir del modelo atómico de Schrödinger los electrones ya no se describirán en órbitas alrededor del átomo sino en orbitales.
El físico teórico alemán Werner Heisenberg también fue uno de los creadores clave de la mecánica cuántica. En 1925, Heisenberg descubrió la manera de formular las ecuaciones de la mecánica cuántica en términos de matrices. Por este descubrimiento sería galardonado con el Premio Nobel de Física de 1932, y en el futuro facilitaría el cálculo computacional. En 1927 publicó su principio de incertidumbre, en el que basó su pensamiento y por el que es más famoso. Con él Heisenberg demostró que al estudiar un electrón en un átomo se podía determinar su posición o su velocidad, pero era imposible conocer las dos al mismo tiempo.
En 1928, Paul Dirac formuló la ecuación de Dirac, una ecuación de onda relativista para partículas de espín ½, como el electrón, que es completamente consistente tanto con los principios de la mecánica cuántica como con la teoría de la relatividad especial, cuya aplicación a los átomos hidrogenoides da lugar al modelo atómico de Dirac.
Al comprobarse que los átomos no hacen honor a su nombre (se dividen en partes), el comportamiento ondulatorio de las partículas subatómicas y la potencialidad energética de las reacciones nucleares se redefiniría el ámbito de la química (como única ciencia que estudiaba la materia) quedando el estudio de la estructura del interior de átomo en el campo de la física.

### Química cuántica
Una vez asumidos los principios de la mecánica cuántica surge la química cuántica para aplicarlos al estudio de los enlaces químicos y de las estructuras de las moléculas y estructuras cristalinas. Algunos consideran que la química cuántica nació en 1926 con la ecuación de Schrödinger y su aplicación al átomo de hidrógeno, mientras que otros consideran que arranca en 1927 con el artículo «Wechselwirkung neutraler Atome und Homöopolare Bindung nach der Quantenmechanik» («La interacción de los átomos neutros y el enlace homopolar según la mecánica cuántica») de Walter Heitler y Fritz London Esta es la primera aplicación de la mecánica cuántica a la molécula de hidrógeno y al fenómeno del enlace químico. En los años siguientes se fueron acumulando progresos con los trabajos de Edward Teller, Friedrich Hund, Robert S. Mulliken, Max Born, J. Robert Oppenheimer, Linus Pauling, Erich Hückel, Douglas Hartree, Vladimir Aleksandrovich Fock, entre otros, que dilucidaron que las propiedades químicas estaban determinadas por las estructuras electrónicas de los átomos y sus compuestos.

Forma de algunos orbitales atómicos (arriba) y moleculares (abajo), junto a la regla de Madelung (izquierda) para determinar la secuencia de ocupación de los orbitales de un átomo formando su configuración electrónica (abajo).

Sin embargo, alrededor de 1930, se mantenía el escepticismo sobre la capacidad de la mecánica cuántica para resolver sistemas químicos más complejos debido a sus dificultades prácticas. Paul Dirac describe la situación:

Las leyes físicas subyacentes necesarias para [desarrollar] la teoría matemática de una gran parte de la física y toda la química son por tanto completamente conocidas, y la dificultad está solo en que la aplicación exacta de estas leyes conduce a ecuaciones demasiado complicadas para poder resolverse. Por ello es deseable que se desarrollen métodos prácticos aproximados de aplicación de la mecánica cuántica, que puedan conducir a la explicación de las principales características de los sistemas atómicos complejos sin demasiados cálculos.

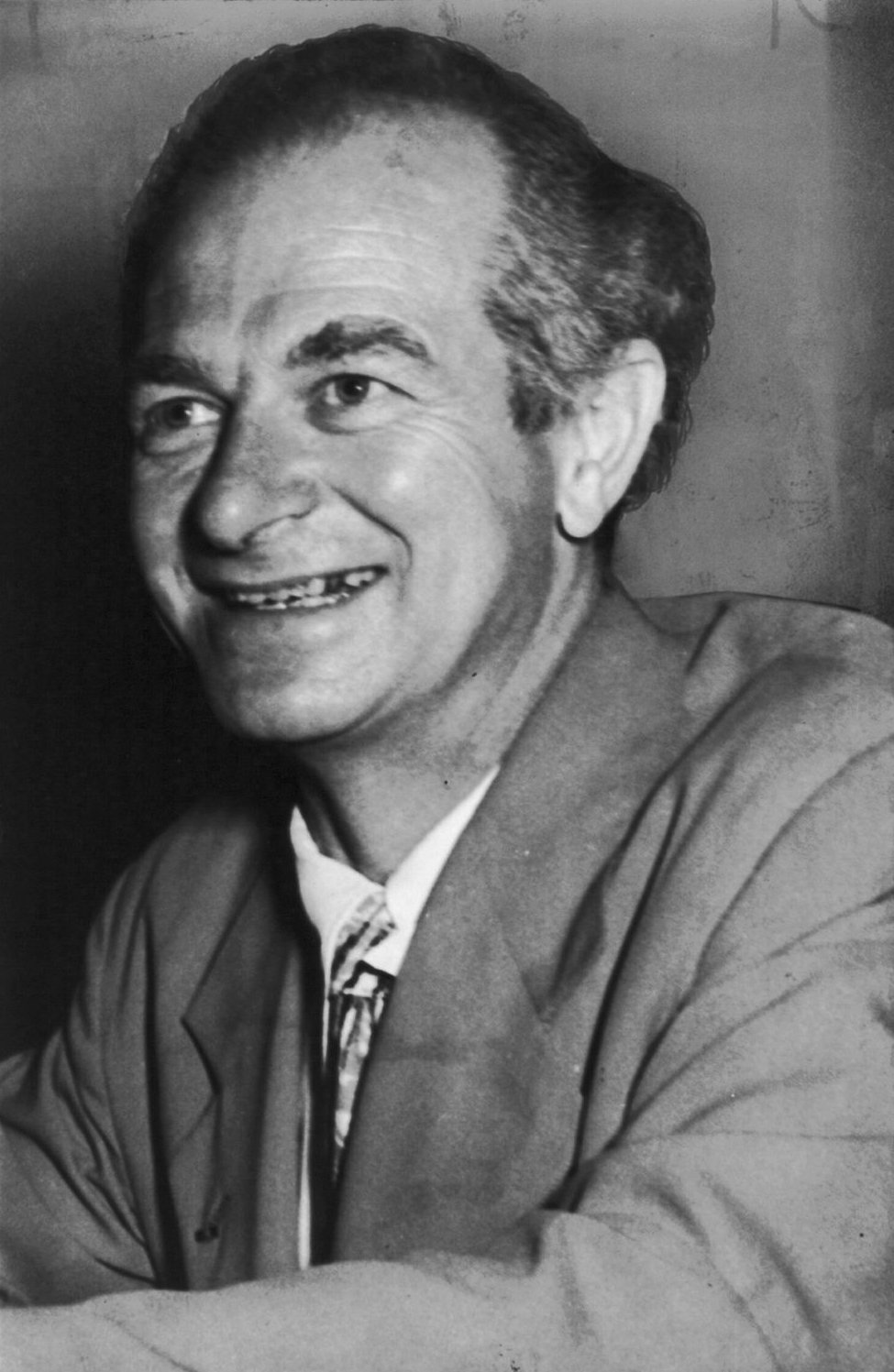
Linus Pauling recibió el Premio Nobel de Química de 1954 por sus estudios sobre el enlace químico.

En 1951, se publicó un artículo trascendental para la química cuántica «A Study of Two-Center Integrals Useful in Calculations on Molecular Structure» («Un estudio sobre integrales de dos centros útiles para los cálculos de estructura molecular») de Clemens C. J. Roothaan sobre las ecuaciones de Roothaan. que abrió el camino para la solución de las ecuaciones de campo autoconsistente para moléculas pequeñas como las del hidrógeno y nitrógeno. Estos cálculos se realizaron con la ayuda de tablas de integrales que se calculaban con los ordenadores más avanzados de la época. Los posteriores avances de la informática facilitarían la resolución y representación de las complicadas ecuaciones de onda resultantes.
La teoría de los orbitales moleculares (TOM) se desarrolló en los años posteriores a que se estableciera la teoría del enlace de valencia, alrededor de 1927, principalmente obra de Friedrich Hund, Robert Mulliken, John C. Slater y John Lennard-Jones. La TOM originalmente se denominó teoría Hund-Mulliken. El término orbital fue introducido por Mulliken en 1932. Alrededor de 1933 la TOM había sido aceptada generalizadamente como válida.
En los años 1940 muchos físicos dedicados a la física molecular y atómica se pasaron al campo de la física nuclear (como J. Robert Oppenheimer o Edward Teller). En esta época destacan los trabajos del químico estadounidense Glenn T. Seaborg aislando e identificando elementos transuránicos, siendo el coodescubridor de 10 de ellos (plutonio, americio, curio, berkelio, californio, einsteinio, fermio, mendelevio, nobelio y seaborgio). Compartió el novel de química de 1951 con Edwin Mattison McMillan por sus respectivos descubrimientos de elementos transuránicos. El seaborgio recibió este nombre en su honor en 1997, por lo que junto a Albert Einstein son las únicas personas que han recibido tal honor en vida.

### Mark Oliphant y el descubrimineto de la fusión nuclear

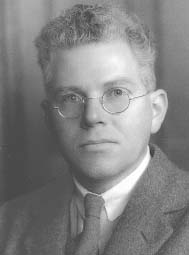
Mark Oliphant, en 1932, observó por primera vez la fusión de núcleos ligeros (isótopos de hidrógeno).

1932, observó por primera vez la fusión de núcleos ligeros (isótopos de hidrógeno). Gracias a los estudios de Ernest Rutherford de Transmutación nuclear conducidos por Mark Oliphant. Posteriormente, durante el resto del siglo, Hans Bethe estudió las etapas del ciclo principal de la fusión nuclear en las estrellas. La investigación acerca de la fusión para fines militares se inició en la década de 1940 como parte del Proyecto Manhattan, pero no tuvo éxito hasta 1952. La indagación relativa a fusión controlada con fines civiles se inició en la década de 1950, y continúa hasta el presente. 

### Bioquímica y biología molecular
Al iniciarse la década de 1940 el extenso trabajo coordinado de la química y la física había conseguido explicar las propiedades químicas sustentándolas en la configuración electrónica del átomo. El libro de Linus Pauling The Nature of the Chemical Bond (La naturaleza del enlace químico, 1939) usa los principios de la química cuántica para deducir los ángulos de los enlaces en moléculas cada vez más complicadas. Sin embargo, la compleja estructura de algunas de las moléculas biológicamente más relevantes todavía era desconocida.

Diagrama con los detalles de la estructura del ADN.

Aunque la clorofila había sido aislada en 1817 por los químicos franceses Pelletier y Caventou, su estructura no fue deducida hasta 1940 por Hans Fischer. En la década de 1940, el químico estadounidense Melvin Calvin inició sus investigaciones sobre la fotosíntesis, aplicando marcadores radiactivos de carbono 14 y detectó la secuencia de reacciones químicas generadas por las plantas al transformar dióxido de carbono gaseoso y el agua en oxígeno e hidratos de carbono, lo que en la actualidad se conoce como ciclo de Calvin.
En 1937 Hans Adolf Krebs descubrió que todas las reacciones del interior de las células conocidas involucradas en la respiración celular estaban relacionadas entre sí, denominando a esta sucesión de reacciones ciclo del ácido cítrico, más tarde conocido como ciclo de Krebs. Por este descubrimiento fue galardonado con el Premio Nobel de Fisiología o Medicina de 1953.
La mayoría de los aminoácidos, los componentes de las proteínas, se descubrieron entre 1819 y 1904. En 1926 Theodor Svedberg desarrolló la primera centrifugadora analítica y la utilizó para calcular el peso molecular de la hemoglobina. En 1933 Arne Wilhelm Kaurin Tiselius introdujo la electroforesis para separar a las proteínas en solución. En 1934 John Desmond Bernal y Dorothy Crowfoot Hodgkin demostraron que las proteínas, la pepsina en concreto, no eran coloides aleatorios ya que sus cristales producían patrones de difracción de rayos X. En 1951 Linus Pauling y Robert Corey propusieron las estructuras de cadena helicoidal (hélice α) y laminar (lámina β) las cuales fueron halladas posteriormente en muchas proteínas. En 1953 el experimento de Miller y Urey demostró que los aminoácidos, podían formarse a partir de moléculas inorgánicas simples a partir de un proceso de estimulación eléctrico que podía haberse producido en la Tierra, siendo el primer experimento de laboratorio en condiciones controladas sobre hipótesis del origen de la vida.
También en 1953 James Watson y Francis Crick dedujeron la estructura de doble cadena helicoidal del ADN encajando los datos de la estructura de sus partes constituyentes y los patrones de difracción de rayos X obtenidos por Rosalind Franklin. Este descubrimiento fue el detonante de la expansión del campo de la bioquímica. En 1957 se demostró el mecanismo de replicación del ADN mediante el experimento de Meselson-Stahl.
En 1983, Kary Mullis desarrolló el método para la autorreplicación del ADN, denominado reacción en cadena de la polimerasa (conocida por sus siglas en inglés como PCR) que revolucionaría su proceso químico de manipulación en los laboratorios, que haría posible la secuenciación del ADN de los organismos que culminaría en el inmenso Proyecto Genoma Humano, además de abrir su uso en criminalística y filiación, entre otros.

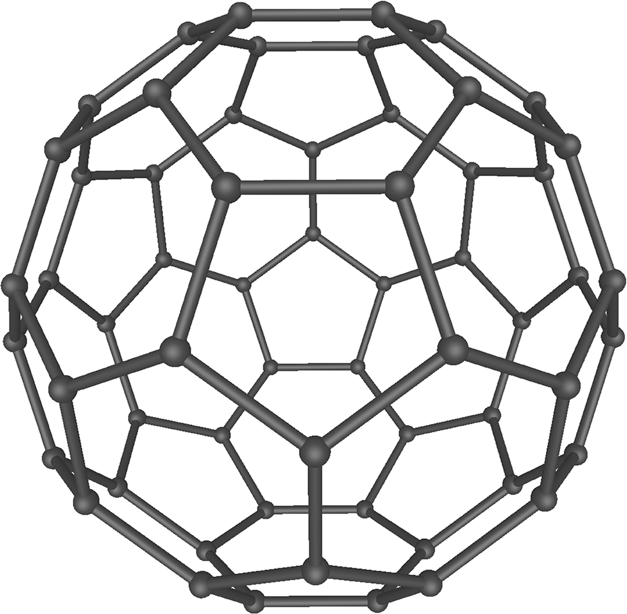
Buckminsterfullereno, C_{60}

### Finales delsigloXX
En 1970, John Pople creó el programa Gaussian que facilitó enormemente los cálculos de la química computacional, como la ecuación de Schrödinger molecular según la teoría de orbitales moleculares. En 1971 Yves Chauvin presentó una explicación al mecanismos de reacción de las Metátesis olefínicas. En 1975 Karl Barry Sharpless y su equipo descubrieron las reacciones de oxidación estereoselectivas, como la epoxidación de Sharpless, la dihidroxilación asimétrica de Sharpless, y la oxiaminación de Sharpless.
En 1985, Harold Kroto, Robert Curl y Richard Smalley descubrió los fullerenos, una clase de grandes moléculas de carbono con forma de poliedros con caras hexagonales o pentagonales, cuyo nombre conmemora al arquitecto Richard Buckminster Fuller famoso por usar diseños similares en sus cúpulas geodésicas. En 1991 Sumio Iijima usó el microscopio electrónico para descubrir un tipo de fullereno cilíndrico denominado nanotubo, aunque los primeros trabajos en este campo se habían realizado en 1951. Este material es un importante componente en el campo de la nanotecnología.
En 1994, Robert A. Holton y su equipo lograron la primera síntesis total del taxol.
En 1995, Eric Cornell y Carl Wieman consiguieron producir el primer Condensado de Bose-Einstein, un estado de agregación de la materia de ciertos materiales a muy bajas temperaturas predicho por la mecánica cuántica que no tiene un equivalente clásico.

### Historias y cronologías
- Cronología de la química
- Descubrimiento de los elementos químicos
- Historia de la bioquímica
- Historia de la cromatografía
- Historia de la electroquímica
- Historia de la energía
- Historia de la física
- Historia de la tabla periódica
- Historia de la teoría molecular
- Historia de la termodinámica
- Premio Nobel de Química
- Teoría atómica

### Químicos eminentes
En orden cronológico:
- Robert Boyle, 1627-1691
- Joseph Black, 1728-1799
- Joseph Priestley, 1733-1804
- Carl Wilhelm Scheele, 1742-1786
- Antoine Lavoisier, 1743-1794
- Alessandro Volta, 1745-1827
- Jacques Charles, 1746-1823
- Claude Louis Berthollet, 1748-1822
- Louis Joseph Gay-Lussac, 1778-1850
- Humphry Davy, 1778-1829
- Jöns Jakob Berzelius, 1779-1848
- Justus von Liebig, 1803-1873
- Louis Pasteur, 1822-1895
- Stanislao Cannizzaro, 1826-1910
- Friedrich August Kekulé von Stradonitz, 1829-1896
- Dmitri Mendeleev, 1834-1907
- Josiah Willard Gibbs, 1839-1903
- Jacobus Henricus van 't Hoff, 1852-1911
- William Ramsay, 1852-1916
- Svante Arrhenius, 1859-1927
- Walther Nernst, 1864-1941
- Marie Curie, 1867-1934
- Gilbert N. Lewis, 1875-1946
- Otto Hahn, 1879-1968
- Irving Langmuir, 1881-1957
- Linus Pauling, 1901-1994
- Glenn T. Seaborg, 1912-1999
- Robert Burns Woodward, 1917-1979
- Frederick Sanger, 1918-2013
- Rudolph A. Marcus, 1923
- Elias James Corey, 1928
- Harold Kroto, 1939
- Peter Atkins, 1940-
- Richard Smalley, 1943-2005